# Golpe de Estado en España de julio de 1936
El golpe de Estado en España de julio de 1936 fue una sublevación militar dirigida contra el Gobierno constitucional de la Segunda República surgido de las elecciones de febrero de aquel año. Comenzó en Ceuta, Melilla, Tetuán y las islas Canarias; más tarde, se trasladó a la Península, en la que su fracaso parcial condujo a una guerra civil y, derrotada la República, al establecimiento de una dictadura que estuvo vigente hasta la muerte del dictador Francisco Franco el 20 de noviembre de 1975.

## Antecedentes
En las elecciones generales del 16 de febrero de 1936 se manifestó la polarización de la vida política, que comenzó con la fracasada Revolución de 1934 y la consiguiente represión. La izquierda se presentó unida en una coalición denominada Frente Popular que abarcaba desde la Unión Republicana de Diego Martínez Barrio hasta el PCE, pasando por el PSOE, ERC y la IR de Manuel Azaña. Enfrente, la mayor parte de los partidos de derecha se agruparon en el Frente Nacional Contrarrevolucionario (CEDA, Renovación Española, Comunión Tradicionalista carlista, Lliga Catalana, etc.), del cual, sin embargo, no formaron parte ni la Falange ni el PNV. El Frente Popular se hizo con la mayoría absoluta en las Cortes, si bien los partidos de derechas protestaron porque les habían arrebatado algunos escaños en la comisión de actas.
A partir de ese momento se desató una oleada reivindicativa con numerosas huelgas e incendios y destrucciones. Pronto entraron en acción grupos paramilitares de falangistas, por un lado, y otros organizados por la izquierda obrera, con enfrentamientos armados entre ellos. Según el historiador Víctor Hurtado, solo en el mes de febrero de 1936 se contabilizaron 441 asesinatos en todo el país, una cifra no corroborada por ningún otro historiador y que, comparada con las que se suelen manejar, es a todas luces exagerada. Un estudio de 2006 sobre las víctimas mortales, resultado de la violencia política entre febrero y julio de 1936, registra para febrero un total de 44 víctimas mortales, de las cuales 28 serían causadas por la intervención de las fuerzas de orden público (la inmensa mayoría de ellas militantes de las organizaciones de izquierda). Según ese mismo estudio, entre febrero y julio de 1936, antes de iniciarse el golpe de Estado, hubo un total de 189 incidentes y 262 muertos, de ellos 112 causados por la intervención de las fuerzas de orden público. De las 262 víctimas, 148 serían militantes de la izquierda, 50 de la derecha, 19 de las fuerzas de orden público y 45 sin identificar. Además, ese estudio constata que el número de víctimas mortales causadas por la violencia política fue disminuyendo en esos cinco meses.
Los acontecimientos de los cinco meses de gobierno en paz del Frente Popular, de febrero a julio de 1936, fueron utilizados después por los vencedores en la guerra civil española como justificación de su sublevación. El debate sigue abierto, aunque algunos historiadores sostienen que en absoluto puede hablarse de una «primavera trágica» en la que el gobierno del Frente Popular hubiera perdido el control de la situación. Sin embargo reconocen que la agitación social y laboral en el campo y la ciudad fueron constantes y el aumento de la violencia explícita por causas políticas, alimentada por acciones de la izquierda y la derecha, fue también innegable.Pero la conclusión de estos historiadores es clara: «la desestabilización política real en la primavera de 1936 no explica en modo alguno la sublevación militar [de julio de 1936] y menos aún la justifica»y «la política y la sociedad españolas mostraban signos inequívocos de crisis, lo cual no significa necesariamente que la única salida fuera una guerra civil».
Según Julio Aróstegui, la otra justificación del golpe de Estado, impedir una inminente «revolución bolchevique», se ha demostrado todavía más inconsistente, ya que nunca se ha llegado a demostrar su existencia. Como ha señalado este historiador, entre otros,«los sublevados llevaron a cabo su acción pretendiendo que se alzaban contra una revolución absolutamente inexistente en la época en que actúan, inventan documentos falsos que compuso Tomás Borrás y que hablaban de un gobierno soviético que se preparaba, y de hecho lo que representaban era la defensa de las posiciones de las viejas clases dominantes, la lucha contra las reformas sociales, más o menos profundas, que el Frente Popular pone de nuevo en marcha».
El antecedente inmediato del golpe de Estado fue el asesinato del jefe de la oposición José Calvo Sotelo - en la madrugada del 13 de julio de 1936-, cometido a bordo de una camioneta de la Guardia de Asalto, en el marco de un operativo policial y tras un arresto que conculcaba por completo las garantías constitucionales, al ser llevado a cabo sin orden judicial y sin respetar la inmunidad parlamentaria del detenido. El asesinato de Calvo Sotelo, sobre todo el "modus operandi", en el que se ven implicadas "una sección de la Policía del Estado mezclada con elementos revolucionarios, electriza la situación y denota un cambio en la actitud del Ejército".

## La conspiración golpista
Desde el mismo momento de la victoria electoral del Frente Popular, oficiales reaccionarios y monárquicos comenzaron la preparación de una sublevación militar. El 10 de agosto de 1932 había tenido lugar el primer intento de golpe de Estado contra la República, liderado por el general Sanjurjo y llamado por ello «la Sanjurjada». La intentona fracasó y Sanjurjo fue capturado. Más tarde, Sanjurjo fue amnistiado y se exilió en Portugal, desde donde siguió participando en conspiraciones golpistas. El 31 de marzo de 1934 cuatro representantes monárquicos alfonsinos y carlistas, con la mediación del exrey Alfonso XIII, que estaba exiliado en Italia, consiguieron que Mussolini apoyara «un eventual golpe de Estado que se produjera en España para [...] restaurar la Monarquía» y que el gobierno fascista italiano se comprometiese a aportar 1 500 000 pesetas, 200 ametralladoras, fusiles y granadas de mano. Firmaron el acuerdo por parte española el general Barrera y representantes de los partidos Renovación Española (monárquico alfonsino) y Comunión Tradicionalista (carlista).
En 1935 el líder de la CEDA, José María Gil-Robles, consiguió la cartera de ministro de la Guerra en el Gobierno y procedió a nombrar a generales derechistas para los puestos clave: Franco como jefe del Estado Mayor Central, Fanjul como subsecretario de Gil-Robles, Goded responsable de Aeronáutica y Mola jefe de las fuerzas en Marruecos. En esta época la derechista Unión Militar Española se dividió entre los que seguían queriendo dar un golpe de Estado para acabar con la democracia y los que preferían "penetrar" el sistema político desde el poder. En enero de 1936 el presidente de la República, Niceto Alcalá-Zamora, disolvió las Cortes y convocó elecciones anticipadas para el 16 de febrero. Varios generales acordaron entonces sublevarse el 19 de febrero si el Frente Popular ganaba las elecciones.

### Primer intento de «golpe de fuerza» tras la celebración de las elecciones
Nada más conocerse la victoria en la primera vuelta de las elecciones del Frente Popular, lo que suponía que la «vía política» para impedir la vuelta de la izquierda al poder había fracasado tras la derrota de Gil Robles y de la CEDA en las elecciones, se produjo el primer intento de “golpe de fuerza” por parte de la derecha para intentar frenar la entrega del poder a los vencedores. Fue el propio Gil Robles, que ya en diciembre había pulsado la opinión de los generales que él mismo había situado durante su etapa como ministro de la Guerra en los puestos clave de la cadena de mando (Fanjul, Goded, Francisco Franco) en torno a un «golpe de fuerza», el primero que intentó sin éxito que el presidente del Gobierno en funciones, Manuel Portela Valladares, declarase el «estado de guerra» y evitase la toma de posesión de los parlamentarios electos. Le siguió el general Franco, aún jefe del Estado Mayor del Ejército, que se adelantó a dar las órdenes pertinentes a los mandos militares para que declarasen el estado de guerra (lo que según la Ley de Orden Público de 1933 suponía que el poder pasaba a las autoridades militares), pero fue desautorizado por el presidente del Gobierno en funciones, Portela Valladares, y por el ministro de la Guerra en funciones, el general Nicolás Molero.Un papel clave en el fracaso del golpe lo desempeñaron el director de la Guardia Civil, el general Sebastián Pozas, viejo africanista pero fiel a la República, que cuando recibió la llamada del general Franco para que se uniera a una acción militar que ocupara las calles se negó, y también el general Miguel Núñez de Prado, jefe de la policía que tampoco secundó la intentona. Al final el general Franco no vio la situación madura y se echó para atrás, especialmente tras el fracaso de los generales Goded y Fanjul para sublevar a la guarnición de Madrid.
El resultado del intento de «golpe de fuerza» fue exactamente el contrario del previsto. El presidente del Gobierno en funciones renunció al desempeño de su cargo de forma inmediata y pidió al presidente de la República que nombrara presidente del Gobierno en funciones al candidato de la coalición ganadora, sin esperar a que se celebrara la segunda vuelta de las elecciones (prevista para el 1 de marzo), a la espera de la publicación de los resultados definitivos. Así, Manuel Azaña, el líder del Frente Popular, formaba Gobierno el miércoles 19 de febrero que, conforme a lo pactado, solo estaba integrado por ministros republicanos de izquierda (nueve de Izquierda Republicana y tres de Unión Republicana, más uno independiente, el general Carlos Masquelet, ministro de la guerra).Una de las primeras decisiones que tomó el nuevo Gobierno fue alejar de los centros de poder a los generales más antirrepublicanos: el general Goded fue destinado a la Comandancia militar de Baleares; el general Franco, a la de Canarias; el general Mola al gobierno militar de Pamplona. Otros generales significados, como Orgaz, Villegas, Fanjul y Saliquet quedaron en situación de disponibles. Sin embargo esta política de traslados no serviría para frenar la conspiración militar y el golpe que finalmente se produjo entre el 17 y el 18 de julio, e incluso en algún caso, como el del general Franco, les hizo aumentar su rechazo al nuevo Gobierno, al considerar su destino a Canarias como una degradación, una humillación y un destierro. Asimismo, el nuevo Gobierno en funciones adelantó la segunda vuelta de las elecciones, prevista para el 1 de marzo, al domingo 23 de febrero, a fin de acelerar en lo posible el proceso electoral.[cita requerida]

### Inicio de la conspiración

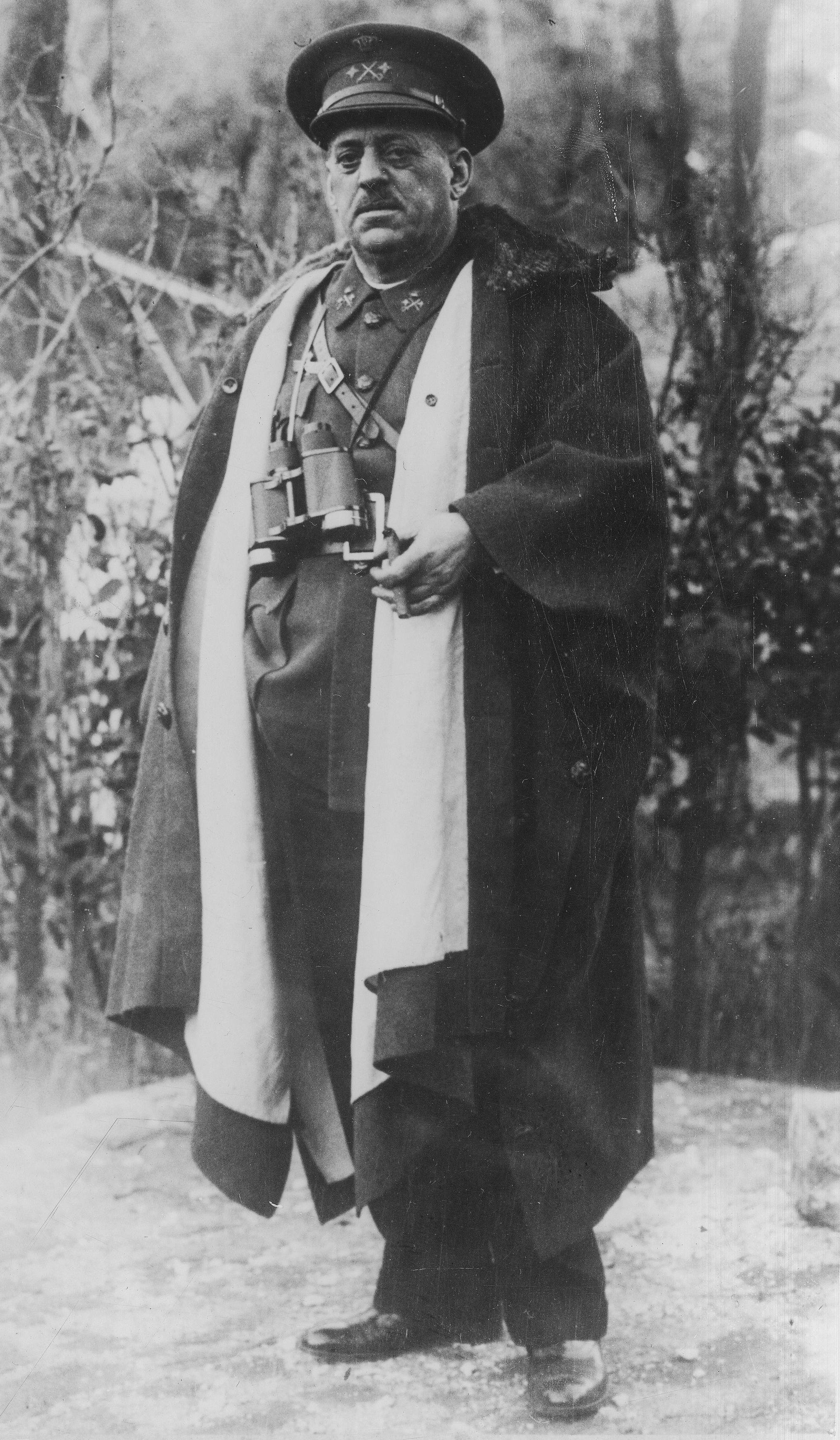
El general José Sanjurjo hacia 1930.

La conspiración militar para desencadenar un «golpe de fuerza» (como lo llamaban los conjurados) que derribara al Gobierno, se puso en marcha nada más tomar posesión el Gobierno de Azaña el 19 de febrero de 1936, apoyándose inicialmente en las tramas golpistas que se habían rehecho tras el fracaso de la insurrección militar de agosto de 1932 encabezada por el general Sanjurjo. El 20 de febrero el periódico de la Comunión Tradicionalista, El Pensamiento Alavés, ya afirmaba «que no sería en el Parlamento donde se libraría la última batalla, sino en el terreno de la lucha armada» y esa lucha partiría de «una nueva Covadonga que frente a la revolución sirviera de refugio a los que huyeran de aquella y emprendiera la Reconquista de España».
El 8 de marzo de 1936, horas antes de que el general Franco se marchara a su destino en Canarias, tuvo lugar en la casa de Madrid de un agente de bolsa militante de la CEDA y amigo de Gil Robles,una reunión de varios generales (Emilio Mola, Luis Orgaz Yoldi, Villegas, Joaquín Fanjul, Francisco Franco, Ángel Rodríguez del Barrio, Miguel García de la Herrán, Manuel González Carrasco, Andrés Saliquet y Miguel Ponte, junto con el coronel José Enrique Varela y el teniente coronel Valentín Galarza, como hombre de la UME), en la que acordaron organizar un «alzamiento militar» que derribara al Gobierno del Frente Popular recién constituido y «restableciera el orden en el interior y el prestigio internacional de España». El historiador franquista Ricardo de la Cierva ha afirmado, sin embargo, que lo que se acordó en la reunión del 8 de marzo fue llevar a cabo un golpe de Estado solo en caso de amenaza grave a "la unidad de la patria" y quiebra límite del orden público. Los generales conjurados acordaron también ofrecer la jefatura de la Junta Militar que se formaría al exiliado general Sanjurjo y que, hasta entonces, el coordinador en España fuera el general Ángel Rodríguez del Barrio.
No se llegó a acordar el carácter político del “movimiento militar”, pero para su organización recurrirían a la estructura clandestina de la UME integrada por oficiales conservadores y antiazañistas y llegaron a fijar la fecha del golpe, para el 20 de abril, pero las sospechas del Gobierno y la detención de Orgaz y Varela, confinados en Canarias y en Cádiz, respectivamente, les obligaron a posponer la fecha.
El general Gonzalo Queipo de Llano  (jefe de los carabineros), que estaba organizando otra conspiración golpista por su cuenta, visitó a Mola en Pamplona el 12 de abril. Tras informarse mutuamente de sus respectivos planes decidieron colaborar. El 19 de abril el general Rodríguez del Barrio abortó un alzamiento militar en Madrid, en parte por el cáncer que sufría y en parte porque creía que la policía estaba al corriente de la conspiración. La coordinación de la conspiración pasó entonces al general Mola, por decisión del general Sanjurjo, mientras que la coordinación del golpe en Madrid quedaría en manos del teniente coronel Valentín Galarza, pronto apodado como «el Técnico».

### Mola, «el Director» de la conspiración

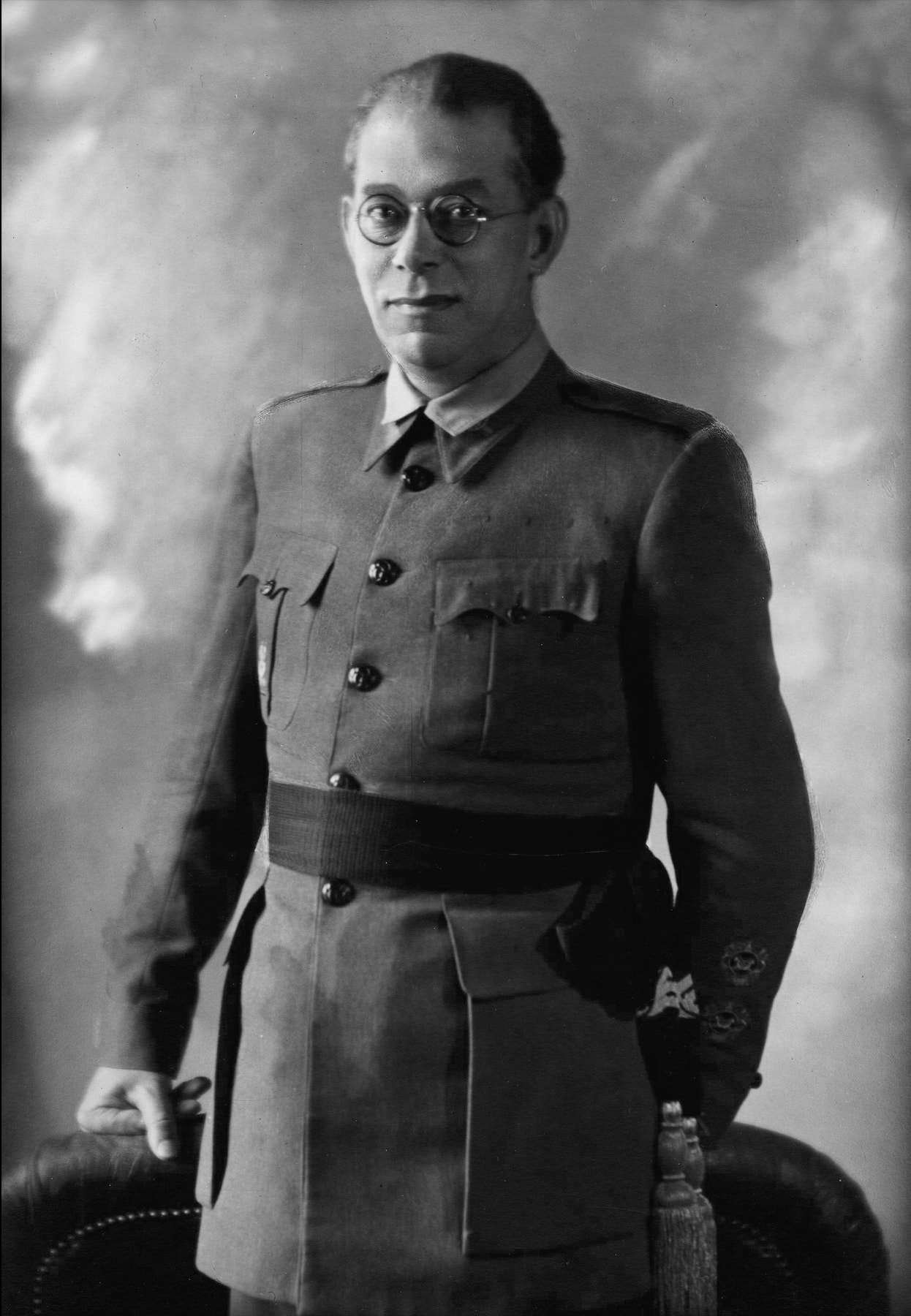
El general Emilio Mola, "el Director" de la conspiración, hacia 1930.

El general Mola adoptó el nombre clave de «el Director» y con él al frente la conspiración «ganó en organización y empuje». Se apoyó fundamentalmente en los militares "africanistas" y en los miembros de la clandestina Unión Militar Española, cuyo papel fue especialmente importante en conseguir las adhesiones necesarias entre los niveles intermedios de la oficialidad que resultarían decisivos cuando los generales al frente de las guarniciones permanecieran leales al gobierno.Para llevar adelante su plan, Mola, que continuó con el proyecto de constituir una Junta Militar presidida por el general Sanjurjo, comenzó a redactar y difundir una serie de circulares o «Instrucciones reservadas» en las que fue perfilando la compleja trama que llevaría adelante el golpe de Estado.
La primera de las cinco «instrucciones reservadas» la dictó el 25 de abrily en ella ya apareció la idea de que el golpe tendría que ir acompañado de una violenta represión:

Se tendrá en cuenta que la acción ha de ser en extremo violenta para reducir lo antes posible al enemigo, que es fuerte y bien organizado. Desde luego serán encarcelados todos los directivos de los partidos políticos, sociedades y sindicatos no afectos al Movimiento, aplicándose castigos ejemplares a dichos individuos para estrangular los movimientos de rebeldía o huelgas

En la instrucción n.º 5, del 20 de junio, insistía en el recurso a la violencia extrema en este caso dirigida contra los militares que no se sumaran a la sublevación:

Ha de advertirse a los tímidos y vacilantes que aquel que no está con nosotros está contra nosotros, y como enemigo será tratado. Para los compañeros que no sean compañeros, el movimiento triunfante será inexorable.

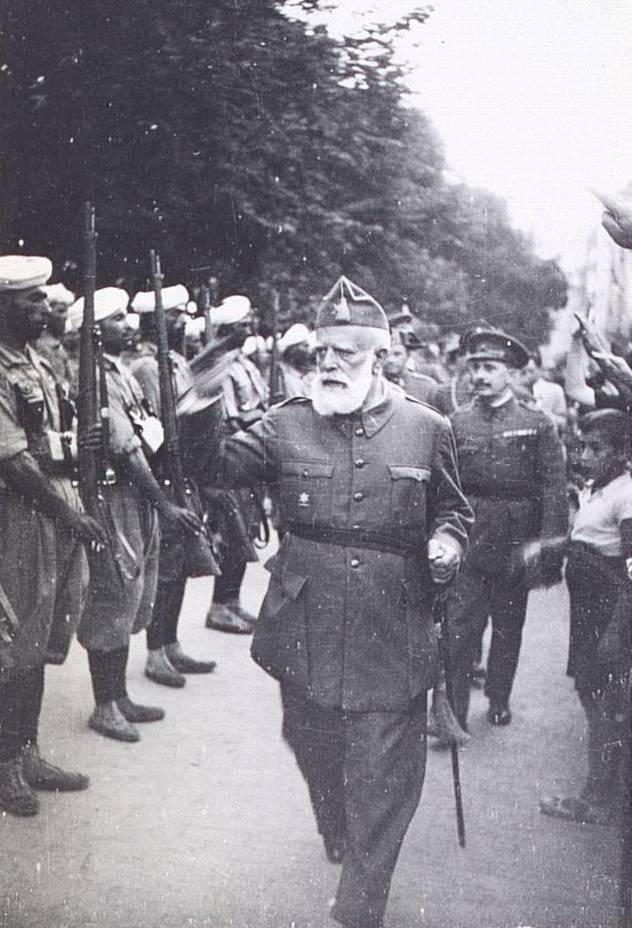
General Miguel Cabanellas.

Mola logró que se uniera a la conspiración otro general republicano, además de Queipo de Llano, el general Miguel Cabanellas, jefe de la V División orgánica, con quien mantuvo una entrevista en Zaragoza el 7 de junio en la que acordaron las medidas para dominar la oposición que «opondría la gran masa sindicalista» y la organización de las «columnas que habían de oponerse a que los catalanes pudieran invadir el territorio aragonés».
Mola consiguió comprometer en el golpe a numerosas guarniciones, gracias también a la trama clandestina de la UME dirigida por el coronel Valentín Galarza (cuyo nombre clave era «El Técnico»), pero Mola no contaba con todas ellas, y especialmente tenía dudas sobre el triunfo del golpe en el lugar fundamental, Madrid, y también sobre Cataluña, Andalucía y Valencia.
Así pues, el problema de los militares implicados era que, a diferencia del golpe de Estado de 1923, ahora no contaban con la totalidad del Ejército (ni de la Guardia Civil ni de las otras fuerzas de seguridad) para respaldarlo. «Las divisiones que se habían manifestado en el seno del propio ejército desde la Dictadura... durante la República habían alcanzado un singular grado de virulencia con la creación de uniones militares enfrentadas por la cuestión del régimen político [la UME, Unión Militar Española, monárquica; y la republicana Unión Militar Republicana Antifascista, UMRA, con una influencia mucho más reducida]».
Tampoco podían contar como en 1923 con la connivencia del jefe del Estado (el rey Alfonso XIII entonces, y el presidente de la República Manuel Azaña ahora). Una tercera diferencia respecto de 1923 era que la actitud de las organizaciones obreras y campesinas no sería de pasividad ante el golpe militar, como en 1923, sino que como habían anunciado desencadenarían una revolución. Por estas razones se fue retrasando una y otra vez la fecha del golpe militar, y por eso, además, el general Mola, «el Director», buscó el apoyo de las milicias de los partidos antirrepublicanos (requetés y falangistas) y el respaldo financiero de los partidos de la derecha.
Mola entabló una negociación con la Comunión Tradicionalista para que el Requeté carlista, fuerza paramilitar concentrada principalmente en Navarra y el País Vasco, se uniese a la sublevación. Mola se negó inicialmente a aceptar las exigencias de los carlistas, partidarios de una monarquía clerical que querían luchar bajo la bandera rojigualda y el Sagrado Corazón de Jesús, mientras que Mola defendía una "dictadura republicana" donde la Iglesia siguiera estando separada del Estado.Sin embargo el 11 de julio Sanjurjo aceptó las principales reivindicaciones carlistas y el 14 estos anunciaron su adhesión al levantamiento. Al plan de Mola ya se habían unido José Calvo Sotelo y su partido, Renovación Española. En cuanto a las milicias falangistas, en principio su líder José Antonio Primo de Rivera, preso en Alicante, se manifestó dispuesto a colaborar, pero exigió una parcela de poder para Falange, lo que no fue admitido por los generales conjurados, por lo que su participación fue de momento aparcada.

Ruta del Dragon Rapide, el avión que llevó a Francisco Franco a Tetuán donde tomó el mando de las tropas sublevadas.

En paralelo los conjurados alquilaron un avión para que Franco pudiera trasladarse de Canarias al Marruecos español y tomar allí el mando del sublevado Ejército de África. Para ello el financiero Juan March facilitó fondos al marqués de Luca de Tena, propietario del diario ABC. El corresponsal de ABC en Londres, Luis Bolín, contrató un de Havilland D.H.89 Dragon Rapide que partió de Inglaterra el 11 de julio y llegó a Gran Canaria el día 15.

### Actitud gubernamental
Al Gobierno de Manuel Azaña, y luego de Casares Quiroga, le llegaron por diversas fuentes noticias de lo que se estaba tramando, pero no actuó con más contundencia contra los conspiradores porque, según el historiador Julio Aróstegui, "Azaña y muchos elementos de su partido, y el propio Casares Quiroga, jefe del Gobierno, no creyeron que después de haber neutralizado con facilidad el golpe de Sanjurjo en 1932 en el Ejército hubiera capacidad para preparar una acción seria, estimando además que tenían controlados a los posibles cabecillas y que en el caso de que esa rebelión se produjese sería fácil abortarla".
El director general de Seguridad, José Alonso Mallol, organizó la instalación de numerosas escuchas telefónicas en todos aquellos lugares donde se estaba urdiendo la conspiración.Para el mes de mayo ya tenía confeccionada una lista de 500 implicados en la conspiración que entregó al presidente de la República, Manuel Azaña y al presidente del Gobierno, Casares Quiroga, "con la recomendación de que se procediera a su detención".Pero Azaña y Casares Quiroga no hicieron nada al respecto y los preparativos golpistas continuaron. El 3 de junio Alonso Mallol visitó Pamplona acompañado de un numeroso grupo de policías con el objetivo de realizar varios registros policiales y descubrir la conspiración del general Mola.Sin embargo, gracias a un aviso del comisario de policía y confidente de Mola, Santiago Martín Báguenas (adscrito a la Dirección General de Seguridad), los conspiradores estaban prevenidos y el registro policial no logró ningún resultado.

### Plan militar y político de la sublevación

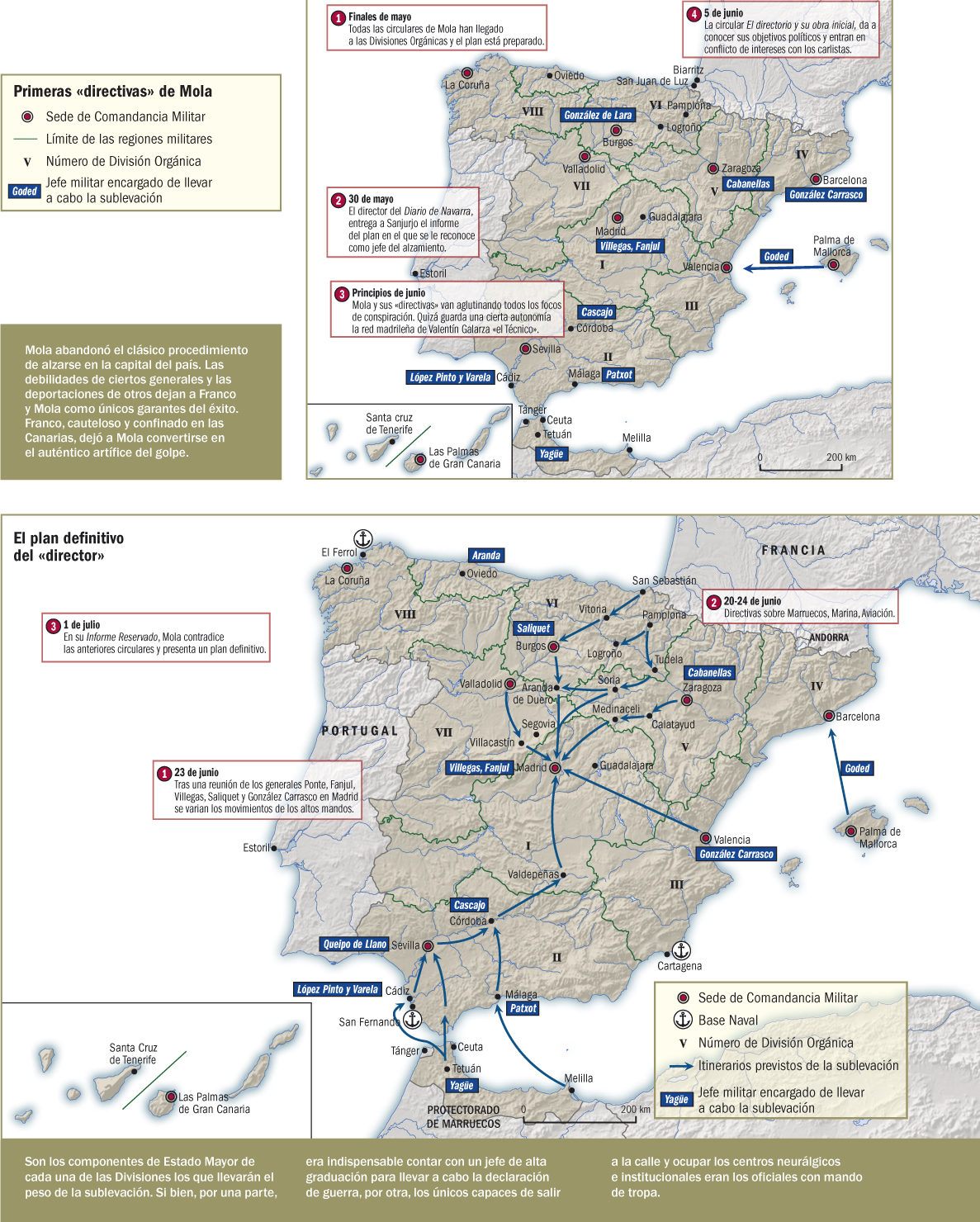
Plan golpista trazado por Emilio Mola.

Mola no elaboró un único modelo de conspiración para todas las provincias españolas sino que diseñó cuatro en función de la presencia o no de fuerzas militares en ellas y en función también del grado de compromiso con la rebelión de los generales, jefes y oficiales contactados. Así el primer modelo lo englobaban aquellas provincias que contaban con unidades militares y en las que los jefes y oficiales que las mandaban apoyaban la conspiración (era el caso de Valladolid, Zamora, Burgos, Segovia, Salamanca, Granada, Córdoba, Málaga, Guadalajara, las cuatro provincias gallegas, La Rioja, Vizcaya y Valencia, además del Protectorado de Marruecos). El segundo modelo incluía aquellas provincias que tenían unidades militares pero en las cuales no se contaba con un apoyo amplio de sus mandos. Era el caso de Madrid, Barcelona y Sevilla, a las que se podrían añadir Asturias, Santander y Almería. El tercer y cuarto modelo se referían a aquellas provincias que no contaban con guarniciones militares, por lo que la cuestión decisiva sería la actitud que tomaran los mandos de la Guardia Civil. En unas estaba asegurado su compromiso, constituyendo así el tercer modelo (sería el caso de las provincias de Albacete, Toledo, Cuenca, Soria y Ávila), mientras que en otras no, como Jaén, Ciudad Real y Huelva, las que constituirían el cuarto modelo.
El plan global del general Emilio Mola, "el Director", era un levantamiento escalonado de todas las guarniciones comprometidas, que implantarían el estado de guerra en sus demarcaciones, comenzando por el Ejército de África. Como se preveía que en Madrid era difícil que el golpe triunfase por sí solo (la sublevación en la capital estaría al mando del general Fanjul), estaba previsto que desde el norte una columna dirigida por el propio Mola se dirigiera hacia Madrid para apoyar el levantamiento de la guarnición de la capital. Y por si todo eso fallaba también estaba planeado que el general Franco (que el 23 de junio había dirigido una carta al presidente del Gobierno, Casares Quiroga, en la que decía que las sospechas del Gobierno de que se estaba fraguando un golpe militar no eran ciertas -cuando él mismo era uno de los generales implicados-, alegando que "faltan a la verdad quienes le presentan al Ejército como desafecto a la República; le engañan quienes simulan complots a la medida de sus turbias pasiones"), después de sublevar las islas Canarias se dirigiría desde allí al protectorado de Marruecos a bordo del avión Dragon Rapide, fletado en Londres el 6 de julio por el corresponsal del diario ABC Luis Bolín gracias al dinero aportado por Juan March, para ponerse al frente de las tropas coloniales, cruzar el estrecho de Gibraltar y avanzar sobre Madrid, desde el sur y desde el oeste.Inicialmente Mola fijó el 10 de julio como fecha para el golpe, pero esta vez Alonso Mallol tuvo éxito en una redada a falangistas en Alcañiz en la que se encontraron documentos con la fecha y la contraseña del mismo, que era "Covadonga", y se terminó por establecer la del 17 del mismo mes.
Como temía que las guarniciones de Andalucía no apoyaran la sublevación, Mola inicialmente se limitó en sus planes a esperar que la Segunda División Orgánica (Sevilla), al igual que la Primera División Orgánica, “si no se suman al movimiento, por lo menos adopten una actitud de neutralidad benévola…” El 24 de junio Mola modificó sustancialmente el plan de la sublevación, estableciendo que el Ejército de África debería “organizar las columnas mixtas, sobre la base de la Legión, una en la Circunscripción Oriental y otra en la Occidental, que desembarcarán, respectivamente, en Málaga y Algeciras.” Desde estos puertos los sublevados convergerían en Córdoba y a continuación marcharían sobre Madrid por Despeñaperros.
Entre los días 5 y 12 de julio una parte del Ejército de África realizó unas maniobras en el Llano Amarillo donde sus mandos terminaron de perfilar los detalles de la sublevación en el Protectorado español de Marruecos.
Las instrucciones de Mola estipulaban que todas las unidades implicadas en el alzamiento estuvieran ‘’dispuestas’’ el día 17 a las 5 de la tarde (el 17 a las 17 horas), para empezar el Alzamiento en Marruecos. En puntos clave de la península empezaría el día 18, y en otros sitios (incluida Pamplona), el 19. La noticia de la sublevación en Marruecos sembró la confusión entre los conspiradores de la península: ¿Tenían que atenerse a la fecha planeada, o también tenían que adelantar su actuación?
Según el plan diseñado por el general Mola, que pedía una acción «en extremo violenta»,una vez controlada Madrid los golpistas depondrían al presidente de la República y al Gobierno en pleno, disolverían las Cortes y el Tribunal Supremo y el de Garantías Constitucionales, suspenderían la Constitución de 1931, detendrían y juzgarían a todos los dirigentes y militantes significados de los partidos y organizaciones de la izquierda así como a los militares que no hubieran querido sumarse a la sublevación y, finalmente, constituirían un Directorio militar bajo la jefatura del general Sanjurjo, que volaría desde Lisboa hasta España. Pero lo que sucedería a continuación nunca estuvo claro pues nada se había acordado sobre la forma de Estado, o república o monarquía (por ejemplo, no se decidió nada sobre qué bandera se utilizaría, si la bicolor de la monarquía, en lugar de la tricolor de la República, ya que se pensaba en una acción rápida y contundente). El objetivo era instaurar una dictadura militar siguiendo el modelo de la Dictadura de Primo de Rivera, al frente de la cual se situaría el exiliado general Sanjurjo. Así lo advirtió Mola desde el primer momento como quedó reflejado en la Instrucción reservada nº 1 de 25 de abril: «Conquistado el poder, se instaurará una dictadura militar que tenga por misión inmediata restablecer el orden público, imponer el imperio de la ley y reforzar convenientemente al Ejército, para consolidar la situación de hecho que pasará a ser de derecho». Mola volvió a insistir más adelante en no vincular la sublevación con ninguna opción política, como dejó claro en las Normas de ejecución en las que se prohibía a los sublevados que, una vez se hicieran con el poder en sus respectivas demarcaciones, hicieran «todo género de manifestaciones de tipo político que pudieran quitar al movimiento el carácter de neutralidad absoluta que lo motiva».
Así pues, lo que iban a poner en marcha los militares conjurados no era un pronunciamiento al estilo decimonónico (pues en estos casos no se discutía en general el régimen o el sistema político, sino que intentaban solo forzar determinadas "situaciones" partidistas), sino que iba mucho más lejos. El problema estribaba en que los militares y las fuerzas políticas que les apoyaban (fascistas, monárquicos alfonsinos, carlistas, católicos de la CEDA) defendían proyectos políticos distintos, aunque todos coincidían en que la "situación futura” no sería democrática, y tampoco liberal, porque el significado social de fondo de la conspiración era inequívoco: la "contrarrevolución".
En cuanto al dinero para financiar la operación, la mayor parte lo proporcionó el banquero Juan March quien puso a disposición del general Mola de un fondo por valor de 600 millones de pesetas, además de proporcionar a los monárquicos medio millón de libras para que compraran material bélico en la Italia fascista y pagar las 2000 libras que costó el alquiler del Dragon Rapide que debía transportar al general Franco desde Canarias a Marruecos.

## Los sucesos del 12-13 de julio de 1936
A principios de julio de 1936 la preparación del golpe militar estaba casi terminada, aunque el general Mola reconocía que «el entusiasmo por la causa no ha llegado todavía al grado de exaltación necesario».De hecho en los primeros días del mes anterior Mola se encontraba tan desanimado que se planteó la posibilidad de retirarse y marcharse a Cuba y fueron dirigentes carlistas los que le convencieron para que continuara.En la segunda semana de julio recibió la visita en Pamplona de su hermano Ramón, capitán de infantería y enlace con los conjurados de Cataluña. Este le comunicó que agentes de la Generalidad de Cataluña habían descubierto los planes de la conspiración y le pidió que abandonara. Mola le replicó que ya era demasiado tarde y que regresara a Cataluña —Ramón Mola se suicidó al fracasar el golpe en Barcelona—.

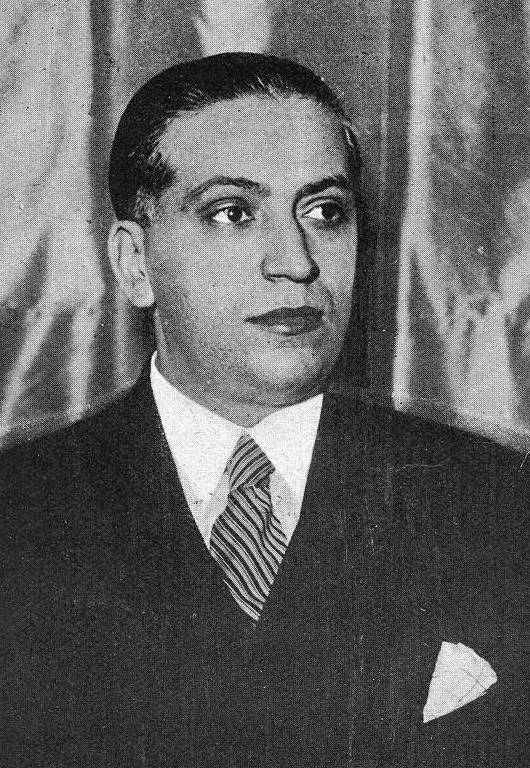
José Calvo Sotelo, retrato en Vida Gallega (1936)

El asesinato del líder monárquico José Calvo Sotelo en la madrugada del 13 de julio de 1936 causó una enorme conmoción, especialmente entre los sectores conservadores y entre los militares. Muchos de estos últimos que permanecían indecisos o indiferentes se sumaron a la sublevación tras conocer las circunstancias de su muerte.
Con la fecha del pronunciamiento fijada para los días 10 al 20 de julio, en la tarde del domingo 12 de julio fue asesinado en una calle céntrica de Madrid por pistoleros de extrema derecha, carlistas para algunos historiadores (como Ian Gibson),falangistas para otros, el teniente de la Guardia de Asalto José Castillo.Castillo era conocido por haberse negado a intervenir contra los insurrectos de la Revolución de 1934. Además era miembro de la UMRA e instructor de las milicias de la juventud socialista. El 16 de abril se habían producido los Incidentes durante el entierro de Anastasio de los Reyes en 1936, en los que ataques de extremistas de izquierda y la actuación de la Guardia de Asalto a las órdenes del teniente José del Castillo Sáenz de Tejada, con disparos de armas de fuego en ambos casos, causaron la muerte sobre un total de 6 personas e hirieron a otras 32 de la comitiva fúnebre: uno de los guardias de Castillo había matado a Andrés Sáenz de Heredia, primo de José Antonio Primo de Rivera, y el propio Castillo había herido a un manifestante carlista. Castillo era el número dos en una lista negra de oficiales de izquierdas supuestamente confeccionada por la UME y cuyo número uno, el capitán Carlos Faraudo, ya había sido asesinado. En la edición de ese domingo 12 de julio el diario El Socialista, el órgano oficial del PSOE, había vuelto a insistir en que los rumores sobre la conspiración militar no eran tales, sino «datos exactos» y había vuelto a ofrecerse al gobierno como «una fuerza movilizable en caso de necesidad».
En el cuartel de la Guardia de Asalto de Pontejos, cercano a la Puerta del Sol, los compañeros del teniente José del Castillo quedaron conmocionados al conocer la noticia de su asesinato y algunos propusieron, según un testigo, «detener a la mayor cantidad posible de enemigos del gobierno, instigadores de los atentados».Así, en la madrugada del lunes 13 de julio salieron varios grupos de guardias de asalto con listas de falangistas y miembros de la extrema derecha a los que detener. Un grupo de guardias de asalto y de miembros de las milicias socialistas, dirigidos todos ellos por un capitán de la Guardia Civil, Fernando Condés, salió para detener a un falangista, pero al llegar al lugar se dieron cuenta de que la dirección era falsa. Sin saber muy bien qué hacer, alguien propuso ir a casa del líder de Renovación Española, Antonio Goicoechea, pero este no se encontraba en su domicilio. Lo intentaron otra vez con José María Gil-Robles pero, al no encontrar a ninguno de ellos (ya que se encontraban fuera de Madrid), fueron a casa de José Calvo Sotelo, el jefe parlamentario de los monárquicos "alfonsinos" de Renovación Española. Le pidieron que les acompañara a la Dirección General de Seguridad, cosa a la que Calvo Sotelo inicialmente se negó pero tras ver la documentación de Condés (que lo acreditaba como oficial de la Guardia Civil) aceptó ir con ellos. Eran las tres y media de la madrugada. Durante el trayecto, Luis Cuenca Estevas, un paisano miembro de las milicias socialistas que también iba en el furgón policial descubierto, descerrajó dos tiros en la nuca a Calvo Sotelo. Poco después abandonaron el cadáver en el suelo cerca del depósito del cementerio del Este.
La reacción de las organizaciones obreras del Frente Popular, socialistas y comunistas, fue reunirse en la tarde de ese mismo día 13 convocadas por el socialista Indalecio Prieto, que había vuelto de inmediato de Bilbao al conocer lo que había sucedido. Acordaron hacer pública una nota de reafirmación del Frente Popular y de apoyo al gobierno, ofreciéndose a defender la República en caso de que se produjera el golpe. En la nota se decía que el apoyo al gobierno no se ofrecía en términos «circunstanciales», sino «con carácter permanente mientras las circunstancias lo aconsejen» —una precisión que enojó a Francisco Largo Caballero cuando regresó de Londres el día 16, a donde había viajado para asistir a un congreso sindical internacional—. En la nota no se condenó el asesinato de Calvo Sotelo.En la inmediata posguerra el socialista Julián Zugazagoitia, entonces director del diario El Socialista y que durante la guerra civil sería ministro en el gobierno de Juan Negrín, reconoció que el asesinato de Calvo Sotelo había sido un hecho «realmente monstruoso».
En el entierro de Calvo Sotelo el dirigente monárquico Antonio Goicoechea juró solemnemente «consagrar nuestra vida a esta triple labor: imitar tu ejemplo, vengar tu muerte y salvar a España, que todo es uno y lo mismo». Por su parte el líder de la CEDA, José María Gil Robles en la reunión de la Diputación Permanente de las Cortesdel día 15 de julio les dijo a los diputados de la izquierda que «la sangre del señor Calvo Sotelo está sobre vosotros» y acusó al gobierno de tener la «responsabilidad moral» del crimen por «patrocinar la violencia».
El asesinato de Calvo Sotelo aceleró el compromiso con la sublevación de los carlistas y también de la CEDA, y acabó de convencer a los militares que tenían dudas. Además, Mola decidió aprovechar la conmoción que había causado el asesinato de Calvo Sotelo, y el día 14 adelantó la fecha de la sublevación. Como ha señalado Eduardo González Calleja, «la muerte del líder monárquico fue para la derecha una útil justificación para el inminente golpe y un acicate para cerrar filas y concertar los últimos compromisos insurreccionales. El magnicidio no provocó el levantamiento militar, pero aumentó la determinación de los conjurados y animó a dar el paso a los que aún dudaban en participar en la asonada que se preparaba».
A las siete y cuarto de la mañana del viernes 17 de julio un enlace del general Mola envió desde Bayona tres radiotelegramas en clave para el general Franco en Tenerife, para el general Sanjurjo en Lisboa y para el teniente coronel en la reserva Juan Seguí Almuzara en Melilla en los que se les recordaba la orden de comenzar el alzamiento el viernes 17 a las 17 horas.Sin embargo, según Luis Romero la fecha que aparecía en los radiogramas era la del sábado 18 de julio y la sublevación se adelantó en el Protectorado de Marruecos al viernes 17 por la tarde porque los conjurados en Melilla se vieron obligados a ello para evitar ser detenidos cuando estaban reunidos en las oficinas de la Comisión de Límites situada en la Alcazaba.
Algunos líderes conservadores que no habían participado en la conspiración fueron avisados de la fecha del golpe y se les recomendó que se marcharan de Madrid (o de Barcelona, como en el caso de Francesc Cambó). Alejandro Lerroux, por ejemplo, se fue a Portugal y desde allí dio su apoyo al golpe. El que decidió quedarse fue Melquiades Álvarez que moriría asesinado en la saca de la Cárcel Modelo de Madrid del 22 de agosto de 1936.Los líderes derechistas que estaban comprometidos con la sublevación habían comenzado a abandonar la capital tras asistir al entierro de Calvo Sotelo en la tarde del martes 14 de julio o después de la reunión de la Diputación Permanente que se celebró en la mañana del día siguiente. José María Gil Robles se marchó en coche a Biarritz ese mismo día 15 por la tarde; Antonio Goicoechea se fue el viernes 17 a una finca de la provincia de Salamanca cercana a la frontera con Portugal.También abandonaron Madrid ese mismo viernes 17 la esposa y los hijos de Calvo Sotelo. A primera hora de la noche tomaron el expreso de Lisboa.

## Sublevación en el norte de África y Canarias (17 al 18 de julio)
El 13 de julio, el mismo día en que era asesinado en Madrid el líder monárquico Calvo Sotelo, el teniente coronel Yagüe, cabeza de la conjura en el Protectorado español de Marruecos, comunicó al general Mola que las tropas estarían dispuestas a actuar a partir del jueves 16, tras haber llevado a cabo entre los días 5 y 12 unas maniobras en el Llano Amarillo.

### Melilla
Existe una discrepancia importante entre los historiadores sobre qué día y qué hora había fijado el general Mola para iniciar la sublevación en Melilla y en el Protectorado de Marruecos. Según Francisco Alía Miranda el radiograma que le envió Mola a primera hora de la mañana del viernes 17 al teniente coronel en la reserva Juan Seguí Almuzara, su enlace en Melilla, le recordaba que el alzamiento debía comenzar el viernes 17 a las 17 horas. Sin embargo, según Luis Romero y otros historiadores como Hugh Thomas, la fecha que aparecía en el radiograma era la del sábado 18 de julio y la sublevación se adelantó en Melilla porque los conjurados se vieron obligados a ello para evitar ser detenidos.
El jueves 16 de julio el comandante Joaquín Ríos Capapé, siguiendo las órdenes del coronel Juan Bautista Sánchez,salió sin autorización de su acuartelamiento en Villa Jordana —cerca del Peñón de Vélez de la Gomera— al frente de su unidad. Fue aquella la primera unidad que se sublevó, Ríos Capapé se dirigió a Villa Sanjurjo, población que logró tomar sin mayores dificultades.
Sin embargo, la acción que dio comienzo a la guerra civil española sucedió en Melilla. La mañana del 17 de julio de 1936, los oficiales de la guarnición de Melilla que formaban parte de la conspiración tuvieron una reunión en la sala de cartografía del Ejército para ultimar los planes. El teniente coronel Juan Seguí Almuzara, a la postre jefe local de Falange y cabecilla de la trama golpista en el Marruecos oriental, comunicó a los conspiradores el momento en que comenzaría la sublevación. Según Hugh Thomas, las 05:00 del sábado 18 de julio.Inesperadamente, uno de los dirigentes locales de Falange informó sobre los planes de la conspiración, logrando llegar esta información al general Romerales. Por la tarde los oficiales golpistas volvieron a la sala de cartografía, donde habían hecho acopio de una arsenal clandestino de armamento. En ese momento llegó un grupo de guardias de asalto dirigido por el teniente Zaro, que ordenó a sus hombres rodear el edificio.Para los militares golpistas aquello supuso una desagradable sorpresa. Uno de ellos, el coronel Darío Gazapo, intentó impedir el registro, pero recibió por teléfono órdenes superiores del general Romerales para que permitiera el registro del edificio.
Gazapo inmediatamente llamó por teléfono para que una unidad de la Legión acudiera a socorrerlos. Cuando los legionarios llegaron al lugar, Zaro y sus hombres se vieron superados numéricamente, y se rindieron. Mientras tanto, el coronel Seguí se dirigió al despacho de Romerales y entró allí pistola en mano. En el interior se estaba produciendo una fuerte discusión entre los oficiales golpistas y los oficiales leales. El coronel Seguí consiguió que el general se rindiera sin oponer resistencia —sería fusilado posteriormente—.Acto seguido, los oficiales sublevados declararon el estado de guerra —el bando de guerra se proclamó en nombre del general Francisco Franco con el título de «General Jefe superior de las fuerzas de Marruecos»—y ocuparon todos los edificios públicos de Melilla. Inmediatamente, fueron clausurados la Casa del Pueblo y los demás centros de partidos del Frente Popular, deteniendo además a los dirigentes republicanos y de izquierdas.En las cercanías de la casa del Pueblo y en los barrios obreros tuvieron lugar pequeños enfrentamientos, pero la rebelión había cogido por sorpresa a los trabajadores y estos carecían de armas. A partir de entonces en Melilla se impuso la ley marcial.
En la Base Aeronaval El Atalayón, a pocos kilómetros de la ciudad, el capitán Leret Ruiz fue uno de los pocos que logró resistir a los sublevados. Les hizo frente durante varias horas hasta que agotó la munición, momento en que él y sus pocos hombres se vieron superados ante los 2 tabores de regulares que fueron enviados para conquistar la base. Fue fusilado inmediatamente.Está considerado como el primer oficial leal a la República asesinado por los sublevados. Aquella fue la última resistencia en Melilla.
Tras controlar la ciudad el coronel Luis Soláns Labedán, jefe del alzamiento en Melilla, envió un telegrama a Tenerife dirigido al general Franco, entonces Comandante Militar de Canarias, en el que le informaba del éxito de la sublevación.
El modo de rebelión que se llevó a cabo en Melilla fue el modelo que en adelante se siguió en el resto del Protectorado de Marruecos y más tarde en España.

### Tetuán, Ceuta y Larache
Una vez que Melilla estuvo asegurada por los golpistas, el coronel Seguí se puso en contacto con los tenientes coroneles Sáenz de Buruaga y Juan Yagüe, encargados de la conspiración militar en Tetuán y Ceuta, respectivamente; Tetuán era la entonces capital del Protectorado español de Marruecos.También telegrafió al general Franco, explicándole por qué el "Alzamiento" en Melilla había comenzado antes de la hora convenida. Por su parte, Sáenz de Buruaga y Yagüe pasaron a la acción, improvisando la rebelión doce horas antes de lo que estaba previsto.
Tras enterarse de lo sucedido en Melilla el comandante del Ejército de África, general Gómez Morato, tomó un vuelo hacia Melilla, aunque sería arrestado nada más bajarse del avión. En Tetuán los tenientes coroneles Asensio, Beigbeder y Saénz de Buruaga ya se habían sublevado para entonces. Este último llamó al alto comisario en funciones, Álvarez Buylla, que se encontraba en su residencia y, le exigió que dimitiera de su puesto. Álvarez Buylla se negó y a su vez telefoneó a Casares Quiroga, quien le ordenó que resistiera a toda costa, diciéndole que la Marina y las Fuerzas aéreas le proporcionarían ayuda al día siguiente. Pero el Alto Comisario se encontraba encerrado en su propia casa, acompañado por algunos oficiales leales.En el exterior ya se encontraba atrincherada la 5.ª Bandera de la Legión, al mando del comandante Castejón. Poco después, el comandante De la Puente Bahamonde, llamó por teléfono al alto comisario desde el Aeródromo de Sania Ramel para comunicarle que él y su escuadrilla aérea permanecerían leales al gobierno. Álvarez Buylla les animó a resistir, pero lo cierto es que para entonces la residencia del Alto Comisario y el aeródromo de Sania Ramel eran los únicos puntos de Tetuán que no habían caído en manos de los militares sublevados, quienes, al igual que sus compañeros de armas de Melilla, habían aplastado toda resistencia ofrecida por grupos de sindicalistas, izquierdistas y republicanos.

Organización administrativa del Protectorado de Marruecos, dividido en regiones.

El coronel Beigbeder acudió a informar al jalifa Muley Hassan y al gran visir de Tetuán de lo que estaba pasando, consiguiendo el apoyo de ambos. Muley Hassan era en la práctica un títere de España desde 1925 y no tardaría en proporcionar ayuda física, en forma de voluntarios marroquíes. En Ceuta, a las 23:00 horas del día 17 el teniente coronel Yagüe se había apoderado fácilmente de la ciudad con su 2.ª Bandera de la Legión, sin necesidad de realizar ni un solo tiro. En Larache, la única ciudad importante del Marruecos español que todavía era fiel al gobierno, la sublevación se produjo a las 02:00 horas del 18 de julio, encontrándose con una encarnizada lucha. Dos oficiales rebeldes y cinco guardias de asalto leales murieron en los combates, pero al amanecer del día 18 todo el casco urbano estaba en manos de los rebeldes; los escasos efectivos que se habían mantenido fieles al gobierno, o bien habían sido encarcelados y fusilados, o bien habían huido al Marruecos francés.
Para entonces, en Tetuán, el comandante De la Puente Bahamonde había rendido el aeródromo, no sin antes haber inutilizado los aviones de su escuadrilla. Durante ese día la aviación republicana bombardeó Tetuán y otras localidades del protectorado. Al atardecer del 18 de julio terminó la última resistencia republicana en el Protectorado.El general en jefe del Ejército de África, Gómez Morato, y el comandante de la Circunscripción Oriental, Romerales, se encontraban detenidos. El comandante de la Circunscripción Occidental, el general Capaz Montes, se encontraba en Madrid de permiso y no se vio afectado por la sublevación. En la Legión el inspector fue destituido junto al comandante de la 1.ª Bandera, mientras que el comandante de la 2.ª Bandera, Yagüe, asumió el mando general. De los cinco jefes de tropas nativas, tres (Asensio, Barrón y Delgado Serrano) se unieron a la sublevación, mientras que el cuarto, el coronel Caballero, fue fusilado en Ceuta por negarse a unirse al "Alzamiento". El quinto jefe, Romero Basart, se había opuesto a la rebelión y logró huir al Marruecos francés.

### Canarias
El miércoles 15 de julio el general Franco, comandante general de Canarias, recibe en Santa Cruz de Tenerife la noticia de que el avión Dragon Rapide que ha de trasladarle al Protectorado español de Marruecos para encabezar el Ejército Español de África, ya se encuentra en la aeródromo de Gando en la isla de Gran Canaria. Se traslada allí, acompañado de su esposa y de su hija, en la madrugada del viernes 17 por vía marítima desde la isla de Tenerife sin levantar sospechas gracias a que tiene que asistir al entierro del general Amado Balmes, comandante militar de Las Palmas, que acaba de morir como consecuencia de una herida de bala en el estómago cuando probaba una pistola en un campo de tiro.Como precaución, el general Franco ha llevado consigo el pasaporte diplomático que le ha prestado el monárquico José Antonio Sangróniz. En 2018 el historiador Ángel Viñas afirmó que la muerte de Balmes no fue un accidente sino un asesinato premeditado ordenado por el general Franco, ya que su muerte le permitió abandonar Tenerife, algo que ya había intentado pero que no había conseguido al no obtener la autorización del ministro de la Guerra. En 1982 Luis Romero ya destacó que «sobre la muerte del general Balmes se hicieron, y se siguen haciendo, especulaciones a mi entender carentes de fundamento». Y añadió: «Hace algunos años en conversación con un coronel de artillería que en 1936 estaba destinado en Las Palmas y era teniente, me explicó cómo ocurrió este accidente y me informó también de la imprudencia de que hacía gala el general Balmes, a quien, respetuosamente, reprochaban los subordinados. Al caer herido de muerte, Balmes echaba la culpa, casi personalizando, a "esa maldita pistola"».
El día de la celebración del sepelio del general Balmes, el viernes 17 de julio, el general Franco conoce a última hora que la sublevación en el Protectorado ha comenzado esa misma tarde, gracias a un telegrama que le envía desde Melilla el general Soláns.Pocas horas antes la mujer y la hija del general Franco han sido escoltadas al Puerto de la Luz, donde han embarcado rumbo a Lisboa.A primeras horas del sábado 18 de julio el general Franco sale del hotel donde ha pasado la noche y se dirige a la Comandancia Militar de Las Palmas desde donde proclama el estado de guerra en todo el archipiélago. Todos los edificios oficiales son tomados por los militares sublevados y los gobernadores civiles de las dos provincias son detenidos. En Las Palmas se declara la huelga general pero el intento de algunos grupos de obreros de llegar al Gobierno civil es impedido por las fuerzas militares. En Santa Cruz de Tenerife, donde se encuentra el general Orgaz por haber sido desterrado allí por orden del gobierno, la resistencia obrera al golpe es mayor y las tropas han de salir a la calle. Ese mismo día 18 de julio Radio Club Tenerife y Radio Las Palmas emiten un Manifiesto redactado por el general Franco en el que justifica el alzamiento militar y que termina con vivas a España y al «honrado pueblo español». Será conocido como el Manifiesto de Las Palmas y había sido redactado por Franco antes de salir de Tenerife. A mediodía el archipiélago canario está bajo el control de los sublevados.
A las diez de la mañana de ese sábado 18 de julio se había recibido en Santa Cruz de Tenerife un telegrama del coronel Eduardo Sáenz de Buruaga desde Tetuán en el que se confirma que todo el Protectorado de Marruecos está bajo el control de los sublevados y de que el avión que ha de transportar al general Franco hasta allí puede aterrizar sin problemas en el mismo Tetuán o en Larache. A las dos y media de la tarde de ese día despega de Gando el Dragon Rapide rumbo a Casablanca a donde llega hacia las diez de la noche, después de repostar en Agadir. A Franco le han acompañado su primo, el teniente coronel Francisco Franco Salgado-Araújo, y el teniente piloto Antonio Villalobos Gómez. En Casablanca le estaba esperando Luis Bolín, el periodista del diario monárquico ABC que había alquilado el Dragon Rapide en Inglaterra. Después de pernoctar en esta ciudad del Marruecos francés el general Franco y sus acompañantes, junto con Luis Bolín, vuelan hasta Tetuán, la capital del Protectorado español en Marruecos. Llegan a las siete y media de la mañana del domingo 19 de julio, después de que su avión hubiera aterrizado sin novedad.

### El bloqueo del estrecho de Gibraltar

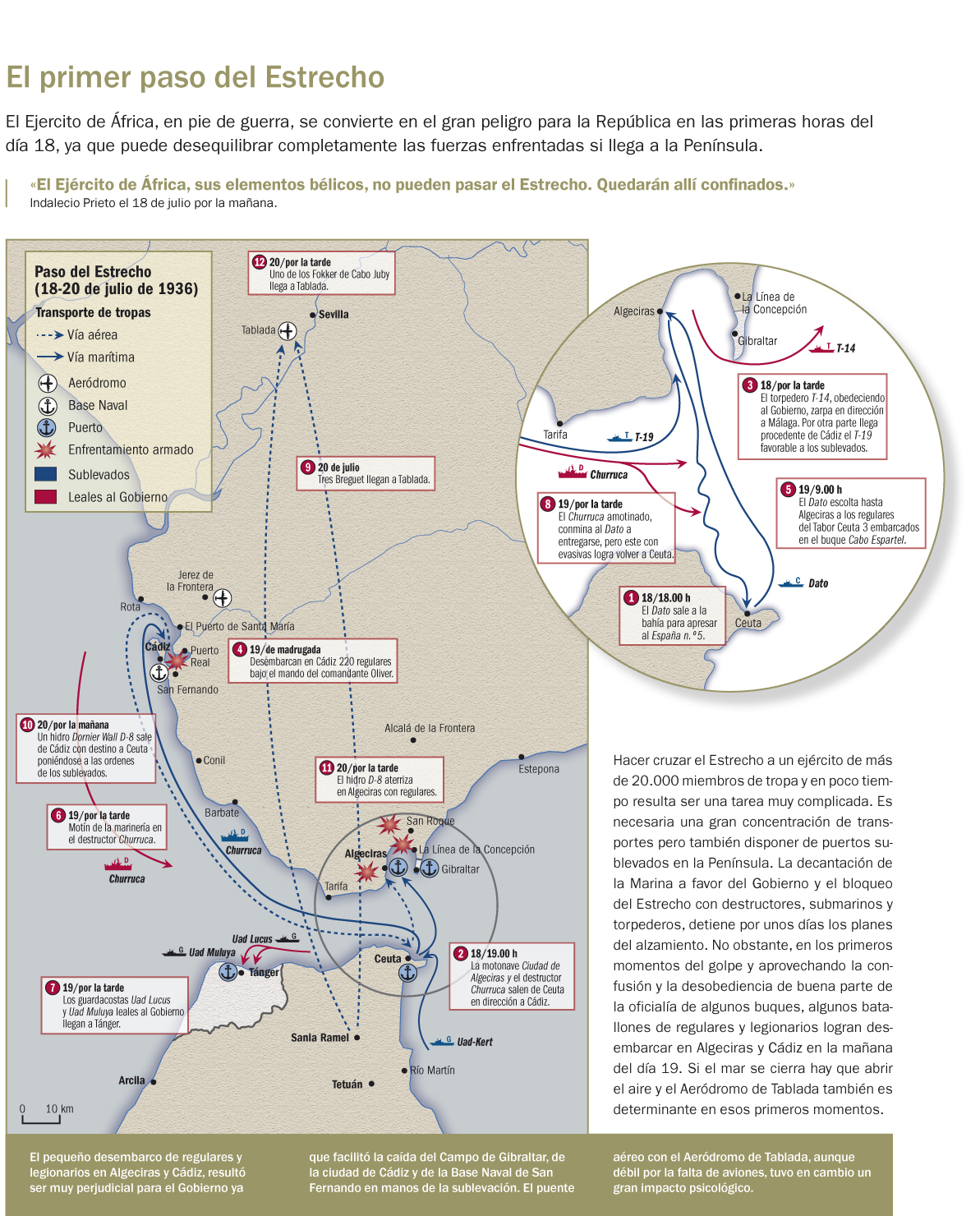
Infografía que narra el cruce del estrecho de Gibraltar por algunas unidades sublevadas del Ejército de África entre el 18 y el 20 de julio de 1936.

En cuanto el gobierno republicano de Casares Quiroga tuvo las primeras noticias de la sublevación en el Protectorado español de Marruecos en la tarde del viernes 17 de julio, ordenó a la aviación y a la marina de guerra que bombardearan las posiciones de los rebeldes en el norte de África. Asimismo el ministro de Marina José Giral ordenó que varios barcos de guerra se dirigieran al estrecho de Gibraltar para que bloquearan el paso a la península de las tropas coloniales. Gracias a que las dotaciones de esos barcos se rebelaron contra sus oficiales, que estaban comprometidos en el golpe, los sublevados no pudieron disponer inicialmente del Ejército de África, compuesto por la Legión Extranjera y los regulares (tropas formadas por marroquíes mandados por oficiales españoles).
Para realizar las acciones aéreas fueron rápidamente reconvertidos aviones comerciales Douglas DC-2 y Fokker F.VII que despegaron del aeródromo de Tablada (Sevilla) para realizar una serie de incursiones en los días 17 y 18 de julio sobre Melilla (donde fue alcanzado el cuartel de la Legión Extranjera), Ceuta, Larache y Tetuán. En esta última localidad, que era la capital del Protectorado, se lanzaron 8 bombas que alcanzaron el edificio del Alto Comisariado pero también la mezquita y sus alrededores, causando numerosas víctimas. "Al final lo que consiguió este bombardeo fue irritar a los marroquíes y aglutinarles alrededor de los sublevados".
Por su parte la Marina de Guerra de la República española también bombardeó esas posiciones. El 20 o el 21 de julio el destructor Sánchez Barcáiztegui bombardeó Ceuta (también es posible que participaran otros destructores como el Libertad). Al parecer el día 22 el Cervantes junto con otros destructores bombardearon Algeciras y La Línea de la Concepción. El 25 el acorazado Jaime I, el crucero Libertad y el crucero Miguel de Cervantes bombardearon de nuevo Ceuta y al día siguiente Melilla siendo hostigados por aviones Breguet 19 que habían quedado en manos de los sublevados. El 2 de agosto volvieron a bombardear Ceuta, además de Algeciras y Tarifa.

## Sublevación en la España peninsular y las Baleares (del 18 al 21 de julio)

### Sevilla

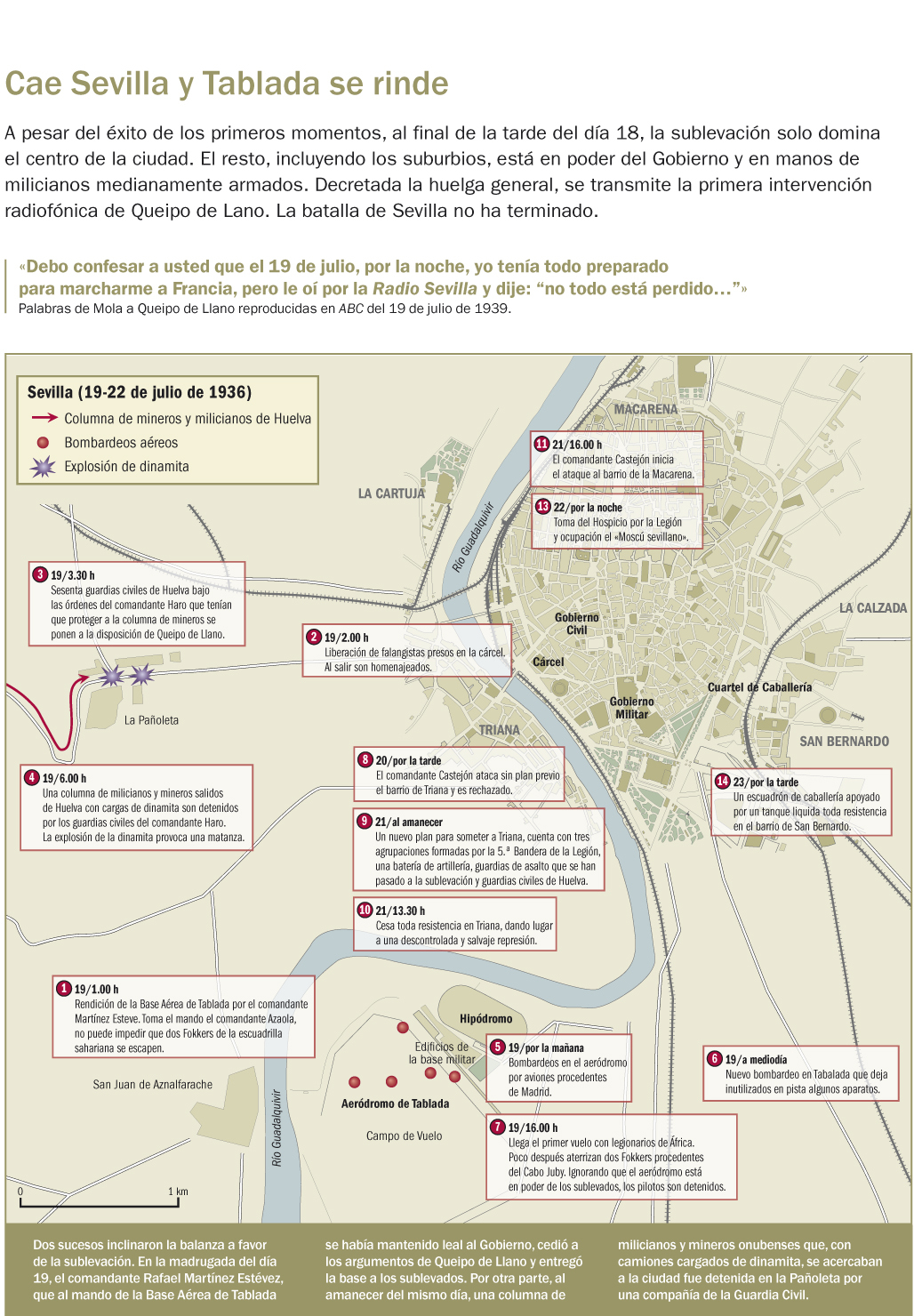
Mapa de los principales combates en Sevilla y alrededores entre el 19 y el 23 de julio.

El día 18 de julio a las dos de la tarde una parte de la guarnición de Sevilla se sublevó contra el Gobierno. La víspera los golpistas del Ejército Español de África se habían apoderado del protectorado español de Marruecos pero en la Península no había habido aún ninguna sublevación. Los rebeldes sevillanos arrestaron al general José Fernández de Villa-Abrille, que estaba al mando de la II División Orgánica y por tanto de todo el Ejército en Andalucía, y pusieron en su lugar al general Gonzalo Queipo de Llano. Rápidamente se hicieron con el control de los principales regimientos de la ciudad y de instalaciones estratégicas como el Parque de Artillería. Solo permanecieron leales al Gobierno, representado en Sevilla por el gobernador civil José M.ª Varela Rendueles, la Guardia de Asalto y la Base Aérea de Tablada, así como algunos voluntarios de partidos de izquierda.
Los sublevados intentaron apoderarse del Gobierno Civil pero se encontraron con una dura resistencia por parte de los guardias de Asalto, a los que solo lograron doblegar cuando se incorporó al combate una batería de artillería. El gobernador Varela se rindió a las ocho de la tarde y en las horas siguientes se rindieron sucesivamente el cuartel de la Guardia de Asalto y la base de Tablada. Entretanto otras guarniciones de Andalucía se habían sublevado tras recibir la señal de Queipo de Llano. El golpe triunfó en Córdoba y en la provincia de Cádiz, y fracasó en Málaga.
Un número desconocido de milicianos de izquierda levantó barricadas en los barrios populares de Triana, la Macarena y San Bernardo y se dispuso a resistir con armas ligeras. Desde la provincia de Huelva el Gobierno envió refuerzos: unos 120 guardias civiles y de asalto y una columna de mineros con dinamita. Sin embargo el jefe de los guardias se pasó a los sublevados y el 19 por la mañana tendió una emboscada a los mineros, a los que aniquiló en la Pañoleta. Por su parte los sublevados sí que recibieron refuerzos: tropas de la Legión y de Regulares llegadas por tierra y por aire.
El día 20 los militares golpistas lanzaron ataques contra Triana y contra la plaza de San Marcos, siendo ambos repelidos. Al día siguiente una nueva ofensiva sobre Triana, con más tropas y más organizada, acabó con la resistencia del barrio. El día 22 los golpistas asaltaron y tomaron la Macarena y los restantes barrios controlados por las milicias de izquierda. Durante estos combates los sublevados fusilaron a todo resistente o sospechoso de serlo, muriendo un número desconocido de combatientes y de civiles. En los meses siguientes continuaron los fusilamientos, estimándose que fueron ejecutadas entre 3000 y 6000 personas. En el bando opuesto murieron un total de 13 personas, incluyendo tanto bajas en combate como civiles linchados por partidarios del Gobierno. Sevilla se convirtió en una de las bases principales de los sublevados, que desde allí lanzaron ofensivas sobre Huelva (julio de 1936), Madrid (por Extremadura) (agosto de 1936) y Málaga (enero-febrero 1937).

### Resto de Andalucía
En Andalucía el golpe de Estado triunfó en la cuenca baja del Guadalquivir, Sevilla, Cádiz, Huelva y en parte de la provincia de Córdoba, incluida la capital, pero fracasó en las otras cuatro provincias, excepto en la ciudad de Granada, quedando esta provincia y las de Málaga, Almería y Jaén, con sus respectivas capitales, del lado del bando leal a la República. "El control de Andalucía occidental fue esencial para el futuro del alzamiento, puesto que actuó, efectivamente, de cabeza de puente para el traslado aéreo y naval a la Península de las fuerzas de Marruecos".
En Huelva, al no haber guarnición militar, todo dependía de la actitud de las fuerzas del orden (Guardia Civil, Guardia de Asalto y Carabineros), que en principio no se sublevaron. Sin embargo cuando desde Huelva se envió una columna de auxilio en dirección de Sevilla integrada por fuerzas de orden público al mando del comandante Gregorio Haro Lumbreras, a la que se unió la columna minera de Riotinto, Haro se pasó al bando sublevado. En seguida se formó en Sevilla una columna al mando del nuevo alcalde de la ciudad, Ramón de Carranza Gómez, que tomó Huelva el 29 de julio, aunque la totalidad de la provincia no fue controlada por los sublevados hasta finales de agosto, desatándose una fuerte represión contra los militantes y dirigentes de las organizaciones republicanas y obreras.
En Cádiz el gobernador militar, el general López-Pinto, tras ponerse en contacto con el general Gonzalo Queipo de Llano que encabezaba la sublevación en Sevilla, capital de la II División Orgánica, comenzó la rebelión a mediodía del sábado 18 de julio, aunque el que tomó el mando de las operaciones fue el general José Enrique Varela, que desde el mes de abril estaba desterrado en Cádiz por orden del gobierno, como sospechoso de intentar un golpe de Estado. Varela inmediatamente bloquea el istmo que une la ciudad con tierra firme, se apodera de la emisora Radio Cádiz y ordena disparar contra los edificios del Ayuntamiento y del Gobierno Civil pero no consigue que el gobernador civil, Mariano Zapico Menéndez, militar retirado, se rinda. Mientras tanto pequeños grupos de leales a la República levantan barricadas en el centro de la ciudad y se producen algunos incendios. A las seis de la mañana del día siguiente, domingo 19 de julio, desembarcan en el puerto de Cádiz un Tabor de Regulares y un Escuadrón sin caballos procedentes de Ceuta a bordo del destructor Churruca (cuya marinería se acabaría amotinando contra sus oficiales sublevados) y el mercante "Ciudad de Algeciras". Ante la llegada de estos refuerzos el gobernador civil se rinde y el ayuntamiento y el Palacio de Comunicaciones son invadidos poco después por las fuerzas sublevadas. Así el domingo 19 la ciudad quedó dominada por los militares rebeldes gracias a la llegada de las primeras fuerzas del Ejército Español de África. A principios de agosto el resto de la provincia de Cádiz también estaba en manos de los sublevados, que encontraron resistencia en algunos lugares como la base naval de San Fernando o en La Línea de la Concepción, donde tuvo que intervenir el 2.º Tabor de Regulares de Ceuta que había desembarcado el día 19 en el puerto de Algeciras.
En la ciudad de Córdoba el coronel Ciriaco Cascajo siguiendo instrucciones del general Queipo de Llano subleva su regimiento y proclama el estado de guerra a las cinco de la tarde del sábado 18 de julio. Después de conseguir el apoyo de la Guardia Civil, ordena cañonear el edificio del Gobierno Civil y el gobernador civil Antonio Rodríguez de León se rinde casi de inmediato. La ciudad queda bajo el control de los sublevados pero una parte importante de la provincia se mantiene fiel a la República.
En Granada el gobernador militar, el general Miguel Campins, recién nombrado, permanece leal al gobierno. Así los días 18 y 19 la situación se mantuvo en una tensa calma, mientras el gobernador civil César Torres Martínez se negó repetidamente a repartir armas entre las organizaciones obreras que se las reclamaban. Pero el lunes 20 de julio parte de la oficialidad comprometida con la rebelión salió de los cuarteles y se sublevó. Los oficiales sublevados obligaron al general Campins a declarar el estado de guerra. Las unidades del Ejército y las milicias derechistas se hicieron rápidamente con el control centro de la ciudad, el gobernador civil es detenido y sustituido por el comandante Valdés Guzmán, que había mandado hasta entonces las milicias de Falange. Poco después es detenido el propio general Campins. Los militares también lograron ocupar la fábrica de pólvora de El Fargue y el Aeródromo militar de Armilla, ambos situados en las afueras de la ciudad. Los obreros y fieles a la República organizaron la resistencia en el Barrio del Albaicín, logrando resistir durante varios días los ataques de los rebeldes. Los sublevados tienen que usar la artillería para controlar el barrio, que resiste hasta el jueves 23 de julio. Se inicia entonces una fuerte represión en la ciudad de Granada y en sus alrededores. El sábado 25 de julio se presenta en la ciudad el general Orgaz procedente de Algeciras. Pero la provincia permanece fiel a la República, como había sucedido en parte de la de Córdoba, por lo que, a principios de agosto, una Bandera de la Legión Extranjera es acuartelada en la ciudad para reforzar su defensa.
En Almería el intento de sublevación se produjo en la madrugada del martes 21 de julio pero los militares rebeldes fueron derrotados gracias a que las fuerzas de seguridad, carabineros y Guardia Civil, se mantuvieron fieles al gobierno, las organizaciones obreras recibieron armas del gobernador civil, y sobre todo gracias a la intervención de un grupo de fuerzas militares llegadas desde el aeródromo de Armilla en Granada y a la llegada al puerto del destructor Lepanto cuya marinería se había puesto del lado de la República. Así las fuerzas sublevadas comandadas por el teniente coronel Huerta Topete acabaron rindiéndose, y tanto la ciudad de Almería como su provincia permanecieron leales.
En Jaén no había una guarnición militar por lo que el triunfo del golpe dependía enteramente de la actitud que tomara la Guardia Civil. Su mando superior, el teniente coronel Pablo Iglesias Martínez, se mantuvo fiel a la República pero otros mandos intentaron sublevarla pero no consiguieron que se sumaran a la rebelión todos sus efectivos y además se encontraron con la oposición de las organizaciones obreras que habían sido armadas por orden del gobernador civil Luis Rius Zunón. Un contingente de guardias civiles se refugió en el Santuario de la Virgen de la Cabeza en plena Sierra Morena cerca de Andújar. Allí unos 300 hombres con sus familias al mando del capitán Santiago Cortés resistieron hasta mayo de 1937. Su "gesta" se convirtió en una poderosa arma de propaganda para el bando sublevado durante la Guerra Civil e incluso después durante la dictadura franquista.
En Málaga la iniciativa la tomó el capitán Huelin que sacó la tropa a la calle en la tarde del sábado 18 de julio, proclamó el estado de guerra y avanzó hacia el gobierno civil. Pero el gobernador militar, el general Francisco Patxot, que estaba a favor de la sublevación, no ordenó el uso de la artillería para conseguir la rendición del gobernador civil. Esto unido a que la Guardia de Asalto y los Carabineros no se sumaron a la sublevación hizo que las posibilidades de éxito del golpe fueran muy reducidas. Y entonces se produjo una insurrección obrera en la ciudad y se formó un Comité de Salud Pública que se hizo con el poder. Los militares sublevados fueron detenidos y fusilados; hubo destrucciones e incendios, y en las semanas siguientes se desató una fuerte represión contra las personas de derechas. Cuando la ciudad fue tomada en febrero de 1937 por el bando sublevado se desató una gran represión de signo contrario.

### Castilla La Vieja y León
En Valladolid, cabeza de la VII División Orgánica, el general al mando de ella, el general Nicolás Molero Lobo recibió la visita del general Andrés Saliquet y del general Ponte a las diez de la noche del sábado 18 de julio para que se uniera a la sublevación, y se produce un intercambio de disparos en su despacho a consecuencia de los cuales muere un civil y los dos militares ayudantes de Molero y resulta herido el militar ayudante de Saliquet. Molero también es herido y es detenido. El general Saliquet se hace cargo con el mando de la división y la subleva. Por su parte el general Ponte sustituye al gobernador civil Lavín, que había escapado en la madrugada del 18 al 19 de julio, ya que las fuerzas de orden público, guardia de asalto y guardia civil, se habían sumado a la rebelión. Esa madrugada es declarado el estado de guerra y las fuerzas militares, apoyadas por milicias falangistas, ocupan los puntos claves de la ciudad. A continuación se desata una fuerte represión contra las organizaciones republicanas y obreras.
El resto de las capitales integradas en la VII División Orgánica cumplieron la orden recibida desde Valladolid de declarar el estado de guerra el domingo 19 de julio. En Segovia corrió a cargo del Regimiento de Artillería y de los oficiales de la Academia de Artillería. En Ávila la decisión del alzamiento se debió a la Guardia Civil, que detuvo al gobernador civil, el anciano escritor liberal Manuel Ciges Aparicio, que fue fusilado poco después. En Zamora el regimiento de Infantería de Toledo n.º 25 controló rápidamente la situación, mientras el gobernador civil Tomás Martín Hernández huía a Portugal. En Salamanca hubo alguna resistencia al golpe en la Plaza Mayor donde se produjeron algunos incidentes y alguna víctima. Después se produjo una notable represión contra las fuerzas de izquierda. En todas estas ciudades el mecanismo del golpe fue similar: "la salida a la calle de las fuerzas controladas por los conjurados, la declaración del estado de guerra, la liquidación rápida y fuertemente represiva de los intentos de resistencia".En León —que estaba integrada en la VIII División Orgánica con capital en La Coruña— los militares implicados en la sublevación —bajo el mando del general Carlos Bosch Bosch— tuvieron que esperar a que abandonara la ciudad la columna de mineros asturianos que se dirigía a Madrid, y que había llegado el día 19, siendo sus miembros armados por orden del inspector general del Ejército, general Juan García Gómez-Caminero que había sido enviado desde Madrid por orden del gobierno. Los militares conjurados declaran el estado de guerra el lunes 20 de julio y controlan rápidamente la ciudad y su aeródromo militar.
En Burgos, cabeza de la VI División Orgánica (que además de Burgos, Soria y Palencia, también incluía el País Vasco, Navarra y La Rioja), el general que la dirigía Domingo Batet Mestres, que había destacado por su moderación en la represión de la Revolución de octubre de 1934 en Barcelona y que acababa de sustituir al general De la Cerda que se había mostrado favorable a la sublevación, el 17 de julio detiene al general González de Lara que mandaba la Brigada de Infantería acuertalada en Burgos y que está implicado en la sublevación, pero Batet es finalmente detenido por su jefe del Estado Mayor el coronel Fernando Moreno Calderón, que cuenta con el apoyo incondicional del resto de jefes y oficiales de la cabecera de la División. El general Batet sería fusilado varios meses después por haberse mantenido fiel al gobierno de la República y no haberse sumado a la rebelión. También fue detenido el general de brigada Julio Mena Zueco, que mandaba la 11.ª Brigada dependiente de la División Orgánica. No hay ningún conato de resistencia en Burgos sino que la gente que sale a la calle lo hace para vitorear al ejército. Mientras que el gobernador civil es sustituido por el general retirado Fidel Dávila, el alcalde sigue siendo el mismo, el derechista Luis García Lozano. En Palencia la sublevación militar triunfa fácilmente y en Soria la iniciativa la toma la Guardia Civil, pero el triunfo definitivo se produce gracias a la llegada de la columna de García Escámez que había salido de Pamplona en dirección a Madrid, y que ya había intervenido en la "pacificación" de La Rioja. Así Castilla y León se constituye en el territorio más extenso dominado completamente por los militares sublevados.
Tras la destitución del general Batet, del mando de la VI División Orgánica se hizo cargo desde Pamplona el general Emilio Mola, «El Director» de la conspiración. Declaró a la División Orgánica en rebeldía «por la salvación de España, en trance inminente de sumirse en la más desenfrenada situación de desorden».En el bando en que proclamó el estado de guerra en todas las provincias de la División, «el nuevo general de división anulaba las licencias de armas, prohibía a los trabajadores abandonar sus puestos y obligaba a presentarse en no más de media hora a quienes no hubiesen aparecido esa mañana en su lugar de trabajo. Quienes incumpliesen ese mandato serían sometidos a consejo de guerra sumarísimo. Lo mismo sucedería con aquellos que impidiesen la distribución de suministros, provocasen disturbios y protagonizasen actos de violencia con "fines políticos y sociales". Se prohibía la tenencia de sustancias inflamables o explosivas, los grupos de más de tres personas en la calle y el "estacionamiento de viandantes". No circular inmediatamente tras la primera advertencia de la fuerza pública llevaría a los infractores a ser detenidos y juzgados por desobediencia».

### Galicia
Galicia formaba, junto con la provincia de León, la VIII División Orgánica, mandada por el general Enrique Salcedo Molinuevo que tenía su cuartel general en La Coruña. El general Salcedo fue requerido por el general Mola para se sumara a la sublevación el domingo 19 de julio pero se mostró dubitativo por lo que la iniciativa la tomó el lunes día 20 de julio el Jefe de Estado Mayor de la división, el teniente coronel Luis Tovar Figueras que detiene al general Salcedo y al gobernador militar de La Coruña el general Rogelio Caridad Pita fiel a la República y cañonea el edificio del gobierno civil, donde el gobernador Francisco Pérez Carballo había intentado resistir al golpe apoyado por la guardia de asalto que no se había sumado a la sublevación, al contrario de la Guardia Civil. El gobernador civil y doscientas personas más son detenidas y fusiladas poco después. Hasta el miércoles 22 de julio aún hay conatos de resistencia en la ciudad.
Donde se produjo mayor oposición al golpe fue en la base naval y arsenal de Ferrol. Allí tras conocerse la sublevación en el protectorado de Marruecos y ante las dudas de la oficialidad comprometida en el golpe, la marinería se hace con el control de la base el domingo 19 de julio (resultando muerto el jefe de la base el teniente de navío Carlos Núñez de Prado), pero no del arsenal. El martes 21 de julio los marineros, al no ser capaces de sacar los barcos de la base, se ven obligados a rendirse ante el ataque de las fuerzas del ejército y de la Guardia Civil. El contralmirante Azarola, jefe de la base y del arsenal de Ferrol, al mantenerse fiel a la República fue fusilado. En Vigo, el Ayuntamiento y unas recién formadas milicias locales deciden defender la ciudad frente a los rebeldes, dando lugar a una batalla en la que vencen finalmente los sublevados. En el resto de ciudades gallegas, Santiago de Compostela, Orense y Lugo, el golpe militar triunfó fácilmente entre los días 20 y 21 de julio y no se produjo ningún conato de resistencia importante.

### Navarra, el País Vasco y Logroño
El núcleo fundamental de la sublevación militar en la VI División Orgánica lo constituían Pamplona y Navarra porque allí estaba el general Mola, "el Director", que había organizado el golpe en toda España y en el Protectorado de Marruecos con la colaboración, entre otros muchos, de Raimundo García García, "Garcilaso", director de Diario de Navarra y diputado del Bloque Nacional. Sin embargo, en Pamplona la rebelión no se inició hasta el amanecer del domingo 19 de julio.A las diez de la mañana el general Mola proclamó desde Radio Navarra el estado de guerra y las milicias carlistas requetés se congregaron en la plaza del Castillo. En la declaración del estado de guerra Mola dijo por la radio:

Españoles: el movimiento salvador iniciado por el Ejército está en marcha camino de la victoria definitiva. Pronto podré comunicaros noticias de su desarrollo. ¡Viva España! ¡Viva siempre España!

En el bando de guerra que hizo público Mola justificó la declaración del estado de guerra en todas las provincias de la VI División Orgánica «por exigirlo imperiosa e inaplazablemente por encima de toda consideración, la salvación de España en trance inminente de sumirse en la más desenfrenada situación de desorden». En el punto primero del bando se anulaban todas «las licencias para uso de armas» y sus poseedores quedaban obligados a entregarlas «en el plazo máximo de dos horas». En el segundo se prohibía «el abandono del trabajo por los obreros, empleados y funcionarios». En el tercero se decía que «los infractores de lo establecido por los dos artículos anteriores, así como cuantos directamente impidan o dificulten el normal abastecimiento de víveres en las poblaciones o la prestación de servicios públicos, serán juzgados en Consejo de Guerra sumarísimo, imponiéndoles a los que resulten responsables de tales hechos la pena de muerte». En el punto cuarto se decía que «del mismo modo serán castigadas cualquiera clase de actos de violencia ejecutados contra las personas o las cosas por móviles de los llamados políticos o sociales». En el quinto, que todas las autoridades y funcionarios públicos tendrán carácter militar y que «las injurias, atentados y desacatos de que fueran objeto» serían castigados conforme a lo dispuesto en el Código de Justicia militar. En el sexto, se prohibía «la formación de grupos de más de tres personas en la vía pública» y el «estacionamiento de viandantes». En el séptimo, se prohibía «la celebración de reuniones, mítines, conferencias, o juntas que no hubiesen sido autorizadas», «la publicación, venta y difusión de periódicos, revistas, folletos, manifiestos, u otra clase de escritos destinados a la publicidad» que no hayan pasado la censura, incluidos «los anuncios, noticias, discursos escritos que hayan de ser radiados». En el punto octavo, se declaraba la incautación de «todos los vehículos y medios de transporte de personas o cosas» y la prohibición de su circulación sin permiso de la autoridad militar. En el punto noveno se establecía que los delitos no comprendidos en el bando serían juzgados por los Tribunales de Urgencia. En el punto décimo y último, se decía que «a todos los efectos de este bando salvo en lo que respecta al orden judicial, las autoridades militares de cada provincia asumirán el mando de ella».
En toda Navarra la sublevación triunfó sin oposición, gracias al despliegue de las milicias carlistas requetés, que venían preparándose militarmente desde 1932 y cuyos mandos incluso habían recibido entrenamiento militar y armamento en la Italia de Mussolini. El apoyo de 8000 requetés había sido negociado por Mola, con la ayuda de Garcilaso y el conde de Rodezno, y convenido con los máximos representes del carlismo reunidos en Biarritz. La sublevación se inició con el asesinato del comandante de la Guardia Civil José Rodríguez Medel, tras negarse este, en conversación con el general Mola, a sumarse a las fuerzas golpistas. En la mañana del 19 de julio fueron detenidos las principales figuras políticas y sindicales del ámbito republicano, que no podían ofrecer ninguna resistencia armada, y ese mismo comenzaron a ser ejecutadas en los alrededores de Pamplona. Al día siguiente, lunes 20 de julio, salieron de la capital navarra columnas de militares y de requetés para "pacificar" la Ribera navarray dirigirse posteriormente hacia Aragón y los frente de guerra.

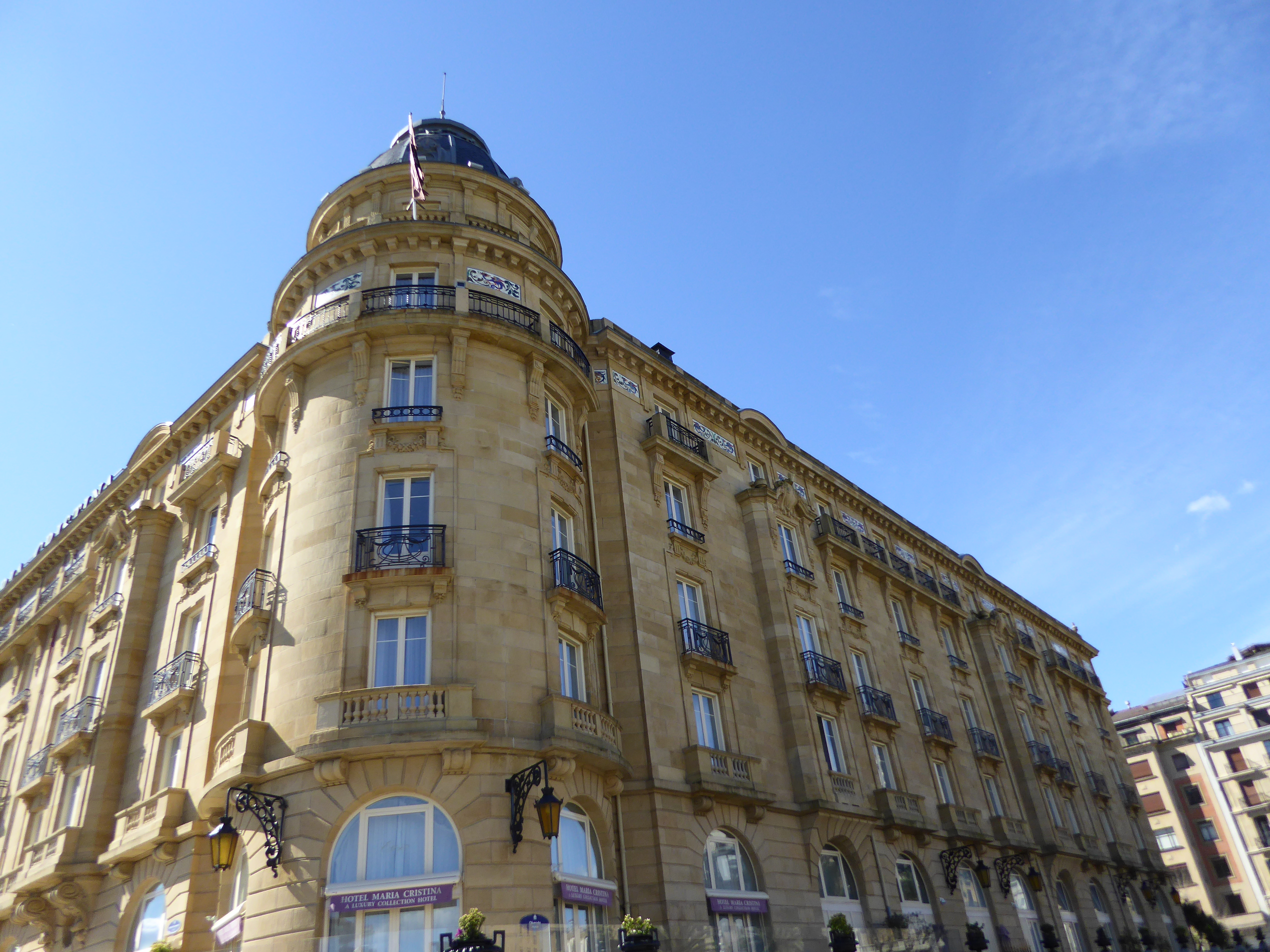
Hotel María Cristina, San Sebastián. En él se concentraron los partidarios de la rebelión en julio de 1936, siendo derrotados.

La sublevación también triunfa el 19 de julio con facilidad en Álava gracias de nuevo a la activa participación de los requetés y a la movilización popular en apoyo de los militares sublevados —dirigidos por el coronel Campos Guereta, el Abreu y el teniente coronel Alonso Vega—, de forma que ha podido hablarse de una "nueva Covadonga insurgente".
En San Sebastián, en cambio, la situación estuvo indecisa al principio a causa de la indecisión del gobernador militar, el coronel León Carrasco Amilibia. El martes 21 la guarnición y la Guardia Civil intentan sublevarse, pero las fuerzas leales y las milicias obreras socialistas, anarquistas y nacionalistas del PNV organizan la resistencia en Éibar. Los militares sublevados se hacen fuertes en el Hotel María Cristina y en el cuartel de Loyola en San Sebastián donde resistirán hasta el 29 de julio. Ni en Bilbao ni en el resto de Vizcaya hubo rebelión militar. Así pues, el País Vasco quedó dividido en una zona leal compuesta por Guipúzcoa y Vizcaya y otra sublevada integrada por Álava, que constituyó junto con Navarra uno de los núcleos más importantes y activos de la zona sublevada.
En Logroño los militares sublevados al mando del coronel José Solchaga proclamaron el domingo 19 de julio el estado de guerra y detuvieron al gobernador civil. Al día siguiente llegó a la provincia de Logroño una columna procedente de Pamplona comandada por García Escámez que participó en las tareas de represión de las organizaciones republicanas y obreras, y detuvo al gobernador militar el general Víctor Carrasco Amilibia, que más tarde sería conducido a Pamplona.

### Santander y Asturias
En Santander la falta de órdenes concretas desde la jefatura de la VI División orgánica, situada en Burgos, junto con la descoordinación de algunos de los militares comprometidos hizo fracacasar la sublevación sin que se produjera un solo disparo.
El comandante general de Asturias, el coronel Antonio Aranda, comprometido con la sublevación militar, consiguió engañar a las organizaciones obreras y republicanas haciéndoles creer que se mantenía leal al gobierno republicano. Así organiza una reunión en Oviedo con el gobernador civil, Isidro Liarte Lausín, con el alcalde de Oviedo, con líderes republicanos y con los líderes obreros socialistas Ramón González Peña, Amador Fernández y Antuña —y el comunista Manso—, y les convence para que envien en auxilio de Madrid una columna de mineros compuesta de 6000 hombres aunque se niega a proporcionarles armas —la columna tuvo su primer tropiezo en Ponferrada, después de lo cual, unos hombres volvieron a Asturias y otros continuaron hacia Madrid—. Se formó una segunda columna, llamada "Columna de Acero", pero no pasó de León. Aprovechando la salida de las fuerzas obreras de Asturias el coronel Aranda se hizo fuerte en el cuartel de infantería Oviedo y proclamó el estado de guerra. Desde Radio Asturias lanzó una alocución en la que justificaba su rebelión para devolver el orden a la República. Así se hizo fuerte en Oviedo contando con unos 5000 hombres, que incluían guardias civiles, guardias de asalto y unos centenares de falangistas. Al día siguiente comienza el sitio de Oviedo por las fuerzas leales que controlan el resto del Principado.
En Gijón se subleva el Regimiento de Infantería Simancas al mando del coronel Antonio Pinilla que declara el estado de guerra, pero la Guardia Civil y la Guardia de Asalto se mantienen en una posición indecisa y se producen deserciones entre las fuerzas sublevadas. Así las fuerzas que siguen a Pinilla no tienen más remedio que refugiarse en el cuartel del Regimiento. Comienza entonces el sitio del cuartel por las fuerzas leales. Conseguirán resistir un mes más, hasta el 21 de agosto, día en que una bomba de las fuerzas republicanas cae sobre una techumbre del cuartel y Pinilla muere en una acción desesperada. La llegada a aguas cercanas al puerto de Gijón de buques de guerra sublevados como el Almirante Cervera y luego el España y el Velasco no habían conseguido levantar el asedio.

### Aragón
El único general jefe de División Orgánica que estaba comprometido claramente con la sublevación era Miguel Cabanellas que encabeza la V División Orgánica cuyo cuartel general era Zaragoza. Cabanellas era masón y republicano pero Mola lo convenció para que se sumase al "movimiento".
El gobierno, el mismo sábado 18 de julio, al conocerse las intenciones de Cabanellas, intenta primero que este vaya a Madrid y después envía a Zaragoza al general Miguel Núñez de Prado, director general de Aeronáutica, para que lo releve en el mando de la división, pero nada más bajar del avión es detenido, enviado a Pamplona y posteriormente asesinado. Ese mismo día el general Cabanellas ordena la detención de muchos dirigentes de los partidos republicanos y las organizaciones obreras (aunque algunos consiguieron escapar) para desactivar la posible resistencia obrera y popular al golpe, que finalmente consuma en la madrugada del día siguiente, domingo 19 de julio, al proclamar el estado de guerra y conseguir la adhesión a la insurrección de la guardia civil y de la guardia de asalto. El gobernador civil Vera Coronel es depuesto y las armas que el gobierno le había ordenado que entregara a los sindicatos obreros son enviadas de inmediato a Pamplona para armar a las milicias requetés. Pero el lunes 20 de julio se convoca la huelga general en Zaragoza —en su ayuda unos aviones republicanos venidos de Barcelona arrojan algunas bombas— que se mantendrá hasta el día 24, cuando llega a Zaragoza una columna de requetés navarros al mando del teniente coronel Alejandro Utrilla Belbel.
En el resto de las poblaciones importantes solo Jaca ofrece resistencia al golpe gracias a un grupo de guardias civiles leales a cuyo frente está el alcalde, que morirá en el enfrentamiento con el ejército. Las otras dos capitales aragonesas, Huesca —bajo el mando del general Gregorio Benito Terraza— y Teruel, también caen bajo el control de los sublevados. Así Aragón queda dividida en dos franjas norte-sur, una occidental dentro de la zona sublevada y otra oriental que los sublevados no logran controlar y que permanecerá en la zona leal, gracias a que, una vez sofocada la sublevación en Cataluña, desde allí salen diversas columnas, en su mayoría integradas por milicianos de la CNT, para intentar recuperar Aragón y fundamentalmente Jaca, Huesca y Zaragoza.

### Madrid
En Madrid se encontraba la principal concentración de fuerzas militares. La organización militar territorial se componía de los cuarteles de la I División Orgánica, once regimientos, cuatro batallones independientes, dos grupos de artilleros especializados, las fuerzas y parques dimisionarios y de cuerpo de ejército, el depósito de Remonta, algunas escuelas militares y la administración de los ejércitos. En casco urbano de la propia ciudad había cuarteles como el de Conde Duque o el Cuartel de la Montaña, pero la mayoría de ellos se encontraban en la periferia de la ciudad: en Campamento, El Pardo, Vicálvaro, Leganés, Carabanchel, etc. En los alrededores de Madrid también se encontraban los aeródromos militares de Getafe y Cuatro Vientos con ocho escuadrillas operativas, junto con el recién estrenado de Barajas, de uso civil. En total la guarnición de Madrid se componía en teoría de unos 8000 hombres, más 6000 efectivos de las fuerzas de orden público.
La sublevación en el Protectorado de Marruecos fue conocida en Madrid en la misma tarde-noche del viernes 17 de julio y a lo largo del sábado 18 van llegando las noticias de sublevaciones en las guarniciones de la península. Esto provoca la movilización de las organizaciones obreras. Se forman batallones de milicias voluntarias, cuyo «uniforme» es el mono azul de trabajo. Cuentan con algunas armas, procedentes en parte de armerías que habían sido asaltadas como durante la quema de conventos de 1931 o facilitadas por algún cuartel o parque de artillería que había desobedecido la orden del gobierno de no entregar armas a los civiles ―el quinto de los batallones, formado por cuadros del PCE y de las JSU procedentes en su mayoría de las MAOC, daría origen al Quinto Regimiento―. Al mismo tiempo comités de obreros, algunos armados, controlan las estaciones de ferrocarril, vigilan los puntos estratégicos, merodean por los alrededores de los cuarteles de la capital, en especial los de Campamento, y confraternizan en ocasiones con unidades de la Guardia de Asalto. También se levantan barricadas en los accesos a los barrios. Las organizaciones obreras exigen al gobierno que les dé armas para detener la sublevación en Madrid, a lo que se negaron tanto el gobierno de Casares Quiroga (que dimitió en la noche del sábado 18) como el que le sustituyó presidido por Diego Martínez Barrio (y que solo duró unas horas). Finalmente, el gobierno presidido por José Giral, el tercero que se formó mientras se desencadenaba el golpe militar, accedió a dar armas al «pueblo». UGT y CNT declararon la huelga general (aunque el sector de la construcción, cuyo sindicato anarquista presidía Cipriano Mera, ya llevaba un mes en huelga por motivos salariales) y publicaron manifiestos para apoyarla.
En la mañana del domingo 19 de julio se empezaron a oír disparos por toda la ciudad. Grupos armados de obreros con brazaletes o pañuelos negros y rojos registraban a los viandantes y a los viajeros de los tranvías (especialmente si no iban vestidos con el mono azul) y les pedían la documentación (si presentaban un carnet sindical no eran molestados). Algunos de ellos habían comenzado a «expropiar» palacetes y residencias de personas adineradas para convertirlos en centros revolucionarios. También automóviles que cruzaban la ciudad a toda velocidad llevando hombres armados, mientras eran saludados puño en alto y con gritos como «¡A por ellos!» o «¡Muerte a los cochinos fascistas!». A primera hora de esa mañana había empezado el reparto de armas autorizado por el nuevo gobierno de José Giral. Los fusiles procedentes de los arsenales militares fueron llevados en camiones a las sedes de la UGT y de la CNT. El problema era que la mayor parte de esos fusiles (45 000 de 50 000) no tenían cerrojo y estos se guardaban en el Cuartel de la Montaña, cuyas tropas permanecían dentro sin que sus mandos hubieran ordenado ningún movimiento. Medio millar de jóvenes falangistas y monárquicos se les habían unido.La precaución de guardar por un lado los fusiles y por otro los cerrojos la había tomado en 1934 el ministro de la Guerra de la CEDA Diego Hidalgo para evitar que un asalto a las armas diera lugar a su posible uso inmediato.El ministro de la Guerra ordenó al coronel Serra, al mando del Cuartel de la Montaña, que entregara los cerrojos pero se negó rotundamente y la Dirección General de Seguridad cortó las comunicaciones del cuartel. Su negativa a hacerlo señaló el comienzo de la sublevación militar en Madrid.
El plan que había diseñado el general Mola para Madrid y que había confiando a tres generales (el general Fanjul, el general García de la Herrán y el general Villegas) consistía en sublevar los cuarteles de la periferia y luego converger sobre el centro, pero la situación de la conspiración en Madrid era completamente caótica: nadie parecía saber qué hacer y Mola no había conseguido coordinar las acciones de los conspiradores y no se conocía la actitud de los oficiales del ejército que rodeaban a Joaquín Fanjul o si el comandante de la 1.ª Brigada de Infantería (el general Miaja) estaba o no con los rebeldes (Miaja se mantuvo leal y llevó algunas acciones para intentar detener la sublevación). En el último minuto ni siquiera se sabía quién dirigía la sublevación en Madrid, si Fanjul, García de la Herrán o Villegas. Según los planes iniciales de Mola se debía hacer cargo de la I División Orgánica el general Fanjul, según unos historiadores, o el general Rafael Villegas, según otros,y por su parte el general García de la Herrán debía sublevar el agrupamiento militar de Carabanchel y alrededores, en el sur de Madrid.
El General Fanjul debido al cariz de los acontecimientos pensaba viajar a Burgos, pero una visita del comandante Castillo a su vivienda le hizo cambiar de opinión y se personó a mediodía del domingo 19 de julio en el Cuartel de la Montaña vestido de paisano y acompañado de su hijo. Al parecer fueron las dudas del general Villegas lo que le llevó a tomar esa decisión.Durante estas horas el general Fanjul intentó comunicarse con el Campamento de Carabanchel, pero se interrumpió la comunicación al ser intervenida por el Gobierno. Las piezas de artillería de 7.5 milímetros no pudieron utilizarse debido a las operaciones de mantenimiento a la que se veían sometidas desde días antes. A primera hora de la tarde el general Fanjul declaró el estado de guerra. En el bando de guerra decía que «el ejército no sale de los cuarteles combatiendo a ningún régimen, sino a los hombres causantes de la situación actual que lo han deshonrado» y amenazaba con someter a consejos de guerra a los que se opongan al golpe.Además exhortaba «a los obreros a que mantengan una actitud patriótica de acatamiento, porque este movimiento tiende en primer término a librarlos de la dictadura de los miembros que los rigen y que los están sumiendo en la mayor miseria. ¡Tened presente, obreros españoles, que el Ejército, cuya masa sale de vuestras filas y por cuyas venas corre vuestra sangre, no os abandonará en la obra de justicia que hay que realizar. ¡Viva España! ¡Viva la República! ¡Viva el Ejército!».

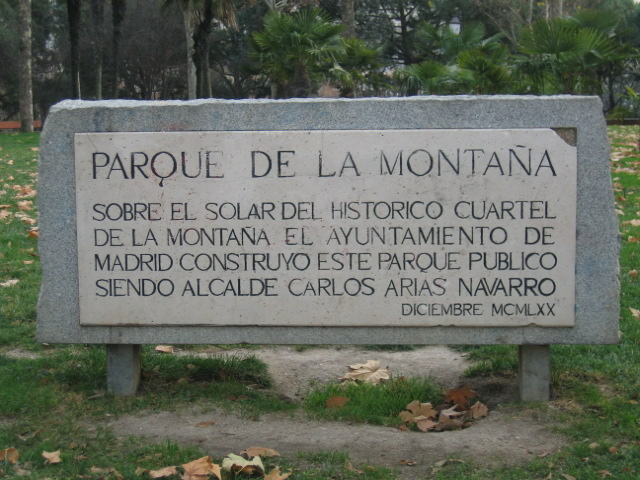
Placa conmemorativa franquista de 1970.

A lo largo del domingo 19 se habían ido reuniendo en el Cuartel de la Montaña oficiales de otros cuarteles y bastantes civiles partidarios de la sublevación, como falangistas y monárquicos. Al día siguiente lunes 20 de julio los rebeldes intentaron lanzarse a las calles de la capital, pero para entonces las fuerzas leales al gobierno ya lo tenían completamente rodeado. Lo cierto es que fue un error fatal encerrarse en el Cuartel de la Montaña de esta manera. Allí Fanjul esperó ayuda de García de la Herrán desde Carabanchel o de las columnas que pudiera enviar el general Mola desde el norte a través de la sierra, pero fue al desastre.
Las fuerzas gubernamentales estaban compuestas por guardias civiles y de asalto, dos batallones de voluntarios (uno de ellos el 5.º), dos regimientos de ferrocarriles y una sección de artillería, con el apoyo de la Aviación republicana. En la mañana del lunes 20 uno de los tres edificios que componían el cuartel izó la bandera blanca sin que hubiera unanimidad entre los militares que allí se encontraban, lo que explicaría que cuando el gentío se aproximó fuera recibido con disparos de fusil y ráfagas de ametralladora que causaron una carnicería. Entonces las fuerzas leales que rodeaban el cuartel iniciaron el asalto apoyadas por blindados, artillería (las baterías que rodeaban el cuartel en la plaza de España estaban al mando del capitán Urbano Orad)y aviación. Poco después los sitiados se rendían, pero los guardias civiles que iban a proceder a detenerlos no pudieron impedir que grupos de civiles armados irrumpieran de forma descontrolada en el cuartel y causaran otra carnicería, de signo contrario a la anterior. Los guardias civiles lograron salvar a parte de los sitiados, incluido el general Fanjul, que sería juzgado y fusilado por traición. Cuando el ministro de la Guerra envió al cuartel a varios militares para que se hicieran cargo del arsenal, se encontraron con que todas las armas, incluidos los cerrojos, ya habían sido repartidas entre las organizaciones obreras. Habían muerto varios centenares de los defensores, entre ellos el Coronel Serra. Los que fueron hechos prisioneros fueron enviados a la Cárcel Modelo.
El resto de los cuarteles de Madrid tampoco sacaron las fuerzas a la calle. El Cuartel de Pacífico fue rendido el día 19, así como el cuartel de Infantería de María Cristina. Un intento de sublevación en la base aérea de Getafe fue aplastado por los militares leales, los cuarteles de Carabanchel se mantuvieron fieles tras la muerte del general García de la Herrán a manos de sus propios soldados cuando intentó sublevarlos, gracias también a la actuación de la Guardia Civil y de las milicias obreras. Un caso particular fue el del Regimiento de Transmisiones de El Pardo, comprometido con la insurrección, que no acudió al Cuartel de la Montaña como estaba convenido sino que su coronel, Juan Carrascosa, decidió el martes 21 de julio dirigirse hacia el norte, hacia la sierra, con intención de unirse a las columnas de Mola que se suponía que avanzaban sobre Madrid. El regimiento acabó en Segovia estando entre sus filas el hijo menor del líder socialista Francisco Largo Caballero.Otro episodio particular fue el de la importante guarnición de Alcalá de Henares, en el camino de Zaragoza, cuya sublevación fue sofocada por una columna enviada desde Madrid el martes 21 al mando del coronel leal Ildefonso Puigdengolas, que sin embargo no logró evitar que se produjeran desórdenes y quema de iglesias por la multitud exaltada.

### Castilla La Nueva y Extremadura

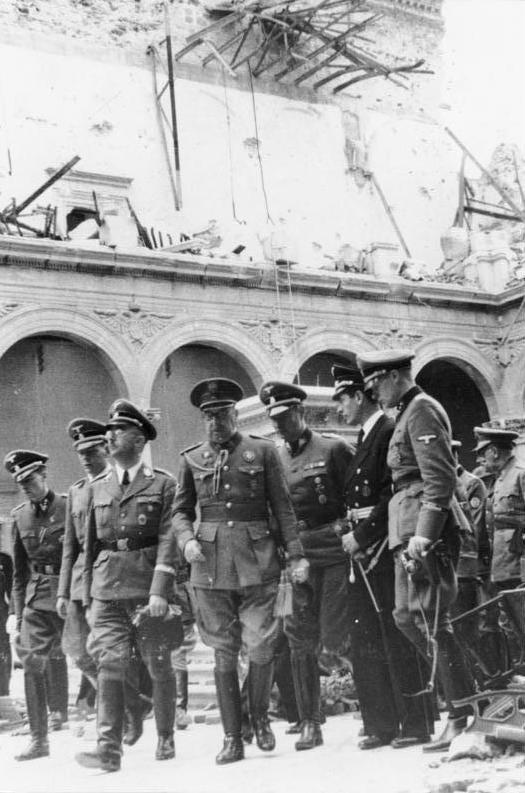
Heinrich Himmler visitando el Alcázar junto a José Moscardó en octubre de 1940.

En Toledo el coronel José Moscardó, director de la Academia de Infantería de Toledo, se sublevó y proclamó el estado de guerra el martes 21 de julio controlando rápidamente la ciudad. Pero al día siguiente una columna leal procedente de Madrid al mando del general Riquelme, y de la que formaba parte el entonces comandante Vicente Rojo, llegó a Toledo y obligó a los militares sublevados a encerrarse en el edificio del Alcázar de Toledo, sede de la Academia de Infantería. El asedio del Alcázar de Toledo duraría hasta el 29 de septiembre en que los sublevados fueron liberados por las tropas rebeldes que avanzaban hacia Madrid desde Extremadura y que fueron desviadas hacia Toledo por orden expresa del general Franco. El episodio de El Alcázar de Toledo se convirtió en una poderosa arma de propaganda durante el resto de la guerra civil y durante toda la dictadura franquista.
En Guadalajara la sublevación del Regimiento de Aerostación encabezada por el comandante Rafael Ortiz de Zárate triunfa inicialmente ocupando el Ayuntamiento, el Gobierno Civil y la Casa del Pueblo, a pesar de que la Guardia Civil permanece leal. Los militares sublevados, entre los que se encontraban algunos que habían sido confinados allí tras el fracaso de una intentona anterior en abril (González de Lara, Barrera), pidieron ayuda a la columna del coronel García Escámez procedente de Navarra, pero su jefe adujo que sus órdenes eran confluir por el norte sobre Madrid. Finalmente las tropas leales al gobierno enviadas desde Madrid tomaron la ciudad, desatándose una fuerte represión y motines populares que produjeron la quema de algunas iglesias.
En las otras dos capitales castellanas de la I División Orgánica la sublevación fue sofocada con relativa facilidad, ya que ni en Cuenca, ni en Ciudad Real había guarniciones militares. El gobernador militar de Ciudad Real, el coronel Mariano Salafranca se mantuvo leal y controló la situación. Cuenca y su provincia fue dominada completamente por las fuerzas leales especialmente después de la llegada el 31 de julio de una columna de milicianos anarquistas al mando de Cipriano Mera.
Tras el golpe de Estado Extremadura quedó dividida en dos: la mayor parte de la provincia de Cáceres, con la capital incluida, dentro de la zona sublevada y la de Badajoz en la zona leal. Cáceres —encuadrada dentro de la VII División Orgánica, con sede en Valladolid— cayó en manos de los sublevados con relativa facilidad: se declaró el estado de guerra al que se adhirieron los militares y las fuerzas de orden público y el gobernador civil fue detenido y encarcelado. En Badajoz la brigada de infantería no se sublevó y además contó con una columna leal de apoyo al mando del coronel Puigdengolas. El 6 de agosto las fuerzas de seguridad, Guardia Civil y la Guardia de Asalto, se sublevaron e hicieron prisionero al coronel Puigdendolas, pero finalmente fueron derrotados y el coronel liberado.A pesar de esta victoria, una semana después la columna de la muerte procedente de Andalucía y que se dirige hacia Madrid al mando del coronel Juan Yagüe toma la ciudad en la noche del 14 de agosto y en la mañana del 15, desatándose a continuación una de las peores matanzas perpetradas por los sublevados (conocida con el nombre de masacre de Badajoz) en la que fueron asesinados entre dos mil y cuatro mil militares y civiles defensores de la ciudad hechos prisioneros o que habían sido detenidos por pertenecer a partidos u organizaciones de izquierda. Según el censo, Badajoz tenía 41 122 habitantes en 1930, por lo que de ser correcta la cifra de 4000 ejecutados, el porcentaje de represaliados alcanzaría el 10 % de la población.

### Cataluña y Baleares
En Barcelona, cabeza de la IV División Orgánica, los primeros movimientos de tropas sublevadas al mando del general Álvaro Fernández Burriel se produjeron en la madrugada del domingo 19 de julio y su plan consistía en converger en el centro de la ciudad, en torno a la Plaza de Cataluña, desde los acuartelamientos situados en la periferia. Los conspiradores, cuya cabeza visible era el capitán Luis López Varela, creían que podrían dominar la situación.
Pero los militares adscritos a la Generalidad de Cataluña, el coronel Vicente Guarner Vivancos y el coronel Federico Escofet, comisario general de orden público, habían preparado un plan de contención de los sublevados contando con las fuerzas de orden público, Guardia Civil y Guardia de Asalto, que se habían mantenido fieles a la República y que contaban con unos 2000 efectivos. Así durante la madrugada y el amanecer del domingo 19 de julio se produjeron combates en las calles del centro de la ciudad, y especialmente en el cruce entre el paseo de Gracia y la avenida Diagonal, habiendo numerosas bajas. El edificio de la Universidad de Barcelona logró ser controlado por las fuerzas leales de la Guardia Civil al mando del coronel Antonio Escobar. Otro de los lugares donde hubo combates fue en las Atarazanas Reales de Barcelona ocupadas por los sublevados, que también se apoderaron de la plaza de España, y allí se encontraron con la oposición de milicianos anarquistas de la CNT dirigidos por Juan García Oliver y Francisco Ascaso, que murió en la lucha.
A media mañana de ese mismo día 19 llegó a Barcelona en hidroavión desde Mallorca el general Goded, comandante general de Baleares, que era quien según los planes de Mola tenía que asumir el mando de las fuerzas sublevadas en Cataluña. Por la tarde las fuerzas leales dirigidas por el coronel Escofet y el comandante Enrique Pérez Farrás comenzaron el ataque contra el edificio de Capitanía General donde se encontraba el general Goded y desde donde había telefoneado al general José Aranguren Roldán de la Guardia Civil pero este le había conminado a deponer las armas. La misma respuesta obtuvo el jefe del Estado Mayor, el coronel Moxó Marcaida, cuando habló con el consejero de Gobernación Carlos España. Así hacia última hora de la tarde los sublevados de la Capitanía General se rindieron y el general Goded, el general Fernández Burriel y el Estado Mayor de la IV División fueron detenidos. Goded, su hijo y su ayudante fueron trasladados a la Generalidad desde donde comunicó su rendición por la radio a petición del presidente de la Generalidad Lluís Companys e hizo un llamamiento para que los militares sublevados depusieran las armas.
La última resistencia de las tropas sublevadas en Barcelona se produjo el lunes 20 de julio y fue ese día cuando se produjeron las represalias más sangrientas contra los sublevados. Uno de los hechos más luctuosos se produjo en el convento de carmelitas de la avenida Diagonal, donde se habían hecho fuerte oficiales y soldados del Regimiento de Caballería «Santiago» n.º 9. Cuando iban a rendirse a las fuerzas de la Guardia Civil al mando del coronel Escobar, una multitud enfurecida se abalanzó sobre el lugar causando una verdadera matanza entre los rendidos y los frailes del convento. Lo mismo ocurrió en el Parque y Maestranza de Artillería por obra de militantes de la CNT. Algunos de los oficiales detenidos en el edificio llamado de Dependencias Militares se suicidaron, como fue el caso de Ramón Mola, hermano del general Emilio Mola, que había sido "El Director" de la sublevación en toda España.
En Lérida se proclamó el estado de guerra y las tropas del Regimiento de Infantería «Albuera» n.º 16 salieron a la calle, pero la Guardia Civil no se sublevó y con la ayuda de milicias obreras provistas con armas llegadas desde Barcelona, se consiguió sofocar la rebelión. En Gerona la 1.ª Brigada de Montaña —al mando del general Fernández Ampón— también declaró el estado de guerra pero cuando llegaron las noticias del fracaso del golpe en Barcelona las tropas volvieron a los cuarteles. En otras localidades catalanes con guarniciones militares como Tarragona, Seo de Urgel y Manresa no llegó a producirse ningún movimiento militar a pesar de que había oficiales y jefes comprometidos con la sublevación. La excepción fue Mataró, donde hubo un conato fallido de insurrección militar.
En cuanto a las islas Baleares, el general Goded antes de viajar a Barcelona el domingo 19 de julio se había asegurado de que Mallorca e Ibiza estuvieran bajo el control de los sublevados. No así Menorca, que permaneció fiel al gobierno de la República,a pesar de la connivencia con los sublevados del general José Bosch Atienza.

### Valencia y Murcia

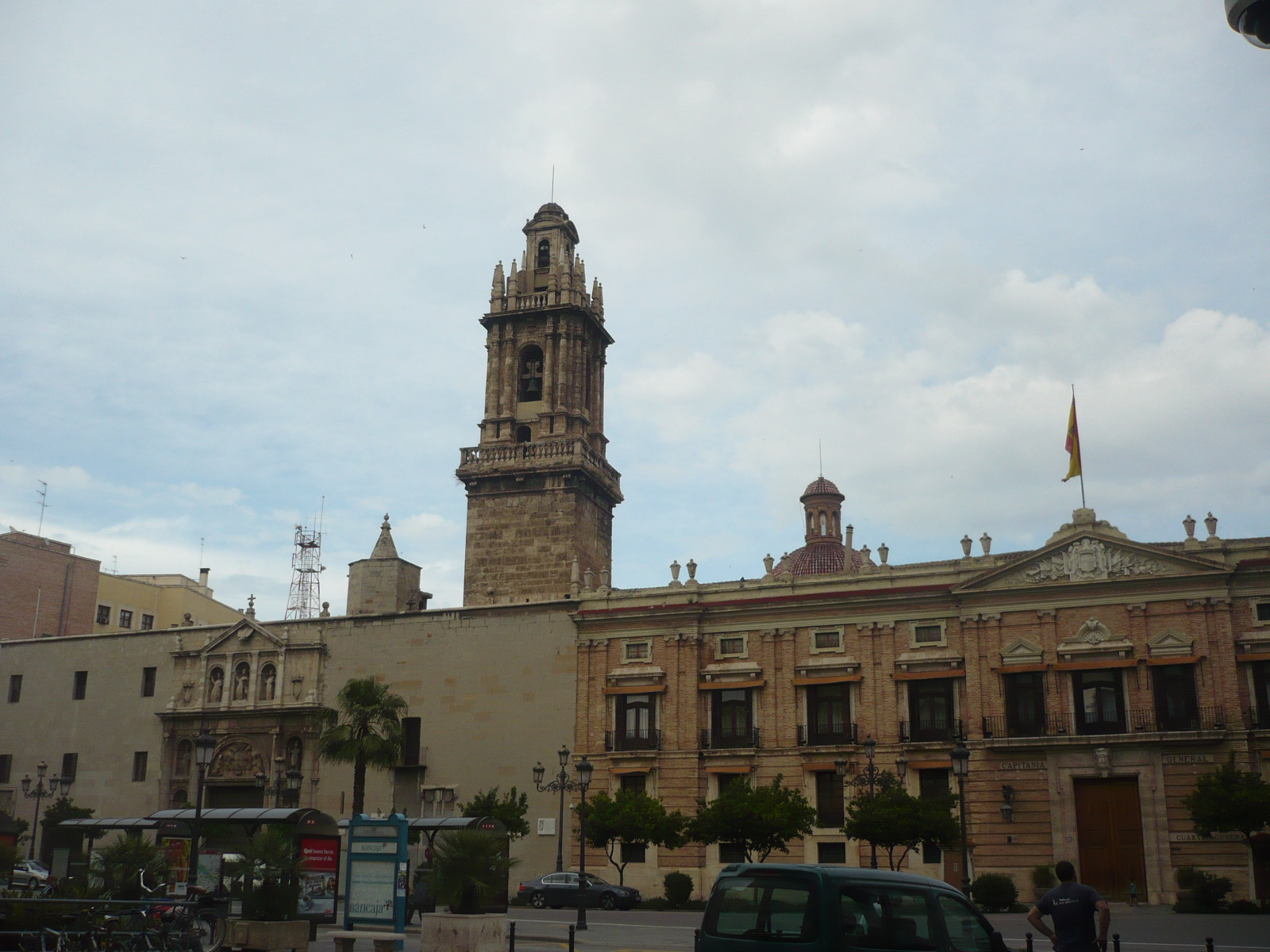
Sede del cuartel general de la III División Orgánica, antigua Capitanía General de Valencia, junto al convento de Santo Domingo.

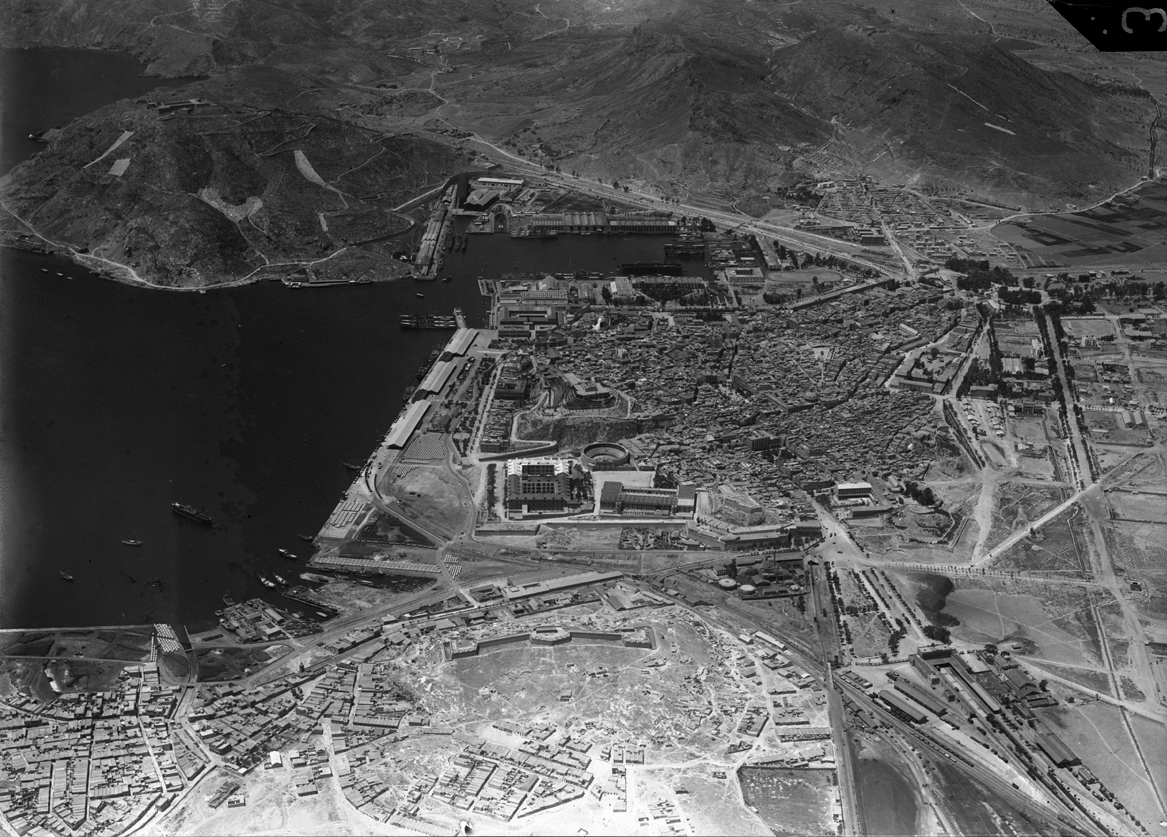
Imagen aérea de Cartagena tomada el 18 de junio de 1936, un mes antes del inicio de la guerra civil.

En Valencia, cabeza de la III División Orgánica, la persona designada por el general Mola, "El Director", para encabezar la sublevación era el general González Carrasco que había llegado allí desde Madrid un día antes de la fecha señalada para el alzamiento, que era el domingo 19 de julio a las 11 de la mañana (coincidiendo con una reunión de jefes y oficiales que se iba a celebrar en el edificio de la antigua Capitanía General, ahora sede del cuartel general de la III División Orgánica, y durante la cual el general González Carrasco tenía que exigirle al general Martínez Monje la entrega del mando de la División). Pero cuando llegó el momento González Carrasco, que durante la noche del 18 al 19 había tenido que cambiar de domicilio para evitar ser detenido por la policía, tuvo dudas y no se presentó a la reunión en Capitanía, tal vez influido por la decisión de Luis Lucia Lucia, líder de la Derecha Regional Valenciana integrada en la CEDA, de proclamar su fidelidad al gobierno y no formar el contingente de combatientes que había prometido a los militares.
También debió influir que en la ciudad desde primeras horas de la mañana se estaba produciendo una importante movilización obrera acompañada del despliegue de la guardia de asalto y que los generales y la mayoría de los coroneles que mandaban los regimientos eran fieles al gobierno, por lo que todo dependía de los oficiales de la UME dirigidos por el comandante de Estado Mayor Bartolomé Barba Hernández, fundador de la misma, que tendrían que hacer frente a los oficiales prorrepublicanos de la UMRA, cuya actuación se mostró decisiva. El general Martínez Monje ordenó el acuartelamiento de las tropas a la espera de acontecimientos en Madrid o en Barcelona.
La noticia de la rendición de Goded en Barcelona al final del día parece que fue determinante para que el impulso insurreccional se desactivara en muchos cuartos de banderas aunque el "impasse" sobre si sublevaban o no continuó. Al día siguiente, lunes 20 de julio, las organizaciones obreras, UGT y CNT, se movilizan y crean las Milicias Valencianas para controlar los puntos neurálgicos de la ciudad y los alrededores de los cuarteles en previsión de un posible movimiento involucionista. Dos días después nace el autodenominado Comité Ejecutivo Popular, integrado por las dos centrales sindicales UGT y CNT y por los partidos del Frente Popular, que se hace con el poder aunque sin llegar destituir a las autoridades republicanas. Mientras tanto el general González Carrasco y el comandante Barba Hernández huyen de Valencia a escondidas. Para contrarrestar el poder alternativo obrero en la calle el gobierno de José Giral envía a Valencia a Diego Martínez Barrio (el político republicano que había presidido el gobierno desde la noche del sábado 18 a la noche del domingo 19) al frente de una Junta Delegada del Gobierno para Levante, cuya misión principal era, además de restablecer la autoridad del gobierno de la República, pactar una salida honrosa para los militares. Pero cuando el jueves 23 de julio la Junta Delegada anunció la disolución del Comité Ejecutivo Popular, este se negó y, ante el intento de sublevación del cuartel de Paterna, cercano a la ciudad, lanzó a los milicianos contra los cuarteles que fueron tomados a la fuerza entre finales de julio y principios de agosto. El 5 de agosto la Junta, ante el fracaso de su gestión, reconocía oficialmente al Comité Ejecutivo Popular, que pasaba a dirigir toda la política de retaguardia en Valencia, y abandonaba la ciudad.
En Castellón la sublevación no se produjo al no recibirse órdenes desde Valencia, además de que había pocos oficiales comprometidos. En Alicante el gobernador militar, el general García Aldave, acuarteló a las tropas y permitió él envió de una columna para combatir la insurrección de la Guardia Civil en Almansa y que también intervendría en Albacete en apoyo de las fuerzas leales. El general García Aldave acabó renunciando al mando y poco después fue juzgado y condenado a muerte pese a no haberse sublevado. En Alcoy las milicias obreras se hicieron con el control ante la indecisión de la guarnición que no salió de los cuarteles. El 4 de agosto estos serían asaltados por los milicianos. El único conato de insurrección en la provincia de Alicante se produjo en el barrio alicantino de Benalúa, donde tenía sus cuarteles el Regimiento de Infantería «Tarifa» n.º 11, pero fue rápidamente reducido y los oficiales sublevados detenidos.
En la provincia de Murcia la sublevación fracasó igualmente. En la base naval y el arsenal de Cartagena, después de dos días de indecisiones, el lunes 20 de julio el teniente de navío Antonio Ruiz encabeza un movimiento contra los oficiales de la Armada comprometidos con la sublevación y con el apoyo de la marinería logra abortar el golpe, por lo que Cartagena será la única de las tres bases navales de la Marina que permanezca fiel al gobierno. En la ciudad de Murcia, la indecisión de las autoridades militares y civiles ante la situación generada se vio sobrepasada por la actuación popular. El Cuartel de Artillería fue rodeado por los obreros de la ciudad para frenar cualquier acción golpista provocando el fracaso de la sublevación en la capital provincial. En Albacete, integrada en la III División Orgánica con sede en Valencia, el domingo 19 de julio el teniente coronel Martínez Moreno declara el estado de guerra con el apoyo de la guardia de Asalto y parte de la Guardia Civil. Para sofocar la rebelión salen desde Murcia y desde Alicante dos columnas que, tras controlar Hellín y Almansa respectivamente, llegan a Albacete el sábado 25 de julio. Como no les llega la ayuda solicitada al general Franco en Tetuán los sublevados se rinden y el teniente coronel Martínez Moreno es fusilado. Los sublevados de Albacete al parecer son los primeros que dan el grito falangista de combate "¡Arriba España!" en la guerra.

## La sublevación en la Armada
Cuando en abril de 1936 el general Mola se hizo cargo de la dirección de la conspiración militar para derribar el gobierno del Frente Popular recabó la colaboración de la Armada que concretó más tarde en unas Instrucciones para las fuerzas de la Armada de 20 de junio. En estas se especificaba que la misión de la Armada sería el dominio de las bases navales de Ferrol y Cádiz, la vigilancia de la costa norte, especialmente Asturias (incluido el bombardeo de la cuenca minera), y la colaboración en la sublevación de Marruecos.Pero en algunos barcos miembros de los cuerpos auxiliares (como los radiotelegrafistas) y de suboficiales y marinería habían formado comités para vigilar las actividades sospechosas de los oficiales del Cuerpo General. Estos comités en algunos casos mantenían vínculos con la Unión Militar Republicana Antifascista (UMRA).

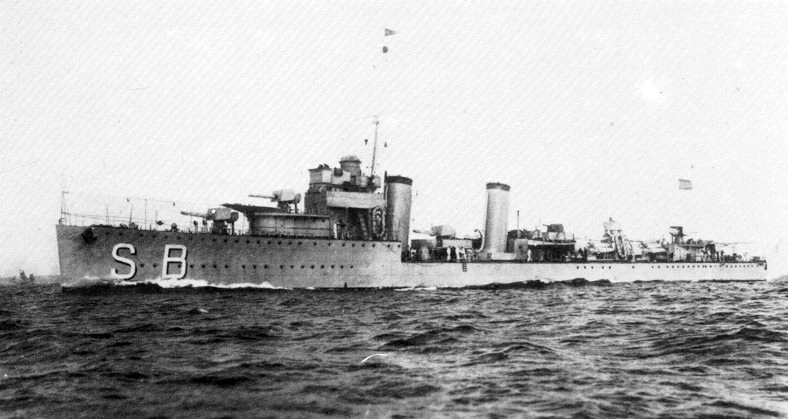
Destructor Sánchez Barcáiztegui.

En la tarde del viernes 17 de julio se recibieron en la central radiotelegráfica del Estado Mayor de la Marina en Madrid las primeras noticias de que se había iniciado la sublevación militar en Marruecos. El oficial tercero del Cuerpo de Auxiliares Radiotelegráficos que estaba en ese momento de guardia en la central era Benjamín Balboa López, afiliado a la UMRA, y cuando se recibió en Madrid en la madrugada del sábado 18 de julio el telegrama de felicitación del general Franco a los sublevados de Melilla Balboa informó directamente al ayudante del ministro Giral y se negó a obedecer la orden del jefe de la central radiotelegráfica de que comunicara el mensaje de Franco a las guarniciones y lo arrestó. Balboa a continuación contactó con todos los buques de la Armada y a los radiotelegrafistas de los mismos les informó de que sus oficiales podían estar a punto de sublevarse contra el gobierno y les animó a amotinarse.

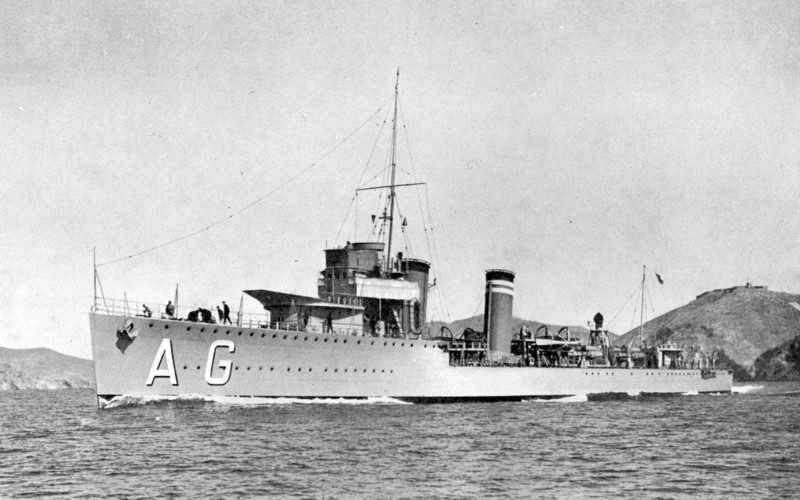
Destructor Alcalá Galiano.

La misma madrugada del sábado 18 de julio el ministro de Marina José Giral ordenó que todos los buques de la flota se dirigieran hacia la zona del estrecho de Gibraltar para que cañonearan las posiciones de los sublevados en Marruecos e impidieran el paso de cualquier transporte de tropas que intentara llegar a la península. Sin embargo, los comandantes de los destructores Almirante Valdés, Sánchez Barcáiztegui y Churruca se pasaron al bando sublevado,pero las dotaciones de los destructores se amotinaron y arrestaron a sus oficiales que se habían sublevado, ejemplo que fue seguido por las dotaciones de los guardacostas Uad-Lucus y Uad-Muluya y el cañonero Laya (mientras que los guardacostas Dato y Uad-Kert se sumaban a la sublevación entrando en Ceuta, así como el torpedero T-19).Lo mismo sucedió en los destructores Alsedo, José Luis Díez y Alcalá Galiano,y en el acorazado Jaime I y en los cruceros Libertad y Miguel de Cervantes, que habían zarpado de la base de Ferrol en dirección al Estrecho de Gibraltar.Por su parte el crucero Méndez Núñez, recibió la orden de volver a la colonia de Guinea Ecuatorial de donde había zarpado y allí su comandante fue destituido del mando y desembarcado junto con otros oficiales, volviendo más tarde a España.También se amotinaron las dotaciones de los submarinos Isaac Peral C-1, C-3, C-4 y B-1 cuando sospecharon de la actitud de sus oficiales. Los mandos del C-6 fueron arrestados cuando atracaron en Málaga. Los otros siete submarinos también quedaron del lado gubernamental cuando fracasó la sublevación en las bases navales de Cartagena y Mahón. En la base naval de Cartagena la sublevación tampoco triunfó porque a los mandos navales les faltó decisión y porque el general Toribio Martínez Cabrera, gobernador militar de Cartagena, se mantuvo leal al gobierno, así como el jefe de la cercana base aérea de Los Alcázares. Así el destructor Lazaga, que estaba allí anclado, y los seis destructores que estaban en fase de construcción quedaron del lado gubernamental, con lo que toda la flotilla de destructores, excepto uno (el Velasco que se encontraba en Ferrol), quedó del lado gubernamental, además de cuatro torpederos y un guardacostas, junto con varios barcos auxiliares. En la base de Mahón hubo un intento de sublevación que fue sofocado y las dotaciones de los submarinos que tenían allí su base se amotinaron contra sus oficiales que pretendían rebelarse.

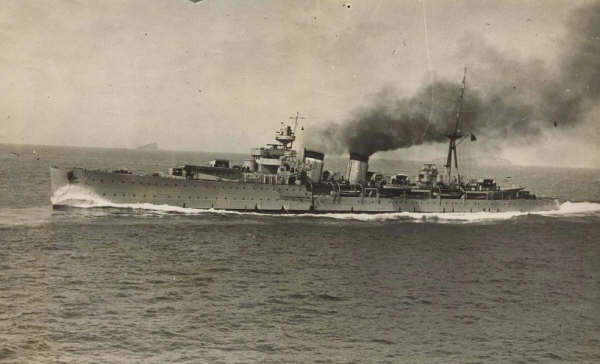
Crucero ligero Almirante Cervera en período de pruebas (todavía sin armamento) hacia 1925.

En cambio en las bases navales de Cádiz y de Ferrol la sublevación triunfó. En la primera gracias a las tropas de regulares traídas desde Ceuta por el destructor Churruca antes de que su dotación se amotinara y gracias también a la decidida actuación de los jefes conjurados en la base y del gobernador militar de Cádiz, el general José López-Pinto, que impidieron cualquier intento de sublevación de los obreros de los astilleros o de la marinería. Al controlar la base los sublevados tenían en su poder el crucero República, que estaba sometido a grandes reparaciones, por lo que no entraría en servicio hasta 1938, los cañoneros Cánovas y Lauria, después de aplastar el amotinamiento de su tripulación, y dos guardacostas, el Alcázar y el Larache, que no se amotinaron.En la base naval de Ferrol la dotación del crucero Almirante Cervera se amotinó pero no consiguió sacar el buque del dique seco, y finalmente el bombardeo de la aviación naval de la base de Marín que se había sublevado hizo que el barco se rindiera. También se amotinó la dotación del acorazado España, asimismo en dique seco, pero como el tercer buque que se hallaba en la base, el destructor Velasco, no se amotinó, no les quedó más opción que la rendición después de que fuera dominada la rebelión del Almirante Cervera. Así fue como la base y los tres buques de importancia que había en ella se unieron a la sublevación.

## La reacción del gobierno

### Las primeras decisiones del gobierno de Santiago Casares Quiroga

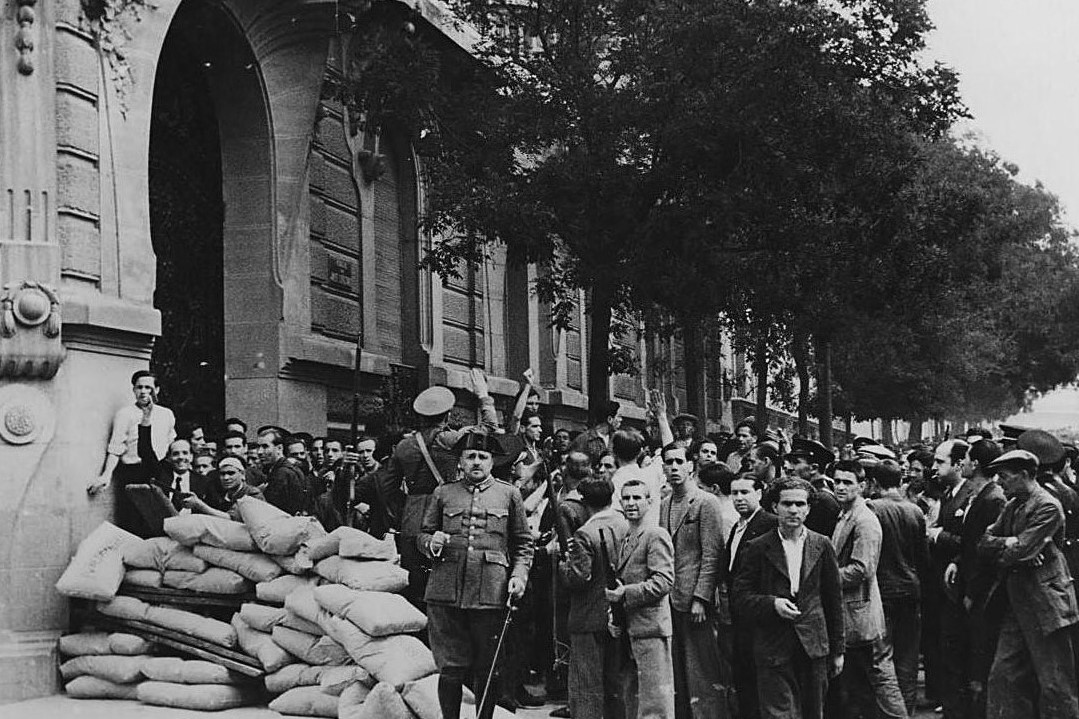
Barricadas en el Cuartel de la Montaña tras el golpe de Estado.

El presidente del gobierno Santiago Casares Quiroga ―que estaba pendiente de que el presidente de la República Manuel Azaña aceptara la dimisión que le había presentado tras producirse el asesinato de José Calvo Sotelo el día 13: «Si aceptara la dimisión que me ha presentado Casares, sería tanto como entregar su honor a la maledicencia que lo acusa», le comentó Azaña a Diego Martínez Barrio―tuvo noticia del levantamiento de Melilla al anochecer del viernes 17 gracias al general Pozas, inspector general de la Guardia Civil, con quien habían podido contactar miembros del cuerpo destinados en Marruecos que habían permanecido leales —según Stanley G. Payne, Casares Quiroga se enteró nada más producirse la sublevación y, tras informar a Azaña, reunió a las seis de la tarde al Gobierno al que solo informó al final marchándose a continuación—. El rumor de que algo había pasado en el Protectorado se extendió por la capital. Indalecio Prieto, informado por un contacto que tenía en la Guardia Civil, reunió inmediatamente a la ejecutiva del PSOE ―antes había avisado a los periodistas que se encontraban en el Congreso de Diputados a la espera de noticias: «La guarnición de Melilla se ha sublevado esta tarde. Los trabajadores están siendo pasados a cuchillo», les dijo―. El PSOE decidió apoyar al gobierno al que le exigió que fuera contundente frente a los golpistas. Por su parte la UGT aseguró que respondería «a cualquier tentativa fascista con la huelga general revolucionaria». La CNT también amenazó con la huelga general revolucionaria si se confirmaba el alzamiento militar y además comenzó a proveer de armas y explosivos a sus afiliados, ante la previsible negativa del gobierno a «armar al pueblo» —desde la noche del día 15 se habían visto esporádicamente por las calles de Madrid algunos grupos obreros armados—. Los militares más comprometidos con la República permanecieron reunidos a la espera de noticias ―muchos de ellos, y especialmente los afiliados a la UMRA, habían criticado a Casares Quiroga y al presidente de la República por no haber actuado con la contundencia necesaria para haber puesto fin a la conspiración antirrepublicana―. Sin embargo, los periódicos del sábado 18 no publicaron nada de la sublevación de Melilla porque el Gobierno recurrió a la censura para evitarlo. El estado de alarma se había prorrogado a mediados de junio.
A las ocho y media de la mañana del sábado 18 de julio la radio emitió un comunicado del Gobierno que pretendía transmitir calma y optimismo:

Se ha frustrado un nuevo intento criminal contra la República... Una parte del ejército que representa a España en Marruecos se ha levantado en armas contra la República, sublevándose contra la Patria propia y realizando un acto vergonzoso y criminal de Rebelión, contra el poder legítimamente constituido.
El gobierno declara que el movimiento está circunscrito a determinadas ciudades de la Zona del Protectorado, y que nadie, absolutamente nadie, se ha sumado en la Península a tan absurdo intento. […]
 En este momento, las fuerzas de aire, mar y tierra de la República, salvo la triste excepción señalada, permanecen fieles en el cumplimiento de su deber y se dirigen contra los sediciosos para reducir este movimiento insensato y vergonzoso.
El Gobierno de la República domina la situación y afirma que no ha de tardar en anunciar a la opinión pública que se ha restablecido la normalidad.

Durante la madrugada el gobierno había ordenado a la escuadra que bloquease las tres localidades de las que tenía noticia que se habían sublevado (Melilla, Larache y Ceuta) y el bombardeo de Melilla y Tetuán —en esta última localidad el objetivo de los aviones era la sede de la Alta Comisaría de España en Marruecos pero fallaron y mataron a quince civiles e hiriendo a otros cuarenta, en su mayoría marroquíes—.Su objetivo era cortar el paso del estrecho de Gibraltar y evitar la posible llegada de tropas del Ejército de África a la península.Pero algunos de los buques de guerra se habían unido a la sublevación como el destructor Churruca que había escoltado un transporte de legionarios de Ceuta a Cádiz (lo que fue clave para que la sublevación triunfara en esa ciudad), aunque después los suboficiales y la marinería se amotinaron y se hicieron con el control del buque reintegrándolo al servicio de la República. La alerta transmitida a los suboficiales y a la marinería de los buques y de las bases navales por el telegrafista Benjamín Balboa López, desde la estación del Estado Mayor de la Marina en Madrid, fue clave para impedir que la Armada se sumara al golpe tal como estaba previsto, lo que permitió mantener el bloqueo en el estrecho.Por su parte el general Pozas había contactado con todas las comandancias de la Guardia Civil y el propio Casares Quiroga se había comunicado con todos los gobernadores civiles, a los que había ordenado que no repartieran armas a los civiles, que mantuvieran la calma y que se atuvieran a la ley. En cuanto a los generales jefes de las ocho Divisiones Orgánicas, del único del que había dudas sobre su lealtad era el general Cabanellas, por lo que Casares Quiroga decidió enviar en avión a Zaragoza al general Núñez de Prado, viejo amigo de Cabanellas, pero nada más aterrizar fue hecho prisionero y fusilado pocos días después.
A las diez de la mañana del sábado dos representantes de la ejecutiva del PSOE —uno de ellos Juan Simeón Vidarte—visitaron a Casares Quiroga en el Palacio de Buenavista ―donde el presidente del gobierno y ministro de la Guerra había pasado toda la noche― para pedirle que entregara armas a las organizaciones obreras pues los socialistas desconfiaban de la lealtad de las fuerzas de orden público y de los militares. Pero Casares Quiroga se negó porque creía que se podía sofocar la rebelión «sin necesidad de hacer locuras, ni de que arda el país»: «¿A quién van a ir a parar esas armas? ¿Qué uso se va hacer de ellas? ¿Y es que usted puede responderme de los anarquistas, de los comunistas, de las Juventudes Unificadas? ¿Es que puede usted asegurarse que toda España no se va a convertir en lo que fue Asturias en el mes de Octubre?», les preguntó. «Es inútil. Mientras yo sea presidente del Consejo no se armará al pueblo...», añadió.Al parecer dos ministros, Francisco Barnés y José Giral, sí eran partidarios de «armar al pueblo» (Barnés le dijo a Vidarte: «yo también creo que no hay otra solución que armar al pueblo. De esta misma opinión es Giral. Los demás parece que están encogidos, acobardados, ¿no se armó al pueblo en el siglo pasado, para luchar por "la gloriosa", y una vez destronada Isabel II se volvieron a recoger las armas?»).Según el historiador José Luis Martín Ramos, Casares Quiroga y Azaña cometieron su «definitivo error» al negarse «a entregar armas a las organizaciones obreras y hacerlas partícipes de manera directa en la lucha, algo que aquel 18 de julio quedó ya en evidencia que se haría imprescindible».
Según Julio Aróstegui, la negativa del gobierno a dar «armas al pueblo», tal como lo reclamaban las organizaciones obreras (CNT y UGT), se debió fundamentalmente a que en aquel momento los republicanos de izquierda temían «tanto o más que el golpe militar de signo antirrepublicano, el desbordamiento del orden social por obra de una acción de masas».Un punto de vista que es compartido por Ángel Viñasy por José Luis Martín Ramos.Sin embargo, Pilar Mera Costas afirma que Casares Quiroga se negó porque «creía que la entrega de armas podría ser recibida como una provocación, la semilla de una revolución social incipiente, por la mayoría del Ejército que todavía no se había sublevado».Por su parte Luis Romero, afirma que los modelos políticos de los que le pedían armas a Casares Quiroga «eran la revolución soviética y las revolución asturiana de octubre de 1934, muy distantes ambos de la política republicana. También en Barcelona los anarcosindicalistas pedían armas para apoyar al gobierno autónomo: Companys se las negó».Un punto de vista similar al de Luis Romero es el que sostiene Stanley G. Payne: «Decidido a no desempeñar el papel de Kerensky [del que tenía un retrato en su despacho], Casares, como Azaña, rechazó la idea de "armar al pueblo", porque creía, y correctamente, que equivaldría a entregar el poder a los revolucionarios».

### El gobierno de Diego Martínez Barrio
En esa mañana del sábado 18 la sublevación ya había empezado en la península. A primera hora de la tarde comenzaron a llegar a Madrid noticias preocupantes de Sevilla, de Córdoba, de Cádiz y de Zaragoza. También de Pamplona. El gobierno emitió comunicados a lo largo del día con el fin de mantener la confianza de la población en que lograría atajar la rebelión. Entre las cinco y las seis de la tarde, mientras las calles del centro de Madrid se llenaban de gente ávida de noticias junto con grupos pidiendo armas,se reunió el Consejo de Ministros en el Ministerio de la Guerra, al que también asistieron líderes de los partidos del Frente Popular: los socialistas Indalecio Prieto y Francisco Largo Caballero y los republicanos Marcelino Domingo y Diego Martínez Barrio, presidente de las Cortes y líder de Unión Republicana. Se discutió la entrega de armas a los civiles, en lo que insistió Largo Caballero (el diario caballerista Claridad así lo había exigido en su edición vespertina bajo el titular en gruesos caracteres «¡Libertad o muerte!»), pero Casares Quiroga continuó oponiéndose —insistió en que todos los españoles leales debían ponerse al lado de las fuerzas militares y de orden público que servían a la República—. Fue la última reunión del gabinete pues el presidente de la República Azaña ya había decidido aceptar la dimisión de Casares Quiroga y nombrar en su lugar a Martínez Barrio, «el más moderado de los líderes republicanos de izquierda»,para que formara un gobierno de «concentración nacional» abierto a los socialistas y a los partidos republicanos conservadores para hacer frente al «peligro común» —pero dejando fuera a los dos extremos: la CEDA y el Partido Comunista de España; y también a la Lliga Regionalista de Francesc Cambó—. Antes incluso de encargar la formación del nuevo gobierno a Martínez Barrio, Azaña había llamado al republicano conservador Miguel Maura, que había venido defendiendo la instauración de una «dictadura nacional republicana» que restableciera el orden,pero este le había respondido: «Ya es tarde para todo». El que sí había aceptado sin reservas había sido Felipe Sánchez Román, líder del Partido Nacional Republicano, que en su momento abandonó la coalición del Frente Popular cuando se integró en ella el Partido Comunista.
Según Stanley G. Payne, con la designación de Martínez Barrio para que sustituyera a Casares Quiroga, Manuel Azaña «decidió invertir el curso de su política de los últimos cinco meses e intentar llevar a cabo alguna iniciativa moderada y reconciliadora». Payne recuerda que «Martínez Barrio había sido el único líder de izquierdas importante que había comprendido de verdad el significado del magnicidio [el asesinato de Calvo Sotelo] y el único que después realizó gestos de reconciliación con las derechas».

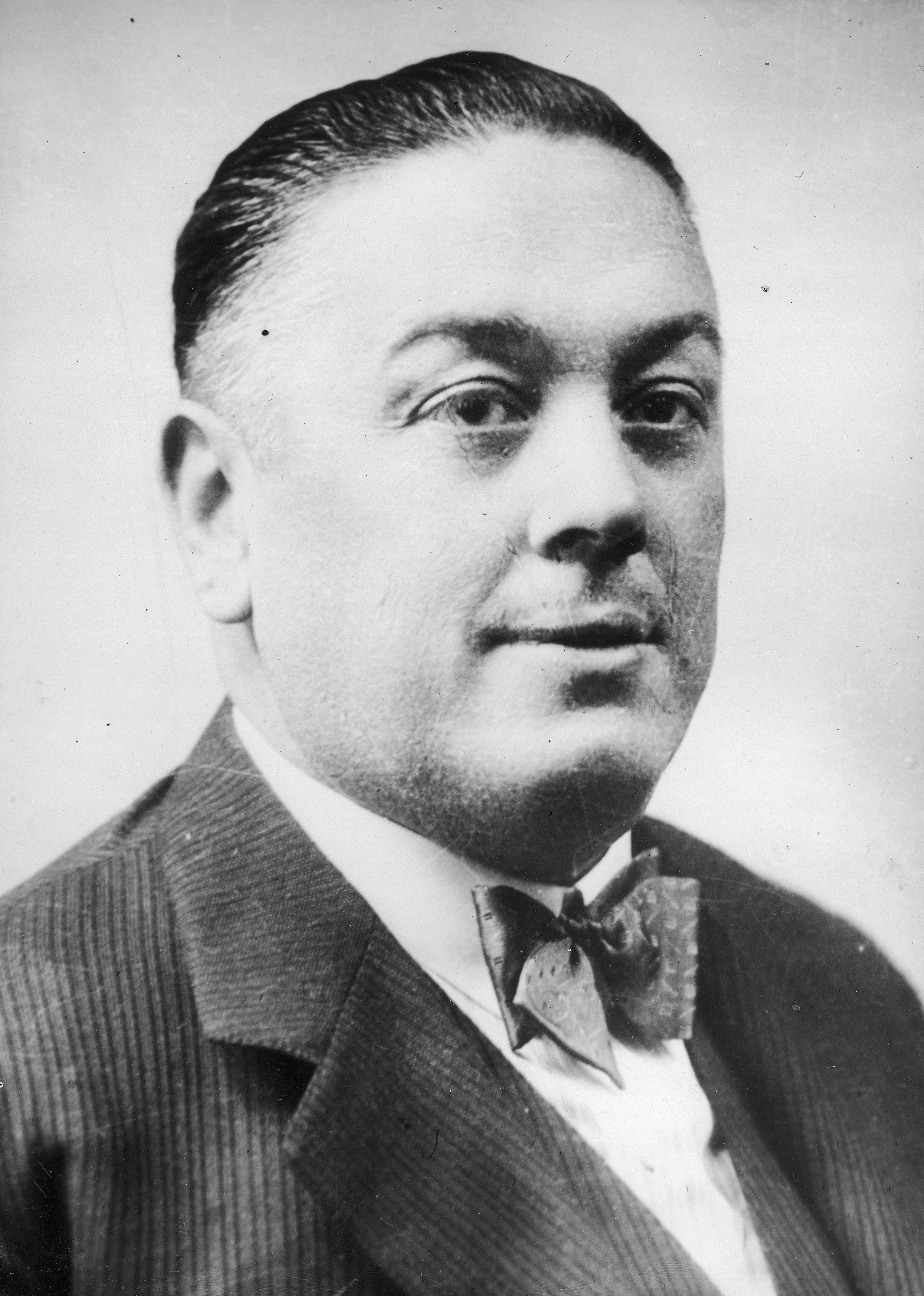
Diego Martínez Barrio.

Martínez Barrio acudió al Palacio Nacional para recibir el encargo oficial de Azaña, acordando ambos que la finalidad del nuevo gobierno sería «dominar la rebelión, restablecer el orden y normalizar la vida nacional dentro de la Constitución». No está claro si el encargo incluía la búsqueda de algún compromiso con los sublevados,pero hay historiadores que afirman que la finalidad del nuevo gobierno era negociar con los militares alzados lo que suponía de facto el fin del Frente Popular —la iniciativa de Azaña, según José Luis Martín Ramos, aunque fuera legal «violentaba el resultado electoral de febrero».Cuando Martínez Barrio empezó a confeccionar la lista de los ministros —algunos de los cuales eran políticos moderados y dispuestos a llegar a algún tipo de acuerdo con los militares sublevados, según Julio Aróstegui—se encontró con la negativa de los socialistas a participar, aunque manifestaron su «apoyo decidido y leal al gobierno proyectado». Tanto Martínez Barrio como Azaña se quedaron muy decepcionados por la actitud de los socialistas, pero continuaron con el plan que se habían trazado. Martínez Barrio escribió la alocución para presentar el nuevo gobierno cuyo objetivo sería «evitar a mi patria los horrores de una guerra civil» y «poner a salvo la Constitución e instituciones de la República».La alocución estaba dirigida especialmente a los que se habían sublevado o a los que todavía dudaban:

No llegará a feliz término esta obra si la gran masa de españoles, ansiosa de tranquilidad y seguridad, es remisa a colocarse detrás del poder constituido, asistiéndolo con su apoyo y su fuerza moral. Eso espero de todos vosotros y singularmente de quienes tienen comprometido su honor en defensa de la patria y de la República. […] Yo invito a los españoles a que se sostengan en el marco de la ley, y a los que se salieron de ella, a que vuelvan a su mandato, sin otra dilación ni espera.
¡Viva España! ¡Viva la República!

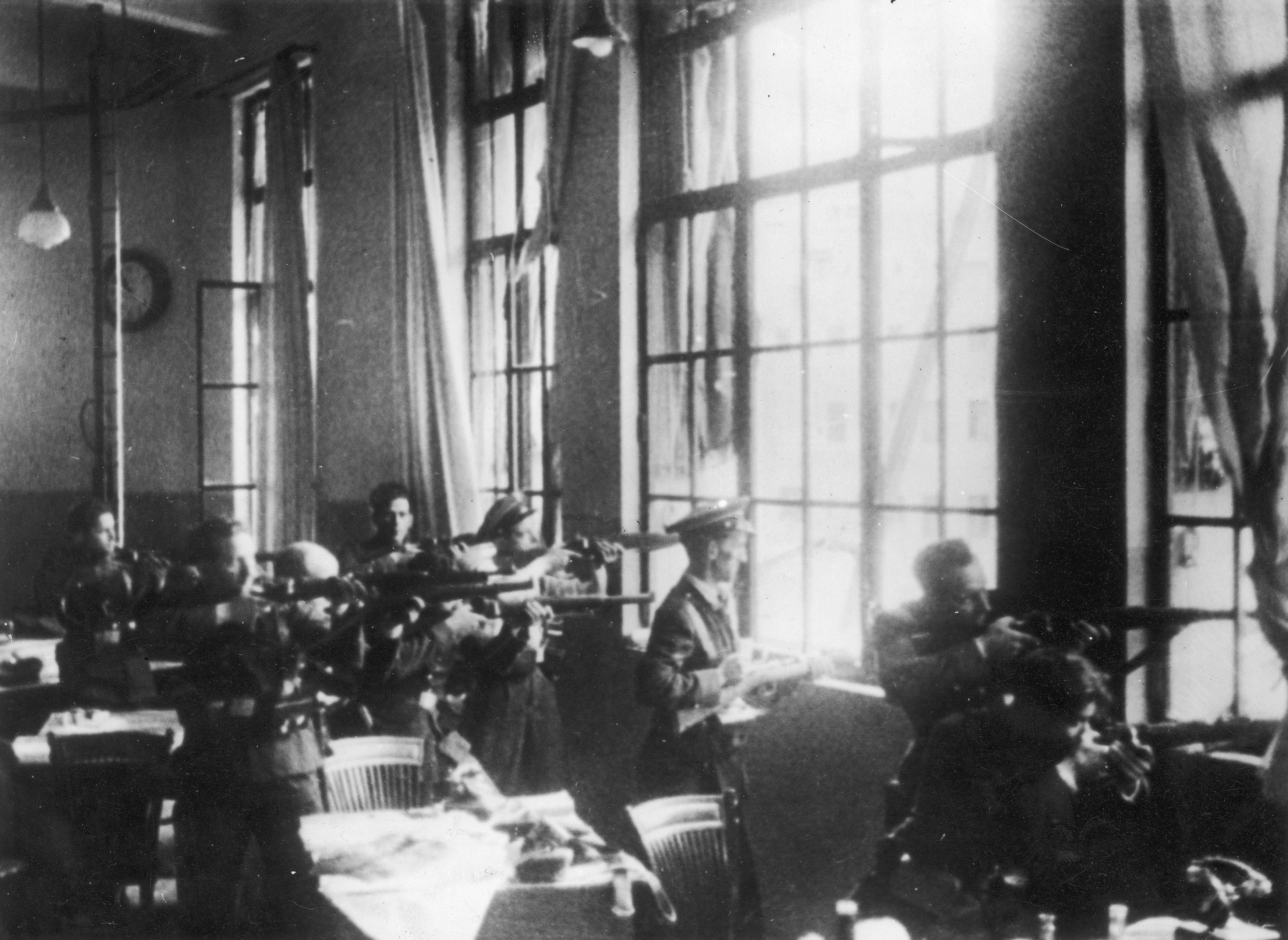
Tropas republicanas armadas en el Edificio de Telefónica de Barcelona tras el Golpe de Estado.

Martínez Barrio contactó esa misma noche por teléfono con los jefes militares de las diferentes demarcaciones con la esperanza de convencerlos de que no se sublevaran y cumplieran con su deber. Pero el resultado fue bastante desalentador. El general Cabanellas le comunicó que la V División Orgánica con sede en Zaragoza que él comandaba iba a sublevarse y que el enviado del gobierno, el general Núñez de Prado, era su prisionero. El general Domingo Batet, jefe de la VI División Orgánica con sede en Burgos, le dijo que él se mantenía fiel a la República pero que sus subordinados se había hecho con el control y que ahora el jefe efectivo era el general Mola. Entonces Martínez Barrio llamó al general Mola que se encontraba en Pamplona y este le contestó que ya era demasiado tarde.Mola se negó rotundamente a cualquier tipo de transacción. «Ustedes tienen sus masas y yo tengo las mías», le dijo Mola a Martínez Barrio. Según la versión franquista posterior este le llegó a ofrecer algunas carteras ministeriales para los sublevados, pero este extremo siempre lo negó Martínez Barrio.Stanley G. Payne, tras señalar que «los términos de su conversación ha sido el tema de la controversia durante años», afirma que «el peso de la evidencia indica que se discutió algún tipo de acuerdo».José Luis Martín Ramos es de la misma opinión y admite la versión franquista de que Martínez Barrio le ofreció a Mola el Ministerio de la Guerra o el de la Gobernación, o ambos, lo que de haber aceptado hubiera supuesto «la victoria política del golpe de fuerza y, a partir de ahí, no habría sido improbable una evolución de la República como la que había experimentado la austríaca desde 1934».
Tras contactar con otros jefes militares (algunos de los cuales le aseguraron que permanecerían leales) y con los gobernadores civiles, Martínez Barrio dio a conocer hacia las cinco (o las seis)de la madrugada del domingo 19 de julio la lista de su gobierno, integrado exclusivamente por republicanos (cinco de su propio partido Unión Republicana; tres del Partido Nacional Republicano de Sánchez Román). El ministerio de la Guerra lo ocuparía el general José Miaja, por sugerencia de Azaña que confiaba en su lealtad a la República. Pero en cuanto se conoció la composición del nuevo gobierno una gran manifestación recorrió de madrugada Madrid con gritos de «¡Fuera el Gobierno!», «¡Sánchez Román, no!», «¡Abajo Martínez Barrio!» y «¡Azaña (o Gobierno) traidor» y exigiendo «¡Armas! ¡Armas!» (en aquel momento ya se habían formado batallones de milicias voluntarias, cuyo «uniforme» era el mono azul de trabajo y que contaban con algunas armas, procedentes en parte de armerías que habían sido asaltadas como durante la quema de conventos de 1931 o facilitadas por algún cuartel o parque de artillería que había desobedecido al gobierno ―el quinto de los batallones, formado por cuadros del PCE y de las JSU procedentes en su mayoría de las MAOC, daría origen al Quinto Regimiento―; al mismo tiempo comités de obreros, algunos armados, controlaban ya las estaciones de ferrocarril, vigilaban los puntos estratégicos, merodeaban por los alrededores de los cuarteles de la capital, en especial los de Campamento, y confraternizaban en ocasiones con unidades de la Guardia de Asalto; también se habían levantado barricadas en los accesos a los barrios). También mostraron su oposición al nuevo gobierno algunos miembros del partido de Azaña Izquierda Republicana por estar dominado por la más moderada Unión Republicana. Entonces Martínez Barrio acudió al Palacio Nacional y le presentó su dimisión a Azaña, convencido de que su gobierno carecía de los apoyos necesarios y de que no sería obedecido. Eran las siete de la mañana del domingo 19. Martínez Barrio, contando con el firme apoyo de Sánchez Román,también se había negado a entregar armas a las organizaciones obreras porque, al igual que Casares Quiroga, consideraba que ese hecho traspasaba el umbral de la defensa constitucional y legal de la República. Solo unos días antes Martínez Barrio ya había manifestado que entregar armas al «pueblo» era «una locura». «Sería dar rienda suelta a la anarquía. Es necesario evitarlo a cualquier precio».Tras la guerra civil Martínez Barrio afirmó en el exilio que su gobierno «había muerto a manos de los socialistas de Caballero, los comunistas y también de republicanos irresponsables».

### El gobierno de José Giral y la entrega de «armas al pueblo»

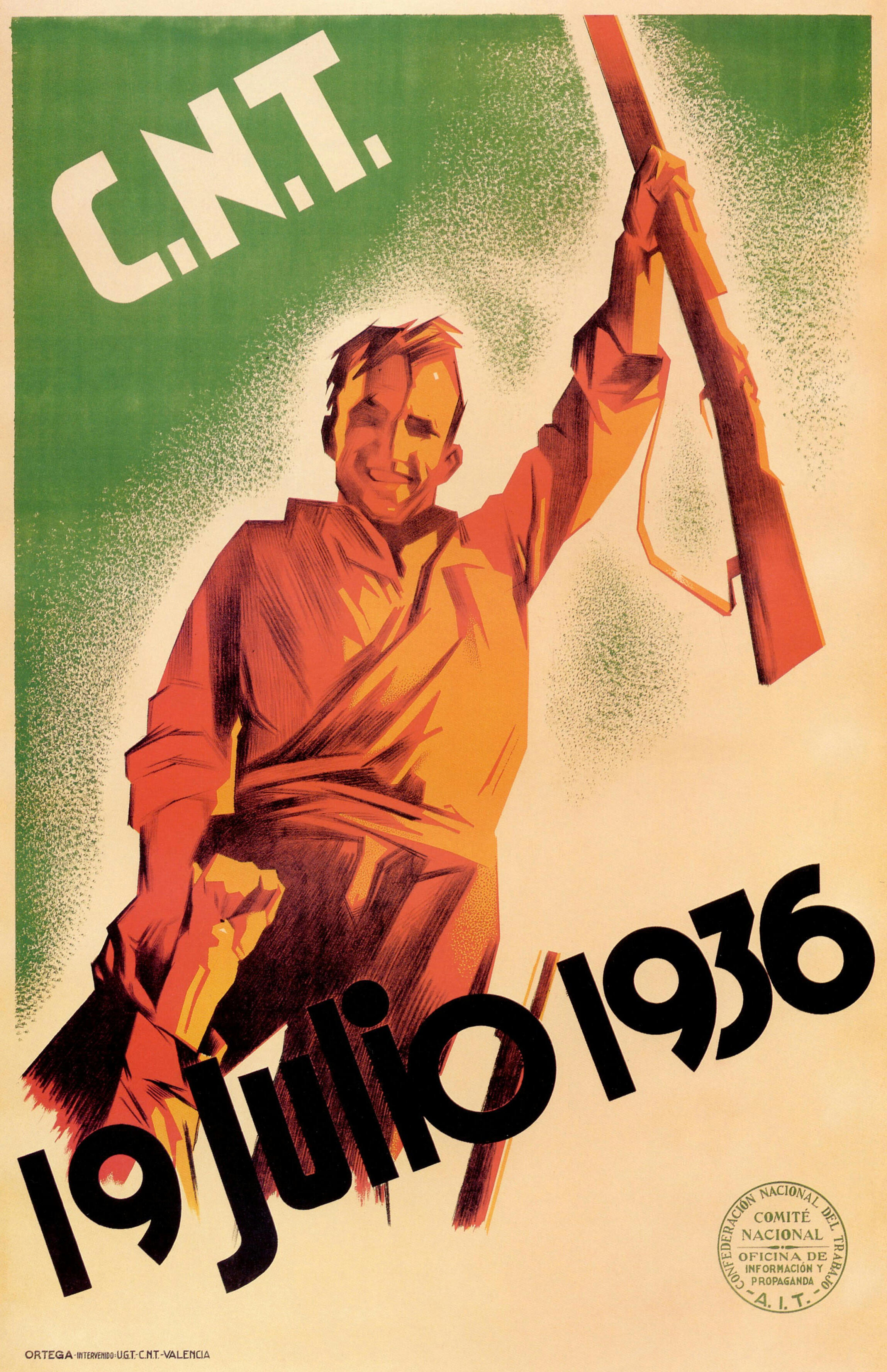
Póster propagandístico de la CNT alentando a los trabajadores a tomar las armas (julio de 1936).

Fracasado el intento de formar un gobierno de «concentración nacional» Azaña recurrió a José Giral, uno de sus fieles compañeros de partido y amigo, para que ocupara el puesto de presidente del gobierno y poner fin al vacío de poder en plena sublevación. Giral sólo introdujo dos modificaciones en el anterior gabinete de Casares Quiroga: el general Castelló como ministro de la Guerra y el general Pozas como ministro de la Gobernación. Y tomó una decisión trascendental obligado por las circunstancias y que calmó los ánimos en la capital: repartir armas a las organizaciones obreras (según José Luis Martín Ramos, la formación de un gobierno integrado exclusivamente por republicanos cuya primera medida fuera el reparto de armas, fue una iniciativa de Francisco Largo Caballero con el apoyo de Indalecio Prieto). Esa misma mañana del domingo 19 la Gaceta de Madrid publicaba un decreto, también de gran trascendencia futura, firmado por el anterior ministro de la Guerra Casares Quiroga: se disolvían las unidades militares y se licenciaban las tropas cuyos mandos se sublevasen.Este decreto suponía la práctica disolución del ejército, «lo que se volvió en contra de la República, que tardaría en reconstruirlo».En su primera declaración el nuevo gobierno justificó la entrega de «armas al pueblo»:

Es propósito del Gobierno mantener firmemente, sin vacilaciones ni desmayos, la defensa del régimen republicano, apoyándose en el pueblo, que con tanto calor le presta su adhesión, y aceptando su heroica cooperación. […] [El Gobierno] llegará a los esfuerzos más extremos a fin de impedir que le sean arrebatados al pueblo los derechos ciudadanos que conquistó dignamente. […]
Compenetrados, Gobierno y pueblo, nuestro triunfo definitivo nadie lo impedirá. Ciudadanos de España. ¡Viva la República!

Según Julián Casanova, a causa de la decisión del nuevo gobierno de José Giral de entregar armas a civiles el Estado republicano perdió el monopolio de las armas, por lo que no pudo impedir que se iniciara una revolución social, ya que las organizaciones obreras no salieron a la calle «exactamente para defender la República, a la que se le había pasado la oportunidad, sino para hacer la revolución. A donde no había llegado la República con sus reformas, llegarían ellos con la revolución. [...] Un golpe de estado contrarrevolucionario, que intentaba frenar la revolución, acabó finalmente desencadenándola».

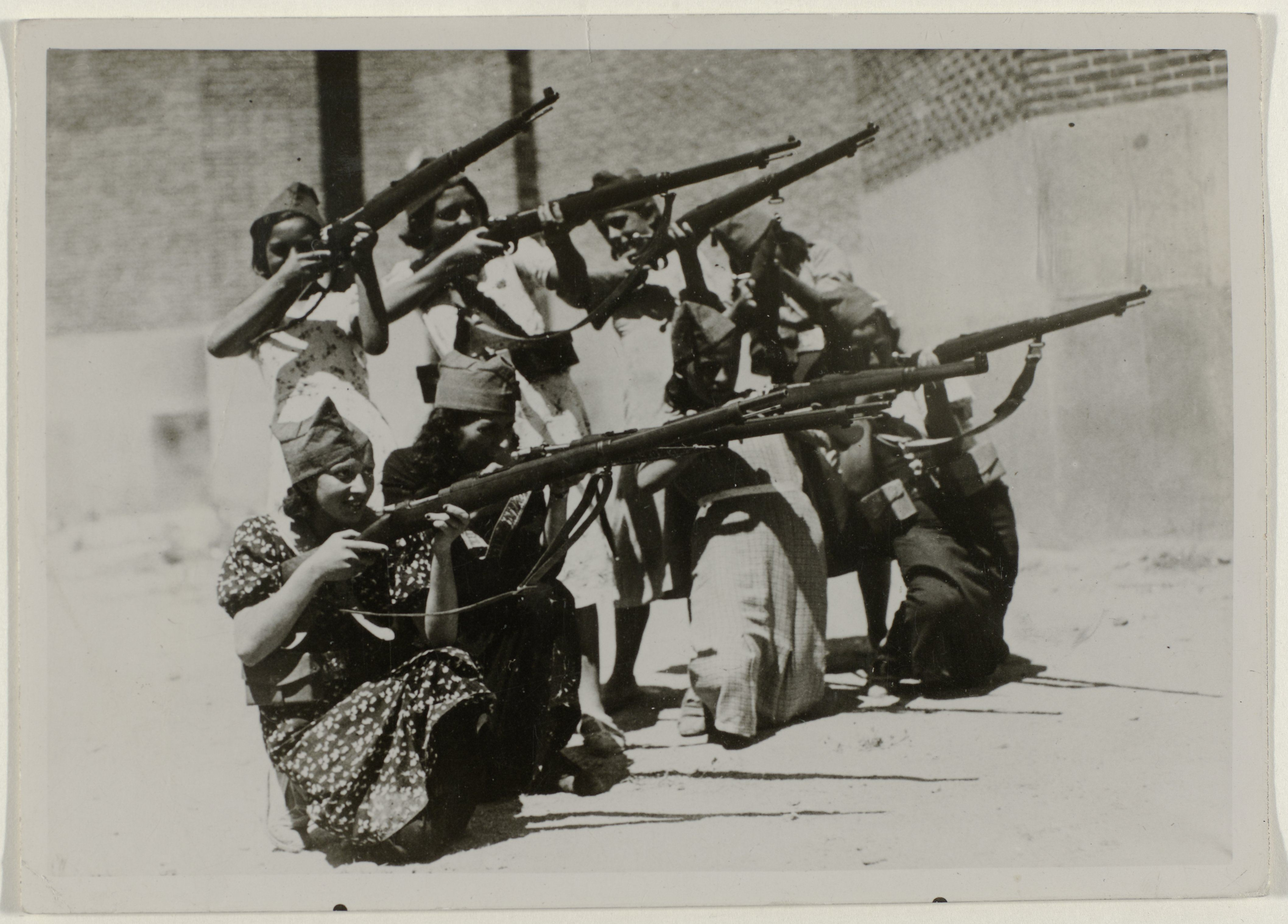
Milicianas armadas en Madrid (1936).

Stanley G. Payne va mucho más lejos en su valoración de la decisión de entregar armas a las organizaciones obreras pues califica al gobierno de Giral como un «Gobierno de rendición», equiparable al gobierno de Kerensky en la revolución rusa de octubre de 1917. Con la entrega de las armas, «las nuevas milicias revolucionarias así creadas pronto se harían con el poder de facto en el territorio que estaba a punto de ser conocido como la "zona republicana"». La consecuencia fue que la democracia republicana, que según Payne ya había sido fuertemente erosionada durante los cinco meses de gobierno del Frente Popular, dejó de existir y se entró en «la lógica de una guerra civil revolucionaria».
Gabriele Ranzato también considera que «armar al pueblo fue armar a la revolución». «El Gobierno Giral perdió inmediatamente el control de la situación, y en los primeros meses [de la guerra civil] las milicias armadas más que a hacer la guerra se dedicaron a una obra revolucionaria caótica y sangrienta, más destructiva que constructiva, localista y utópica, realizada más por los sindicatos —anarquistas y socialistas— que por los particos políticos».
José Luis Martín Ramos defiende una tesis completamente diferente pues afirma que «la movilización obrera», que supuso «el retroceso de las instituciones y el protagonismo de la reacción popular, del control de la calle para expresarlo en una metáfora habitual», «fue la iniciativa que salvó políticamente la República y que en última instancia, propició la confluencia de respuestas, civil y militar, contra los facciosos», aunque reconoce que «el poder central se difuminó temporalmente» como resultado de «la multiplicación de autoafirmados poderes locales» que llevaron a cabo «una transformación social desde abajo que en algunas partes se situó sobre el eje de la radicalización de la República y en otras [especialmente en Cataluña y Valencia, pero también en Asturias, el Aragón oriental y en las provincias andaluzas y la parte de Extremadura que no cayeron en manos de los sublevados] abrió procesos revolucionarios nuevos». Martín Ramos añade que la movilización fue «el obligado paso adelante de las organizaciones obreras» en respuesta al «paso en falso de Azaña y Martínez Barrio», en referencia a la supuesta negociación que mantuvieron con los sublevados para intentar «eludir» la guerra civil, «dando desde la cúspide institucional una tremenda sensación de debilidad».

#### El debate historiográfico sobre la entrega de «armas al pueblo»
El historiador británico Hugh Thomas (en una obra actualizada publicada en castellano en 1976) considera que «los medios constitucionales de oposición al alzamiento constituyeron un fracaso. Esto ocurrió inevitablemente, dado que gran parte de las fuerzas de la ley y el orden —el ejército y la guardia civil— estaban con los rebeldes, que afirmaban ser ellos quienes representaban el orden, pese a estar fuera de la ley. La única fuerza capaz de resistir a los rebeldes era la de los sindicatos y los partidos de izquierdas. Pero, para el gobierno, utilizar esta fuerza significaba aceptar la revolución. No es sorprendente que Casares Quiroga vacilara antes de dar este paso. Pero, en el punto al que habían llegado las cosas en España el 18 de julio por la noche, tal paso era también inevitable. En las ciudades donde habían tenido lugar alzamientos, en Marruecos y en Andalucía, quienes se habían opuesto a ellos habían sido los partidos revolucionarios de izquierdas. En realidad, en muchas poblaciones pequeñas la revolución se anticipó a la rebelión, porque cuando la noticia del alzamiento en Marruecos y en Sevilla llegó a los lugares donde no había guarnición militar, la reacción de las izquierdas, naturalmente no fue la de esperar a que se les atacara. (...) [Cuando el gobierno Giral ordenó a los gobernadores civiles] distribuir todas las armas existentes... en muchos casos estas órdenes llegaron demasiado tarde».

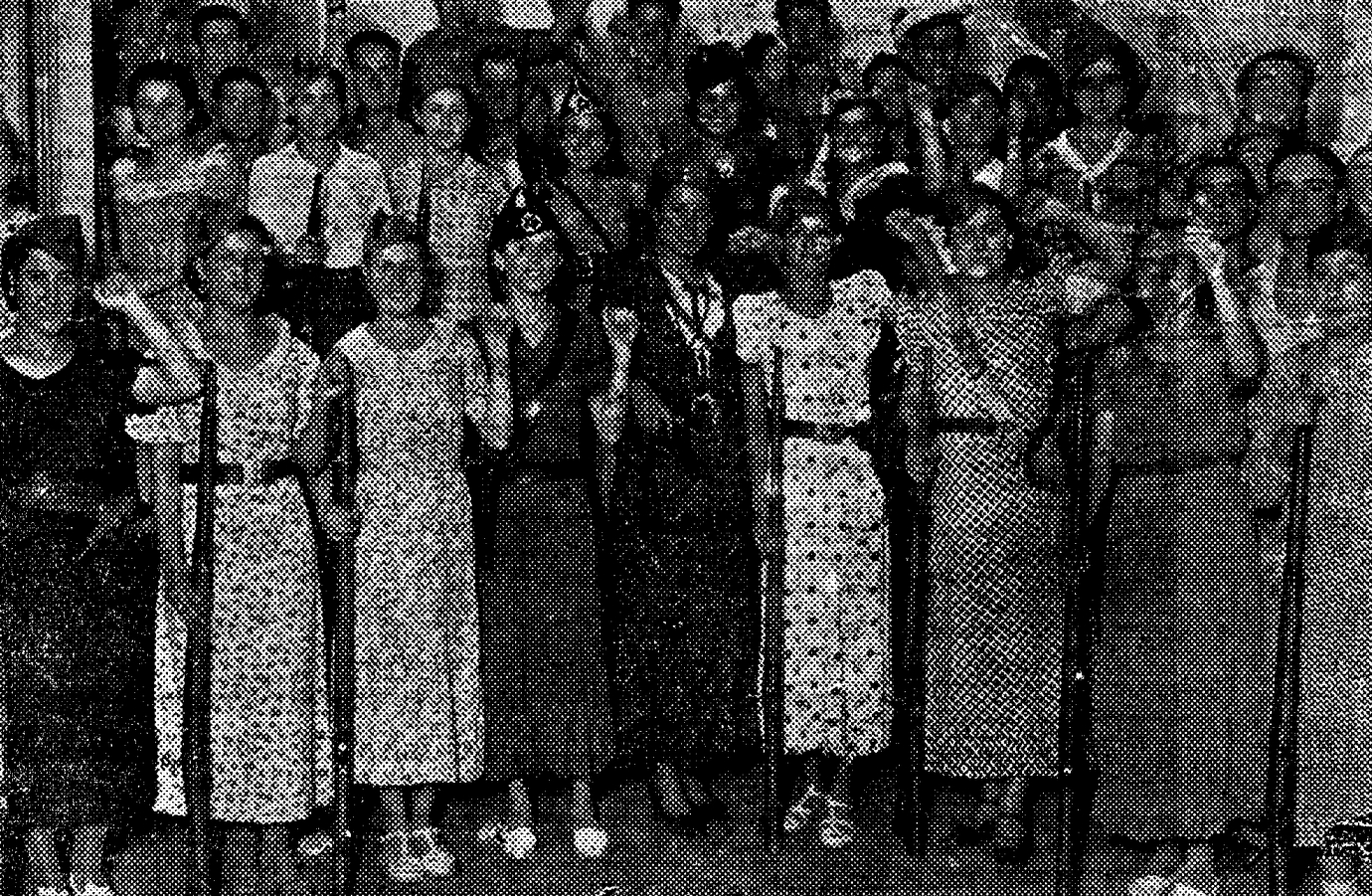
Grupo de milicianos armados con equipo gubernamental en Cartagena.

El también británico Antony Beevor (en una obra publicada en 2005) sigue la línea de Thomas y afirma que «los titubeos del Gobierno fueron fatales para la suerte de la República española. Sus dirigentes no se atrevieron a armar a la UGT ni a la CNT, negándose a subvertir la constitución del Estado, aunque poco estado queda cuando éste se ve atacado por su propia "columna vertebral". Esta negativa a facilitar armamento impidió que se pudieran tomar medidas precautorias o que se lanzara una rápida contraofensiva contra los militares sublevados». «Allí donde los obreros se dejaron convencer por un gobernador civil aterrado ante la perspectiva de provocar un levantamiento de la guarnición local, perdieron la partida y hubieron de pagar el titubeo con sus vidas. Pero si demostraban en seguida que estaban preparados y dispuestos para asaltar los cuarteles, entonces se les unía la mayoría de los guardias de Asalto y otras fuerzas de seguridad y conseguían que la guarnición se rindiera».
El historiador Julio Aróstegui (en una obra publicada en 2006) considera que el retraso del gobierno en entregar las armas a las organizaciones obreras fue clave para que la sublevación triunfara en determinadas ciudades como Sevilla, Granada o Ávila. La «fatal duda» de los gobiernos de Casares Quiroga y de Martínez Barrio de entregar o no las armas «fue definitoria en la imposibilidad de cortar la sublevación en la raíz... En el momento decisivo estos políticos se negaron a apelar al pueblo... para la defensa armada de la República. Se negaron a entregar las armas de procedencia militar que las organizaciones del proletariado, partidos y sindicatos, reclamaban... e impidieron en muchos casos que los gobernadores civiles y otras autoridades subalternas se pusieran decididamente al frente de los movimientos defensivos populares. Hubo casos claros donde esta parálisis fue la mejor baza de los sublevados».
Una posición similar a la de Aróstegui, pero más matizada, es la que sostiene José Luis Martín Ramos (en una obra publicada en 2015) pues reconoce que «es cierto que desde la perspectiva militar la movilización obrera no habría de ser suficiente para derrotar a los sublevados», pero considera que sin esa movilización las fuerzas militares y de orden público leales no habrían conseguido derrotar a los sublevados. Pone el ejemplo de Madrid, donde, según él, «el armamento de las organizaciones obreras acabó inmediatamente con la sublevación». También cita los casos de Santander y de Asturias donde «la izquierda obrera se impuso» excepto en Oviedo. Martín Ramos concluye: «donde no hubo movilización popular se impuso el golpe».Así pues, según Martín Ramos el retraso en entregar las armas a las organizaciones obreras fue el error definitivo de Casares Quiroga y de Azaña, que ya se habían equivocado al no haber planteado ninguna movilización «preventiva» de las «masas» para impedir el golpe. Cuando el nuevo gobierno de José Giral lo autorizó el domingo 19 de julio, «para entonces, en algunos lugares se había llegado tarde». Además al haberse ordenado a última hora «se realizó sin ningún plan previo que hubiese intentado un control gubernamental, ni que fuera compartido o parcial, en esa distribución de armas a las organizaciones obreras».
La tesis de Thomas, de Beevor y de Aróstegui (y de Martín Ramos) de que si la entrega de armas al «pueblo» (en realidad a las organizaciones obreras) se hubiera hecho antes la sublevación no hubiera triunfado en algunos lugares donde sí lo hizo, no es compartida por otros historiadores. Julián Casanova (en una obra publicada en 2007) considera un mito la idea de que fue «el pueblo en armas» quien venció a los rebeldes en las calles de las principales ciudades españolas. El factor decisivo, según Casanova, fue la actitud de los militares, incluidos los que dirigían las fuerzas de orden público, pues los militantes obreros solo pudieron «combatir a los sublevados allí donde la fidelidad de algunos mandos militares, o la indecisión de otros, lo permitió. Madrid y Barcelona constituyen buenos ejemplos, aunque también Valencia, Jaén o San Sebastián».
Gabriele Ranzato (en una obra publicada en 2014) coincide con Casanova aunque incluye un «quizá»: «Las fuerzas armadas, o de orden público, fueron quizá más decisivas que las milicias populares para vencer la rebelión en las principales ciudades donde pudo ser sofocada —Madrid, Barcelona, Valencia, Málaga, San Sebastián, Murcia, Badajoz—, como evidentemente lo fueron allí donde —Bilbao, Santander— no hubo ningún intento de sublevación». Ranzato, por otro lado, ha señalado que la decisión de «armar al pueblo» «llevaba implícita... la desconfianza del gobierno republicano hacia el gran número de militares que le habían permanecido fieles» (aunque se tratara de «leales geográficos», es decir, que su lealtad se debiera a que habían quedado en zona republicana), lo que pudo influir en que parte de ellos decidieran finalmente sumarse a la rebelión. Por último, Ranzato destaca la consecuencia más importante de la decisión de entregar armas a las organizaciones obreras: «que armar al pueblo fue armar a la revolución». «El gobierno Giral perdió inmediatamente el control de la situación, y en los primeros meses las milicias armadas más que a hacer la guerra se dedicaron a una obra revolucionaria caótica y sanguinaria, más destructiva que constructiva, localista y utópica, realizada más por los sindicatos —anarquista y socialista— que por los partidos políticos». Julián Casanova comparte esta última valoración. Al entregar armas a civiles el Estado republicano perdió el monopolio de las armas, por lo que no pudo impedir que se iniciara una revolución social, ya que las organizaciones obreras no salieron a la calle «exactamente para defender la República, a la que se le había pasado la oportunidad, sino para hacer la revolución. A donde no había llegado la República con sus reformas, llegarían ellos con la revolución».
Enrique Moradiellos (en una obra publicada en 2016) suscribe el análisis de Casanova. «La sublevación acabó siendo aplastada gracias a la acción enérgica de un pequeño sector del ejército y de las fuerzas de seguridad que permanecieron fieles al gobierno republicano y que pronto sería auxiliadas (incluso rebasadas) por milicias sindicales y partidistas armadas con toda urgencia». Como prueba de que las milicias obreras por sí solas no habrían podido derrotar a los sublevados aporta el testimonio de un periodista anarquista que participó en los combates en Barcelona junto a guardias civiles y de asalto:

La combinación fue decisiva. A pesar de su acometividad, de su espíritu revolucionario, la CNT sola no habría podido derrotar al ejército y a la policía juntos. De haber tenido que luchar contra ambos, en unas pocas horas no habría quedado ni uno de nosotros.

También Pilar Mera Costas (en una obra publicada en 2021) considera que se ha dado en ocasiones una «imagen romántica» de la resistencia popular a la insurrección del 18 de julio de 1936, pues «la victoria o la derrota de esta no se puede medir en términos de entrega y valentía popular». «La acción de las milicias fue un componente importante en la contención de la rebelión, pero la respuesta civil no fue suficiente para asegurar su fracaso». «La República logró aplastar la rebelión gracias a la acción robusta de una parte del Ejército y las fuerzas de seguridad, que permanecieron leales al poder legítimo. Estas huestes contaron con el apoyo de milicias de las organizaciones obreras, armadas con urgencia», pero «ninguna ciudad de España se mantuvo en poder de la República sin la ayuda de, al menos, una parte de las fuerzas de orden público. Fue, por tanto, la decisión del grueso de las guarniciones militares de participar o no en la rebelión, o la posición de la Guardia Civil y de Asalto, en los casos en los que su número de leales equilibró el de militares sublevados, lo que decantó la suerte de la rebelión».
Gabriel Cardona (en una obra publicada en 2010) mantiene una posición intermedia porque tras afirmar que «sin Ejército y la mitad de las fuerzas de orden público, [el gobierno] había quedado inerme ante los sublevados» y que «su única posibilidad para combatirlos era armar al pueblo», reconoce que la entrega de las armas a las organizaciones obreras supuso que el gobierno perdiera «el poder en su propio territorio, a manos de una barahúnda armada que apenas obedecía a sus propios partidos y sindicatos. Algunos oficiales republicanos intentaban organizar columnas heteróclitas para marchar contra los rebeldes; sin embargo, muchos milicianos desconfiaban de ellos y los anarquistas se oponían a cualquier tipo de organización o de disciplina militar. El armamento popular y el derrumbamiento del Estado permitieron el estallido de la revolución, mientras el primer problema del gobierno era contar con fuerzas capaces de combatir a los rebeldes».

## Situación final: la división de España en dos zonas

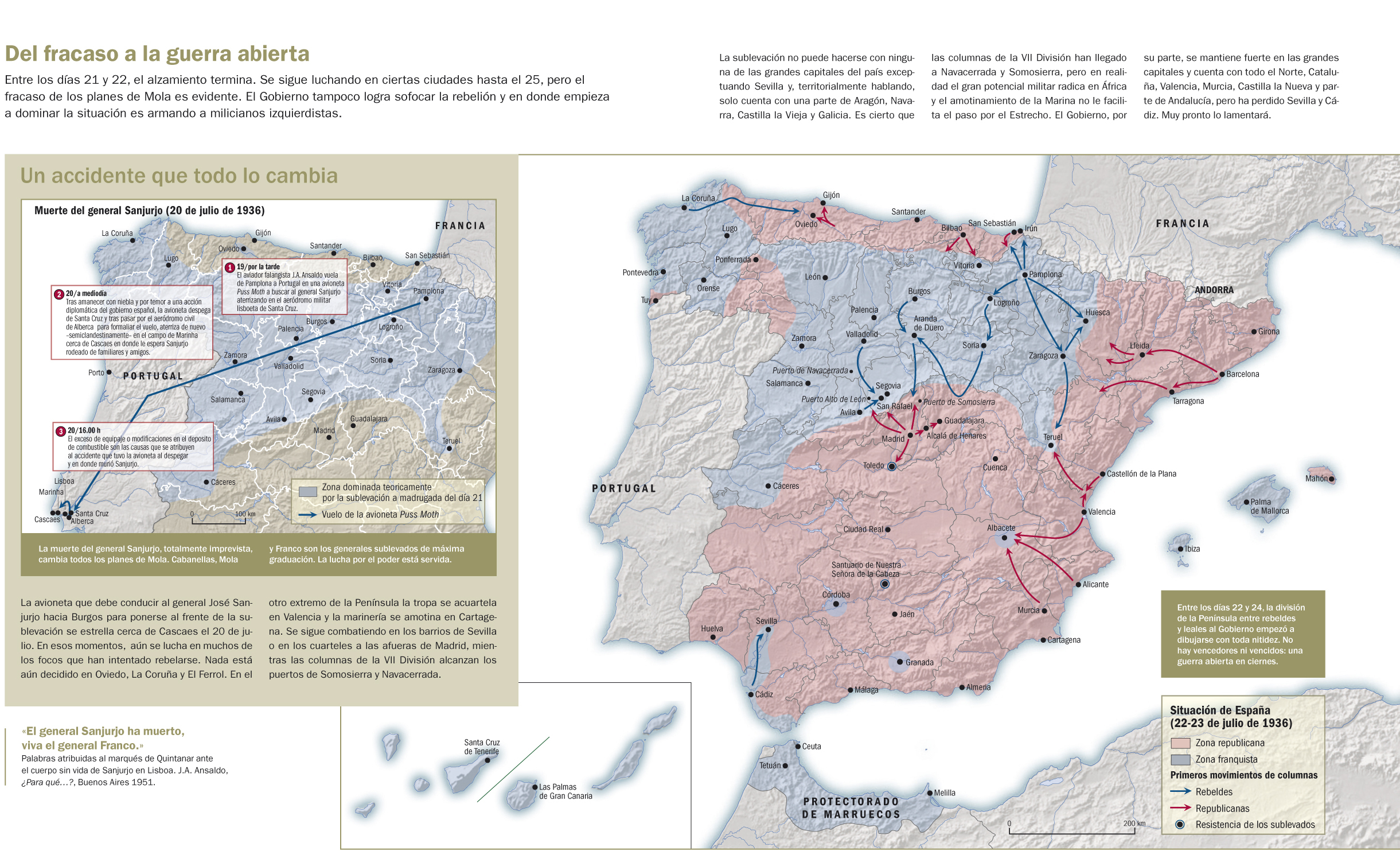
Situación tras el fracaso parcial del golpe de Estado, el 22-23 de julio de 1936. En azul las zonas controladas por los sublevados.

No existe un acuerdo total entre los historiadores para fijar la fecha final de la sublevación y el inicio de la guerra propiamente dicha. Algunos coinciden en señalar el lunes 20 de julio de 1936, otros en cambio apuntan al día siguiente, martes 21 de julio, porque ese día todavía se combatía en algunos lugares, como Toledo, Almería, Granada, San Sebastián o El Ferrol. Pero lo cierto fue que como consecuencia del éxito de la sublevación en unos sitios y del fracaso en otros España quedó dividida en dos zonas: una controlada por los militares que se habían alzado contra la República (la zona sublevada) y otra que permaneció fiel al gobierno (la zona republicana).

### La división de España
Cuando se consumó el golpe de Estado el miércoles 22 de julio de 1936, los sublevados no habían conseguido su objetivo principal de apoderarse del punto neurálgico del poder, Madrid, ni de grandes ciudades como Barcelona, Valencia, Bilbao, Málaga o Murcia. Por el contrario, dominaban Sevilla, Zaragoza, Valladolid y Córdoba. Controlaban, asimismo, cerca de la mitad del territorio español, ya que mandaban en prácticamente todo el tercio norte peninsular: Galicia, Castilla la Vieja, León, Álava, Navarra, gran parte de Cáceres y la mitad occidental de Aragón, incluyendo las tres capitales provinciales. Además, dominaban las ciudades andaluzas de Sevilla, Córdoba y Cádiz, conectadas entre sí por una estrecha franja, así como la aislada ciudad de Granada, más todo el protectorado marroquí y las islas Canarias y las Baleares, excepto Menorca e, inicialmente, la isla de La Palma. Fuera de esta área, controlaban determinados lugares y puntos de resistencia aislados dentro de la zona republicana, como la ciudad de Oviedo, el cuartel de Simancas en Gijón, el Alcázar de Toledo o el Santuario de la Virgen de la Cabeza, cerca de Andújar (Jaén). Esta España controlada por los sublevados era en general «la España interior, rural, de formas sociales más retardatarias, de grandes y medianos propietarios agrarios, y con extenso proletariado agrario también». Los rebeldes controlaban grandes áreas cerealísticas, pero la industria, tanto pesada como ligera, seguían en manos de la República. En la zona sublevada se encontraban 11 millones de habitantes de los 25 millones que había en toda España.
El miércoles 22 de julio, la zona fiel a la República ocupaba grosso modo la mitad este de la Península: la mitad oriental de Aragón (menos las tres capitales), Cataluña, el País Valenciano, la Región de Murcia, la Andalucía oriental (menos la ciudad de Granada), Madrid, Castilla-La Mancha, las provincias de Badajoz y Huelva y parte de la de Cáceres. Aislada de esta zona quedaba la franja cantábrica formada por Asturias (menos Oviedo y Gijón), Santander, Vizcaya y Guipúzcoa. El territorio leal era superior en extensión al rebelde y se trataba, por lo general, de las zonas de España «socialmente más evolucionadas, con importante población urbana, más industrializadas y con núcleos de obrerismo modernos organizado». El Gobierno republicano, de hecho, controlaba la capital política del país, Madrid, y la capital económica, Barcelona.
Si se hace el balance por provincias, el resultado fue que en treinta venció la sublevación (sin contar Ceuta y Melilla y el protectorado de Marruecos), mientras que en veinte fracasó, lo que suponía que, según el censo de 1930, más de 13 millones de españoles quedaron en la zona leal a la República y unos 11 millones en la zona controlada por los sublevados. La causa principal del éxito de la sublevación en unas provincias y del fracaso en otras fue la postura que adoptaron los jefes militares en cada una de ellas, y no factores sociales o políticos, como se pudo comprobar en los casos de Madrid y Barcelona, donde la rebelión fracasó, según Francisco Alía Miranda, «porque los militares sublevados no contaron con apoyo suficiente por parte de sus compañeros». Sin embargo, también tuvo importancia la respuesta que dieron las autoridades republicanas a la sublevación, ya que cada gobernador civil actuó de manera diferente. Allí donde actuaron con «celeridad, diligencia y energía» consiguieron detener la rebelión (como en Málaga, Huelva, Almería, Badajoz, Oviedo, Ciudad Real, Cuenca y Jaén), mientras que donde apenas hicieron nada, «por parsimonia, indecisión o ignorancia» la rebelión triunfó (como en Logroño, Cáceres y Guipúzcoa).

### La división del Ejército
En cuanto al Ejército, aunque se trata de un tema muy controvertido, la mayoría de los historiadores calculan que un 70 % de los 15 000 jefes y oficiales en activo en 1936 combatieron en el bando sublevado (unos 1500 fueron fusilados o encarcelados por ser desafectos al bando vencedor en cada lugar), mientras que, por el contrario, la mayor parte de los 100 generales no se sublevaron. De los 210 000 soldados de tropa y suboficiales que teóricamente formaban el ejército regular en 1936, unos 120 000 quedaron en la zona sublevada, pero lo más decisivo fue que entre ellos se encontraban los 47 000 que formaban el Ejército de África que constituían las mejores tropas del ejército español. Por su parte, la Guardia Civil, la Guardia de Asalto y el Cuerpo de Carabineros quedaron muy divididos entre los leales y los rebeldes a la República.Por parte republicana, el problema principal que tenía la República era la falta de jefes y oficiales, puesto que aunque en su zona quedaron unos 90 000 soldados de tropa y suboficiales de los 210 000 que en 1936 formaban el ejército español, pero solo 1500 jefes y oficiales permanecieron leales (además de unas decenas de generales). De los 500 000 rifles disponibles, unos 200 000 quedaron bajo control del gobierno; 65 000 fueron repartidos entre la población.Los republicanos controlaban un tercio de las ametralladoras ligeras y de las ametralladoras pesadas; de las 1007 piezas de artillería disponibles en julio de 1936, 387 estaban en manos republicanas.De los 18 tanques que el Ejército Español tenía en el momento del golpe de Estado, 10 quedaron en manos de la República.
Según el historiador Francisco Alía Miranda, tras el golpe el reparto de generales, jefes, oficiales y cadetes entre los dos bandos fue de 8929 situados en la zona republicana y 9294 en la zona rebelde, y en cuanto al reparto de los efectivos 116 501 quedaron en la zona republicana y 140 604 en la zona rebelde, incluyendo a los 47 127 militares que integraban el Ejército de África, la unidad militar española más preparada y con mayor experiencia de combate, lo que hace que el balance de fuerzas sea favorable en este punto a los sublevados. Otro elemento favorable a los sublevados fue que mientras los generales y altos mandos se mantuvieron mayoritariamente leales a la República, los jefes y oficiales intermedios se sumaron en buena parte a la sublevación.
Además si se considera la evolución durante la guerra el dato también es muy favorable para los sublevados, pues mientras durante ese tiempo la plantilla de jefe y oficiales del bando rebelde fue creciendo hasta alcanzar los 14 104 efectivos el 1 de abril de 1939, la del bando republicano fue disminuyendo hasta quedar reducida a 4771, debido fundamentalmente al pase al bando rival de muchos jefes y oficiales en el transcurso de la guerra. Alía Miranda advierte que la mayoría de los 18 000 oficiales que había en España en julio de 1936 aplaudieron el golpe, ya que predominaba entre ellos una mentalidad conservadora, corporativa y militarista.Pero hay otro factor que explica la disminución del número de jefes y oficiales en la zona republicana y fue que más de la mitad de los que quedaron en zona republicana tras el golpe rehusaron obedecer a las autoridades republicanas, algo que no sucedió en el bando sublevado. Así que mientras que en el bando sublevado solo 258 militares fueron fusilados o expulsados del Ejército, en el bando republicano fueron expulsados 4450, de los cuales 1729 fueron fusilados (y unos 1500 encarcelados). E incluso en este bando a muchos oficiales no se les concedió el mando de tropa por desconfiar de ellos y solo ocuparon puestos burocráticos. Unos 1000 permanecieron escondidos durante toda la guerra.
Tras la muerte en accidente de aviación del que iba a ser el jefe de la zona sublevada, el general Sanjurjo, los generales rebeldes decidieron crear el jueves 23 de julio una Junta de Defensa Nacional, que quedaría constituida al día siguiente en Burgos, y que estaría integrada por los generales Miguel Cabanellas, que fue nombrado presidente de la Junta por ser el general más antiguo entre los sublevados, Andrés Saliquet, Miguel Ponte, Emilio Mola y Fidel Dávila, además de los coroneles Montaner y Moreno Calderón. En el Decreto n.º 1 que publicó la Junta se establecía que esta asumía «todos los poderes del Estado» y que representaría al país ante los poderes extranjeros, aunque en las semanas siguientes ningún país la reconoció, y siguió considerando como gobierno legítimo de España al de Madrid presidido por el republicano de izquierda José Giral.

## La «legalización» del golpe de Estado por los sublevados
El primer problema al que se enfrentaron los sublevados fue «legalizar» (y legitimar) su golpe de Estado. Para ello determinaron lo que treinta años más tarde Ramón Serrano Suñer denominaría la «justicia al revés»:que los «rebeldes» eran los defensores de la República y los «leales» los que se habían sublevado contra ella. Donde era más apremiante la necesidad de «legalizar» el golpe era en los consejos de guerra en los que se acusaba a los leales a la República del delito de «rebelión militar». Así, para cumplir con la «legalidad» que los sublevados se arrogaban, en el preámbulo de las sentencias se hacía referencia a la legitimidad del golpe, incluso tergiversando intencionadamente los hechos ―en algún caso se llegó a afirmar que «el gobierno de Madrid» «desde el 19 de julio se levantó en armas contra el Ejército», cuando lo que había sucedido era exactamente lo contrario―. «El primer resultando de las sentencias repetía mecánicamente la conocida fórmula de la asunción de los poderes públicos por parte de las “autoridades legítimas del ejército”, respondiendo al alzamiento en armas dirigido por las fuerzas marxistas integrantes del Frente Popular. Una respuesta la del ejército que, “por imperativo de conciencia” y obligado por su Ley Constitutiva de 1878, obedecía a la defensa de España frente a los enemigos interiores y exteriores, mientras era secundado por la “parte sana de la nación”».Se afirmaba, pues, que el «Alzamiento Nacional» estaba justificado porque pretendía la «salvación de la patria». En una de las sentencias se decía, por ejemplo: «[El Ejército] en vista de la marcha de los asuntos públicos se vio en la precisión de asumir la responsabilidad del poder, para evitar que el caos se adueñara del país…».Algo parecido se decía en una sentencia dictada en Segovia:

El 18 de julio el Ejército español recogiendo las abandonadas funciones del Gobierno del Estado por demandarlo y exigirlo así, de manera imperiosa, ineludible e inaplazable la salvación de España necesitada de tan propia privativa y eficaz defensa contra los elementos rojos separatistas que en desaprensivo contubernio y en la más inicua de las alianzas pusieron en peligro la independencia Patria.

En muchas sentencias se hacía referencia a la Ley Constitutiva del Ejército de 1878 para legitimar la sublevación. Como por ejemplo en la siguiente:

Las Autoridades Militares que asumieron los Poderes Públicos a los que se refiere el párrafo 1º del artículo 237 del Código de Justicia militar eran las legítimas, pues con ello cumplían el deber primordial que al Ejército como institución impuso el artículo 2º de su Ley Constitutiva de 29 de noviembre de 1878, la cual al fijar las normas básicas de la existencia y organización del Ejército, señaló como su primera y más importante misión la de sostener la independencia de la Patria y defenderla de sus enemigos exteriores e interiores...

En la sentencia en que fue condenado nada más finalizada la guerra civil el socialista jefe del Servicio de Investigación Militar (SIM) en Madrid Ángel Pedrero García se decía lo siguiente:

[Es] de público conocimiento que las organizaciones del Frente Popular, durante la incubación de su asalto al poder, planearon y organizaron metódica y progresivamente la campaña de terror que había de culminar a partir del 18 de julio de 1936, y que tuvo especial desarrollo desde el fraude electoral del 16 de febrero del mismo año; se hallaban perfectamente preparadas y dispuestas para instaurar sus procedimientos de crimen y robo cuando, el 18 de julio de 1936, el ejército nacional, dirigido providencialmente por el Caudillo de España, Generalísimo Franco, inició, glorioso e invicto, su Cruzada de liberación de la España Católica e Inmortal.

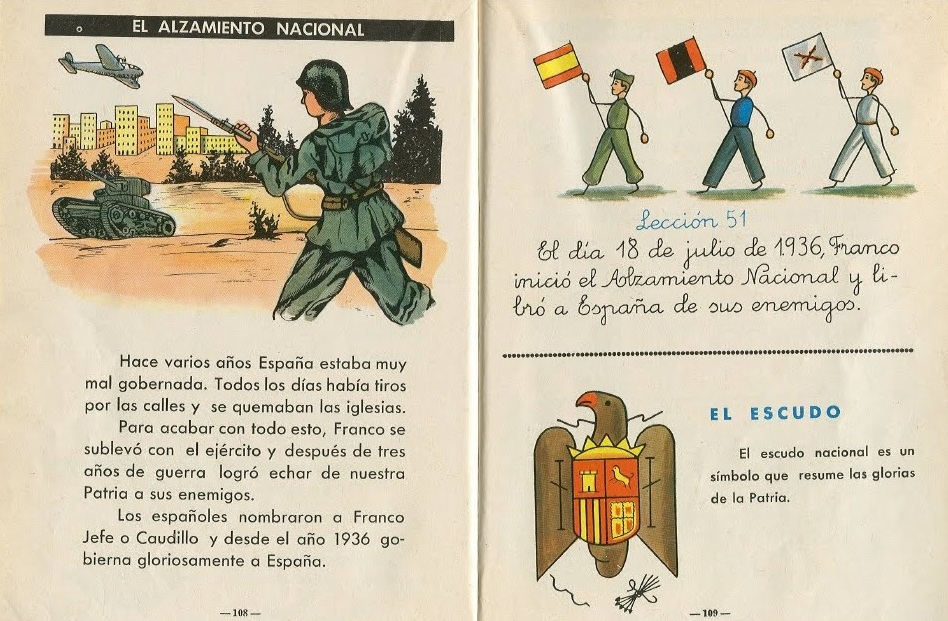
Descripción del golpe de Estado en un libro de texto escolar durante el franquismo.

En la legitimación del golpe los sublevados contaron con la inestimable colaboración de la jerarquía católica. El obispo de Segovia Luciano Pérez Platero, ardiente antirrepublicano que acabaría siendo propuesto por el general Franco para que fuera nombrado arzobispo de Burgos, declaró pocas semanas después del golpe: «Triste, tristísimo es que haya sido necesario encender la hoguera de la guerra civil y llegar a esta situación para librarnos de la hecatombe y de la barbarie que se cernían sobre el suelo de España».

## Consideraciones jurídicas
En un auto dictado el 16 de octubre de 2008, Baltasar Garzón introdujo el "alzamiento nacional" como nuevo objeto del procedimiento de denuncia de las desapariciones forzadas, tipificándolo como delito contra los altos organismos de la nación y la forma de gobierno, objeto competencia de la Audiencia Nacional.